# Château de Villandry
Le château de Villandry est un ensemble entremêlant intimement architecture et jardins, situé à 15 km à l'ouest de Tours, dans le département français d'Indre-et-Loire, en région Centre-Val de Loire.
Dernier des grands palais qui furent bâtis sur les bords de Loire au XVIe siècle, le château de Villandry, apporte une touche finale aux recherches de la Première Renaissance française tout en annonçant les réalisations d'Ancy-le-Franc (Bourgogne) et d'Écouen (Île-de-France).
Les jardins actuels du château de Villandry sont le fruit d'une reconstitution patiente effectuée dès 1906 par le docteur Joachim Carvallo à partir de planches et de textes anciens de l'architecte Jacques Androuet du Cerceau, traitant alors d'un jardin de la Renaissance typique du XVIe siècle.
Ce domaine occupe désormais une superficie de plus de six hectares agencés sur quatre niveaux de terrasses.
L'ensemble du château et de ses jardins est inscrit dès le 12 avril 1927 à la liste des monuments historiques avant d'être classé définitivement le 4 septembre 1934. Le domaine fait désormais partie du patrimoine mondial de l'UNESCO.

## Histoire

### Le Moyen Âge: la forteresse de Colombiers

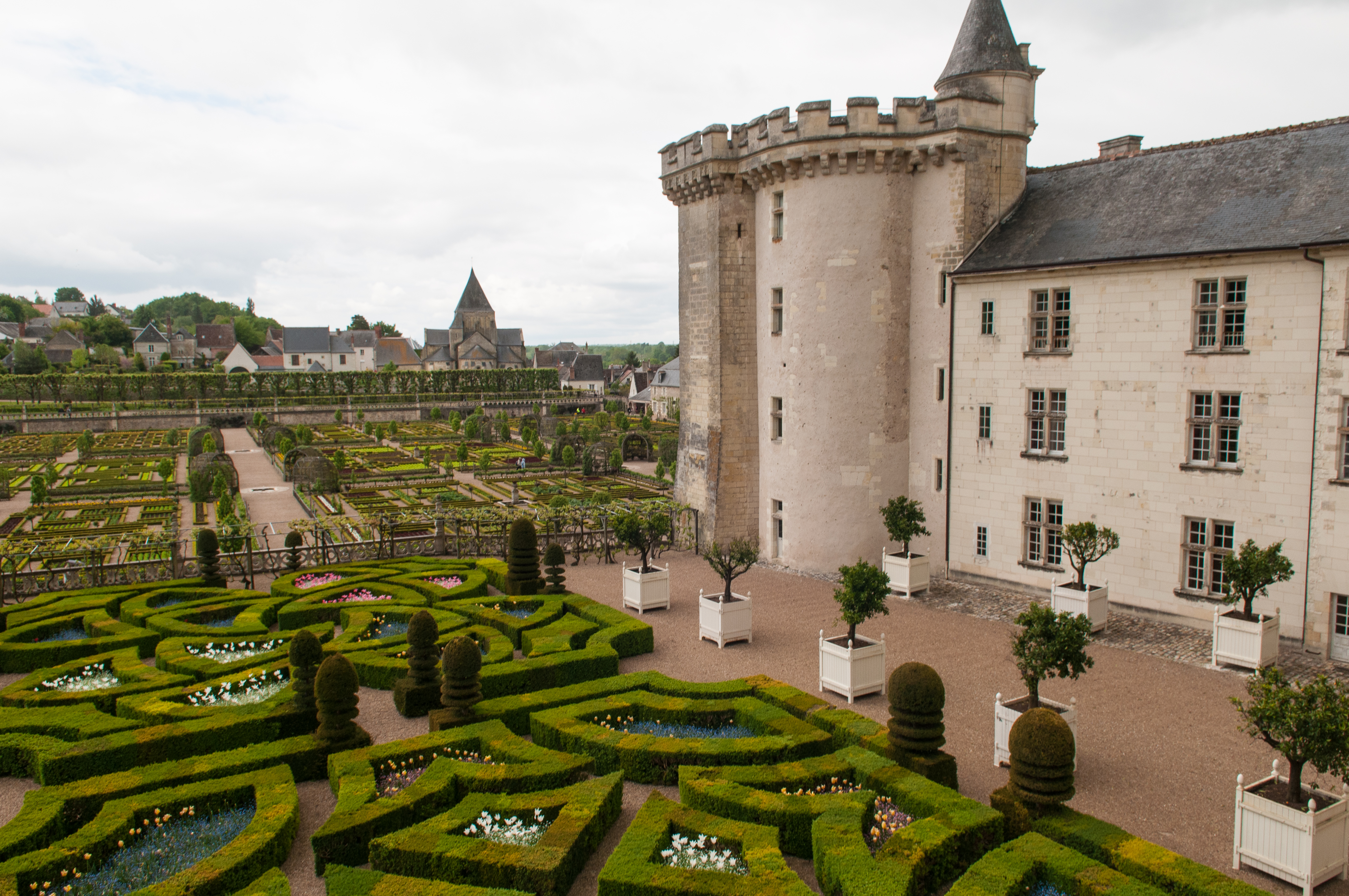
Le donjon médiéval a été symboliquement conservé.

Tout au long du Moyen Âge et jusqu'au début du XVIIe siècle, le domaine de Villandry s'appelle Co(u)lombiers,, ou Colombiers et n'est autre que le siège d'une châtellenie relevant du château de Tours.
- Vivant vers 1080, Geoffroy le Roux, aussi seigneur de Cravant-les-Coteaux, est le premier seigneur de Colombiers qui nous soit connu, grâce notamment au mariage de sa fille Lisoye avec Hugues (II) d'Amboise, fils cadet d'Hugues Ier d'Amboise (né vers 1055-† vers 1130), le seigneur le plus puissant de Touraine après le comte d'Anjou. Leur fille Agnès d'Amboise est la première femme d'Amaury VI de Montfort-Évreux, comte de Gloucester († vers 1213 sans postérité), partisan des Plantagenêts-comtes d'Anjou et rois d'Angleterre.
- Vers 1200, une nouvelle famille seigneuriale, les Savary, détient Co(u)lombiers. Dans le contexte de la reconquête capétienne sur Jean sans Terre et les Plantagenêts, Philippe/Philibert Savary, puis son fils ou petit-fils Pierre II Savary de Colombiers († après 1238), sont aussi investis de Montbazon (sans doute associé au Brandon) par Philippe Auguste, vers 1205. 
Les Savary de Montbazon et Villandry obtiennent de plus la seigneurie de Montsoreau vers 1230, par le mariage de Pierre II avec Ferrie de Montsoreau. Villandry restera longtemps associé à la seigneurie de Montbazon, dont le maître à la mi-XIVe siècle, Renaud de Montbazon, croît en importance : il obtient Moncontour et Marnes, et il épouse une fille de la puissante Maison de Craon, Jeanne/Aléonor de Craon (~1330-~1385 ; fille de Maurice VI ou VII de Craon, petite-fille d'Amaury III de Craon et sœur cadette d'Isabeau de Craon). Leur fille Jeanne de Montbazon est par son père Renaud : dame de Montbazon, Colombiers/Villandry, Savonnières, du Brandon, Montsoreau, Moncontour, Marnes, et par l'héritage des Craon venu de sa mère Jeanne/Aléonor : dame de Sainte-Maure, Nouâtre, Pressigny, Ferrière-Larçon, Verneuil, Châteauneuf, Jarnac... Elle épouse en 1372 son cousin Guillaume II de Craon, vicomte de Châteaudun et sire de Marcillac.
Le château fort de Colombiers (Villandry) reste, à cette époque, typique des constructions réalisées par les seigneurs de village. Enrichi par la guerre et les fonctions (les services rendus), le seigneur de Co(u)lombiers possède alors davantage de moyens pour élever une construction prestigieuse, possédant une enceinte spéciale servant de refuge aux habitants des villages environnants. Pour autant, la fonction première de cette forteresse et la volonté de ce pouvoir régional n'est pas de protéger la population mais bien de la dominer. C'est pourquoi, ce château-fort du XIIe siècle ne défend, en réalité, que le pouvoir du seigneur.

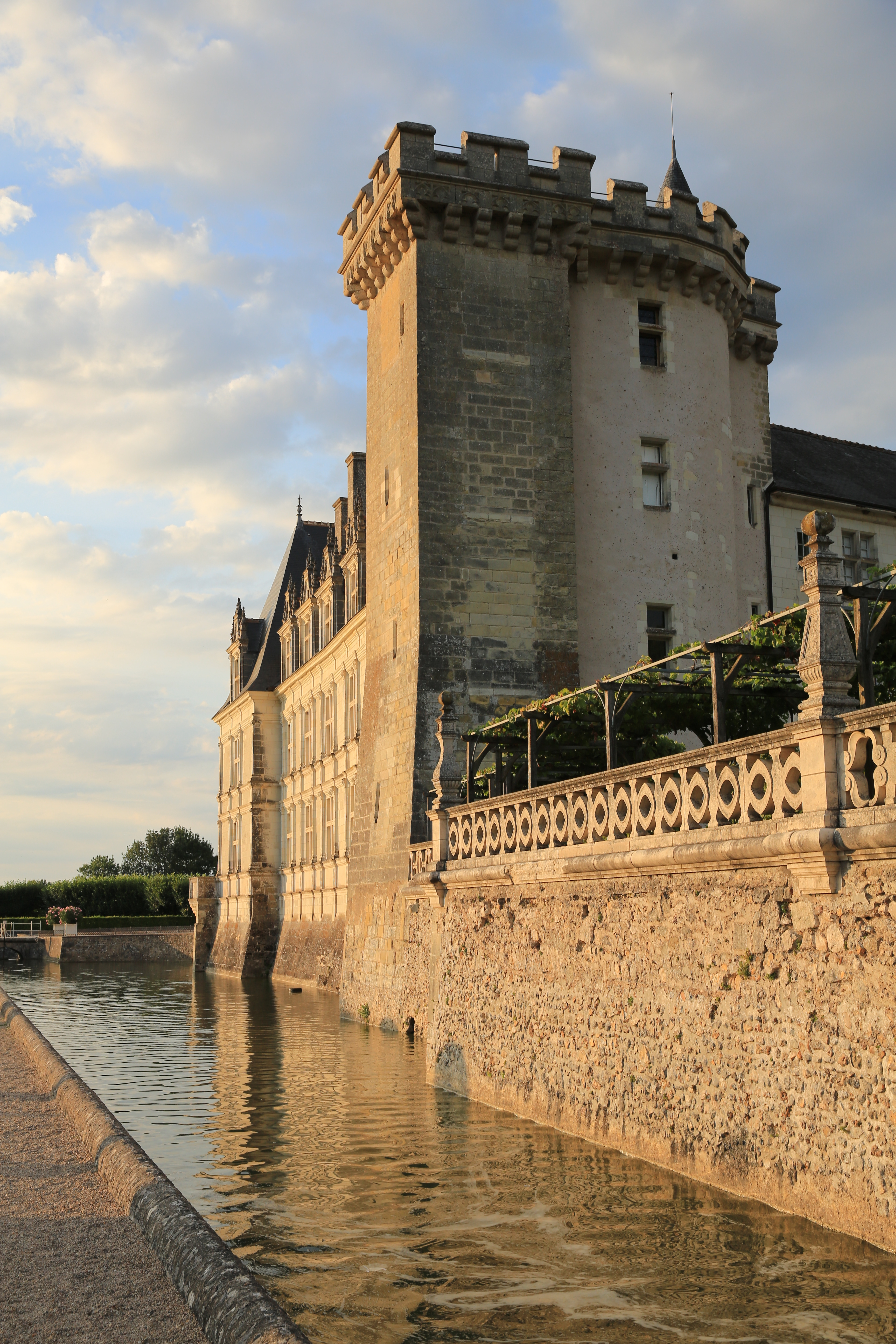
Englobé dans le nouvel édifice, le donjon médiéval surmonte les douves.

Typique des fortifications qui se développeront surtout à partir de l’époque de Philippe-Auguste et de Richard Cœur-de-Lion (fin du XIIe - début du XIIIe siècle), le Villandry de ce Moyen Âge dit « classique » (XIe – XIIIe siècles), est déjà une affaire d’« ingénieurs ». Jusque-là, on cherchait à tirer le bénéfice de sites favorables tout en s'appuyant sur l’épaisseur des murs et la hauteur des courtines. Mais le progrès de la poliorcétique, la diffusion des machines de guerre et le développement de dispositifs de flanquement, amènent à l'élaboration d’une architecture militaire offensive. S'affranchissant ainsi de la dépendance d'un relief protecteur, les forteresses telle que Villandry peuvent désormais s’établir dans n’importe quel site y compris les plaines et permettre ainsi, par contrecoup, le développement d’une architecture nouvelle à caractère palatial.
C'est dans cette forteresse médiévale de Villandry qu'eut lieu, le 4 juillet 1189, la « Paix de Colombiers », au cours de laquelle Henri II Plantagenêt, roi d'Angleterre, vint devant Philippe Auguste, roi de France, reconnaître sa défaite. Ce traité marque non seulement la conquête de la Touraine par le roi de France mais également une étape essentielle du triomphe de la monarchie capétienne sur les grands féodaux, au premier rang desquels les Plantagenêts, dont l'immense domaine français surnommé l'« Empire Plantagenêt » comprenait alors la Normandie, la Bretagne, le Maine, la Touraine, l'Anjou, le Poitou et l'Aquitaine.
- Dans la seconde partie du XIVe siècle, correspondant au Bas Moyen Âge, le domaine de Colombiers devint successivement, par mariage, la propriété de la famille de Craon, vicomte de Châteaudun, comme on l'a vu plus haut, puis celle de la famille de Chabot : en effet deux des filles de Guillaume II de Craon et Jeanne de Montbazon rencontrés plus haut, Marguerite et Marie de Craon, se partagent l'essentiel de leur héritage (une de leurs sœurs, Isabeau de Craon, se marie avec Guillaume Odart, seigneur de Verrière-en-Loudunois : voir ci-dessous). 
Marie de Craon obtient Villandry/Colombiers, Montsoreau, Marnes et Moncontour, Jarnac, Pressigny, Verneuil-sur-Indre, Ferrière-Larçon, et elle épouse vers 1404 Louis Ier Chabot de La Grève (~1370-~1422). Leur fils aîné Thibaud X Chabot de La Grève (~1404-1429) est seigneur de Villandry/Colombiers, La Grève, du Grand-Pressigny et Ferrière-Larçon, de Montsoreau et Moncontour, aussi d'Argenton par son mariage avec Brunissende d'Argenton en 1422 ; il rend hommage au roi pour Colombiers en mars 1423. Ses enfants : Louis II Chabot de La Grève de Pressigny († vers 1480/1486), Jeanne Chabot de Montsoreau, Catherine Chabot de Moncontour, ont-ils Villandry ? Toujours est-il qu'on trouve ensuite Villandry aux mains de parents plus éloignés : Jean II de Châteaubriant des Roches-Baritaut en fait hommage au roi en décembre 1439 au nom de son fils mineur Théaud et de la femme de ce dernier, Françoise Odart, fille de Louise de Loigny et de Pierre Odart, lui-même fils de Guillaume Odart de Verrière-en-Loudunois et d'Isabeau de Craon ci-dessus. En août 1473, hommage au roi par Navarrot d'Anglade (il achète Savonnières en 1476), mari en 1470 de Madeleine Chabot, troisième fille de Jeanne de Courcillon et de Louis II Chabot de La Grève de Pressigny ci-dessus. Mais à la fin du XVe siècle, les descendants des Montbazon-Colombiers passent définitivement la main.
C'est alors que subissant le sort de la plupart des édifices du Moyen Âge classique (XIe – XIIIe siècles), le château fort de Villandry se voit modifié une première fois après la guerre de Cent Ans dans une recherche nouvelle de confort et d'hygiène de vie. On assiste notamment à l'établissement de cheminées dans la plupart des pièces et au percement de la plupart des parois murales par de nombreuses fenêtres à meneaux. Ce renouveau artistique marqué par le développement du luxe et de l'apparat résulte non seulement de l'influence exercée par le mécénat des ducs de Bourgogne et du duc Jean de Berry au cours de la période du gothique international (1380-1420) mais plus particulièrement, pour le cas de Villandry, de l'impact provoqué par l'édification du tout proche château de Saumur voulu comme un « château d'amour » par le roi René : par des emprunts au vocabulaire architectural des édifices religieux, la multiplication toute nouvelle des ornements de couronnement et le percement de nombreuses fenêtres dans les courtines de ce château fort, véhicule alors une notion inédite de luxe tandis que l'abondance des ouvertures et des motifs architecturaux participe à la féerie du château. Ce palais plein de magnificence va créer ainsi, par contre-coup, une véritable aura dans toute la région. Pour autant, si les seigneurs de Coulombiers furent influencés par cette réalisation prestigieuse, la pérennité d'un appareil militaire jugée nécessaire à Villandry, pour bien des raisons, dicta les travaux de l'époque, d'où une opposition entre le monde pleinement ouvert et aimable de la cour d'honneur à l'aspect fermé et rébarbatif des murs extérieurs du château.
Il ne reste aujourd'hui de l'édifice médiéval que les fondations et le donjon du XIIe siècle, modifié au XIVe siècle, que l'on peut encore deviner, englobé, dans l'une des ailes de la cour d'honneur,

### La Renaissance: les derniers feux du Val de Loire

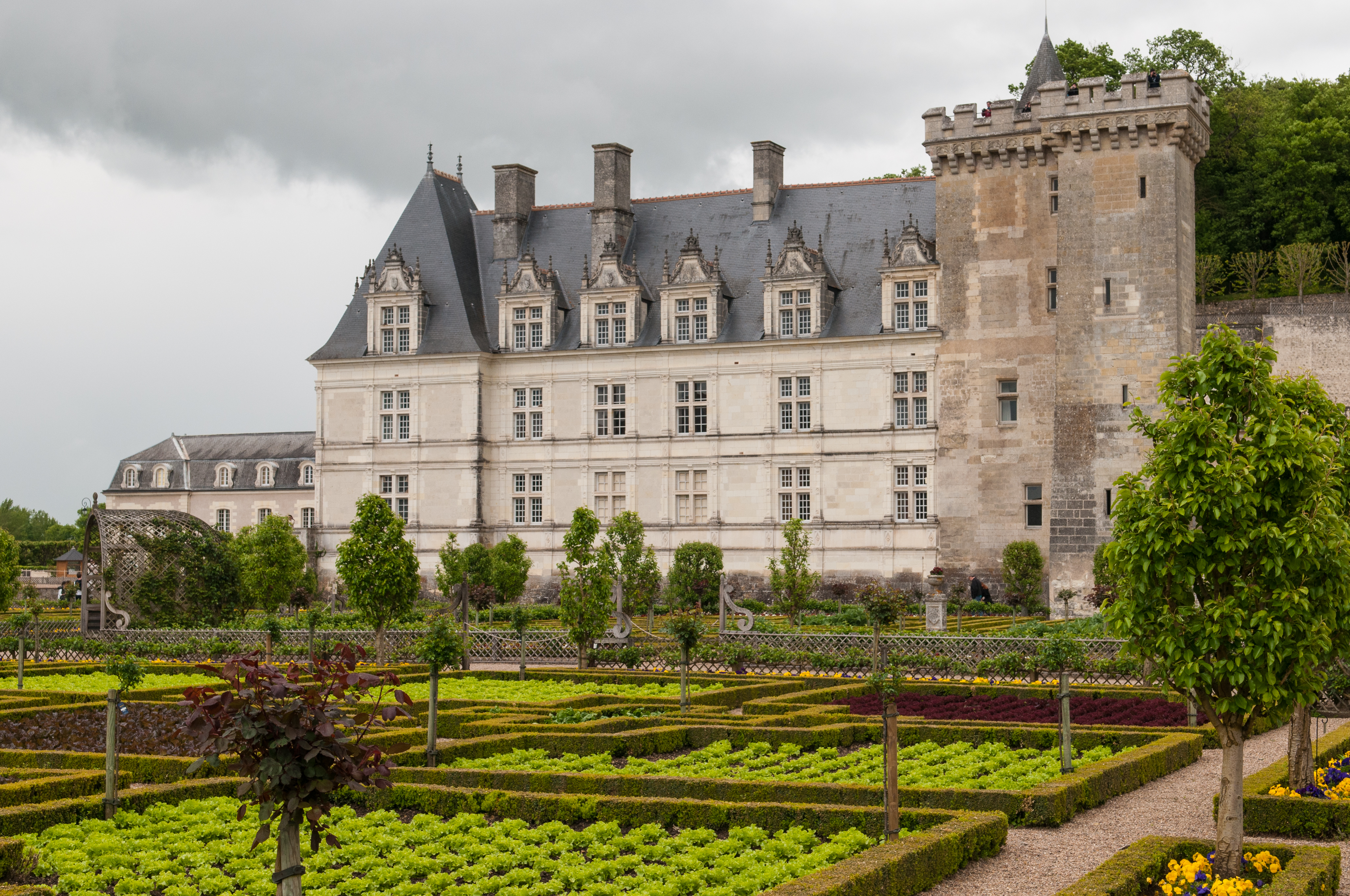
Le donjon de la forteresse médiévale est incorporé au nouvel édifice de Jean Le Breton.
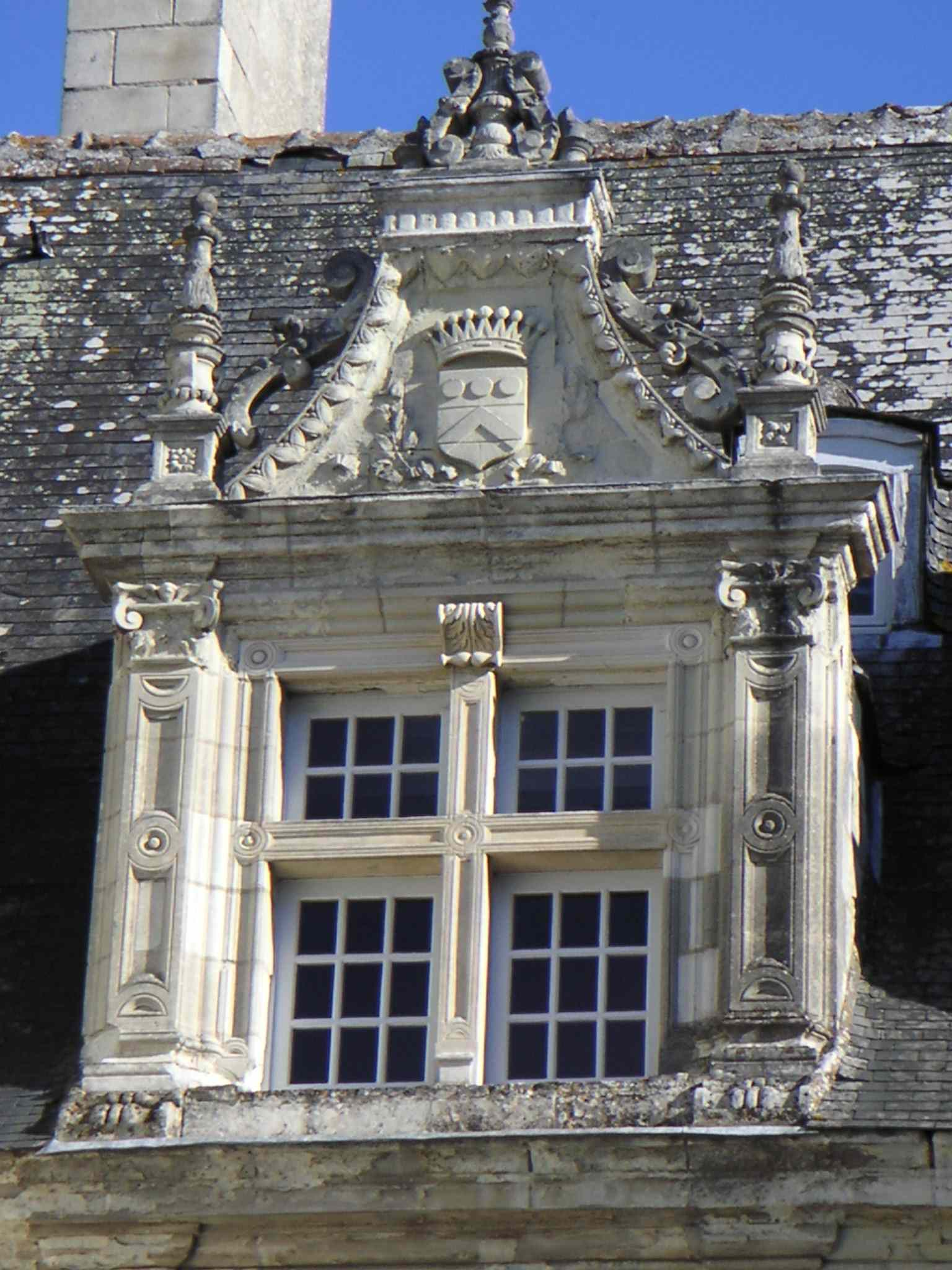
Le style épuré de la lucarne reste celui du Val de Loire.
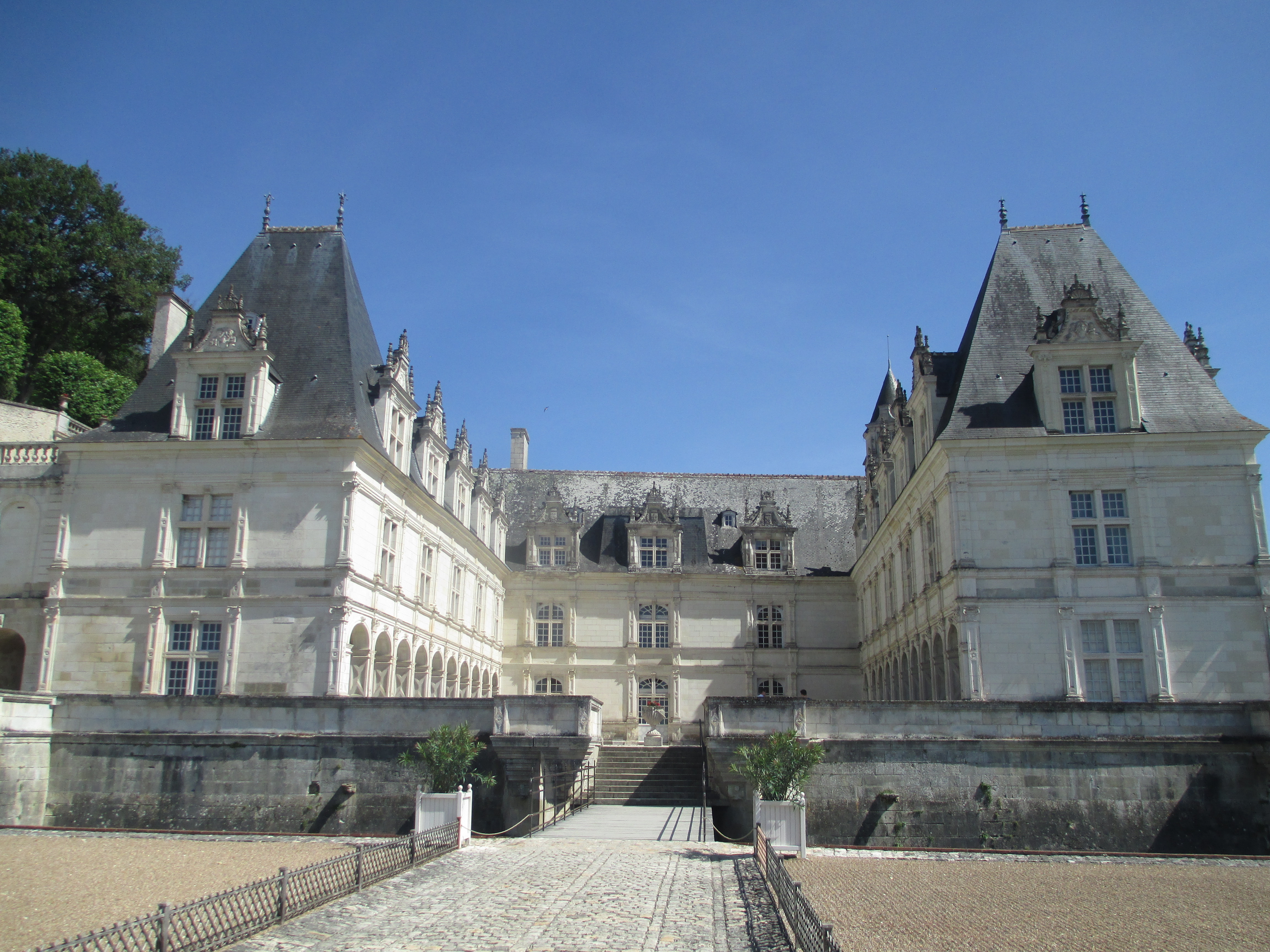
La cour d'honneur est flanquée de pavillons quadrangulaires, inspirés du château de Madrid.
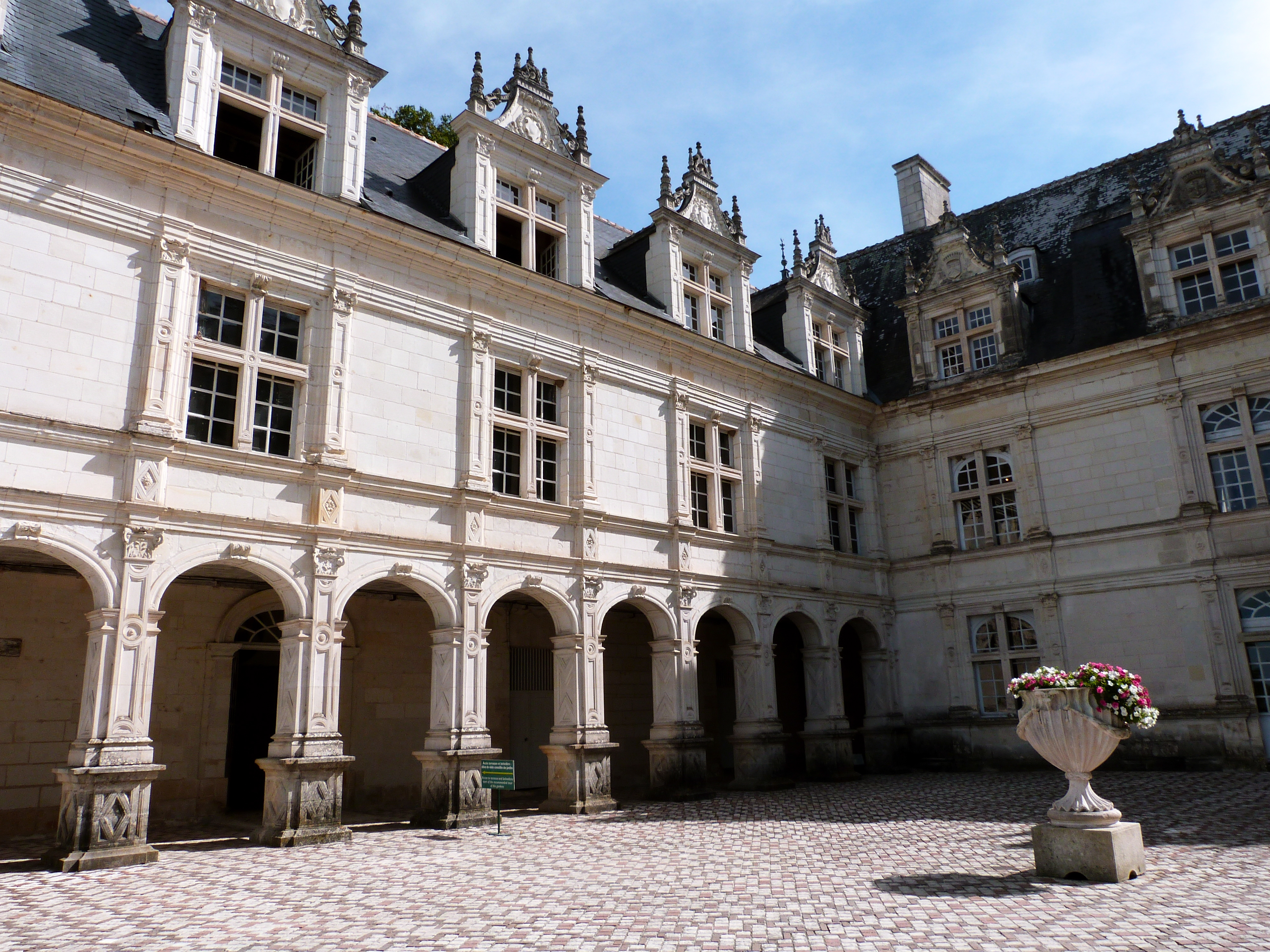
Par sa régularité et son style épurée, la cour d'honneur annonce la Seconde Renaissance.
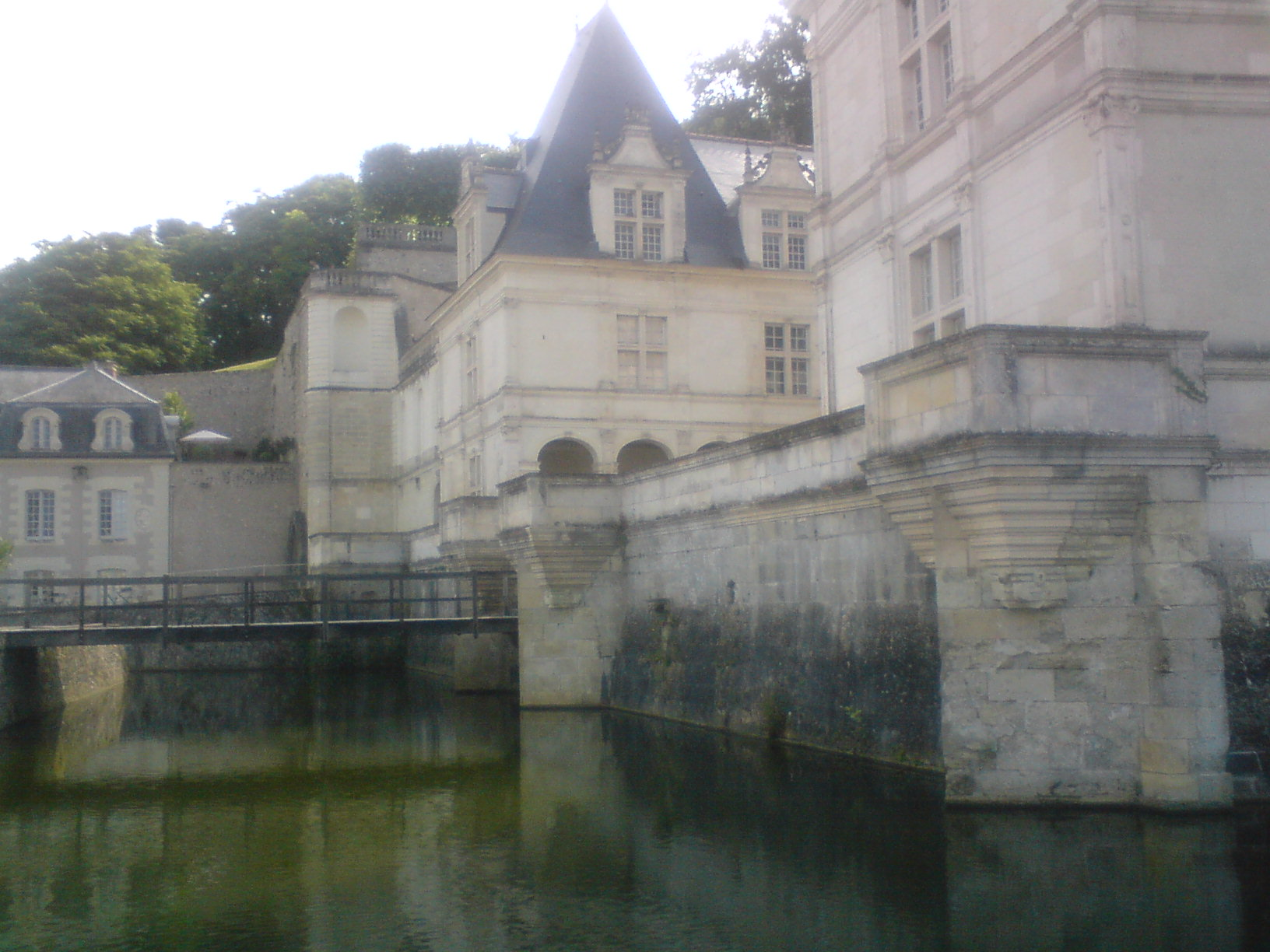
Enjambées par un pont-levis, les douves mettent en valeur le nouveau palais de la Renaissance.
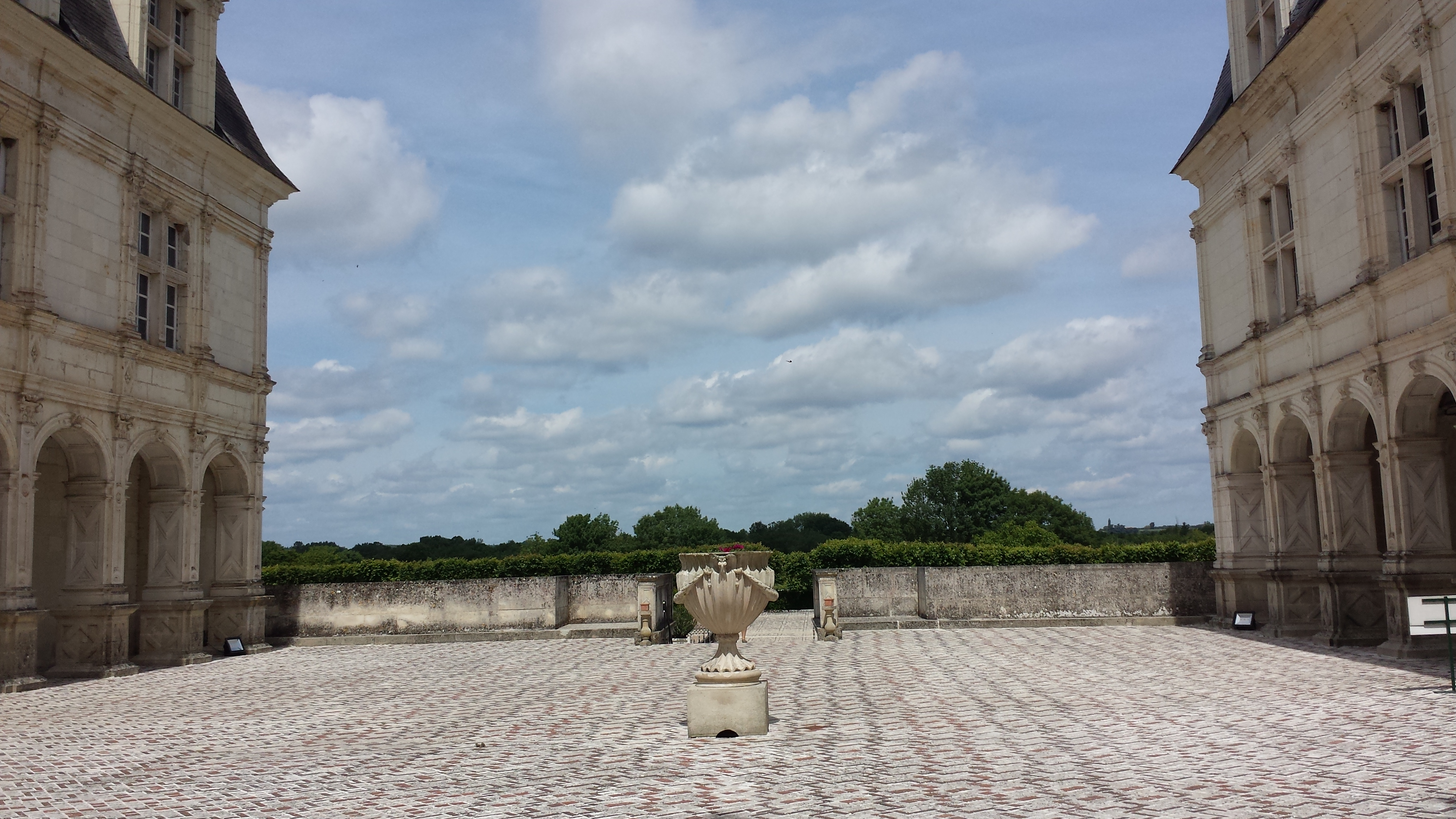
La cour d'honneur s'ouvre largement sur les perspectives de la vallée du Cher et de la Loire.
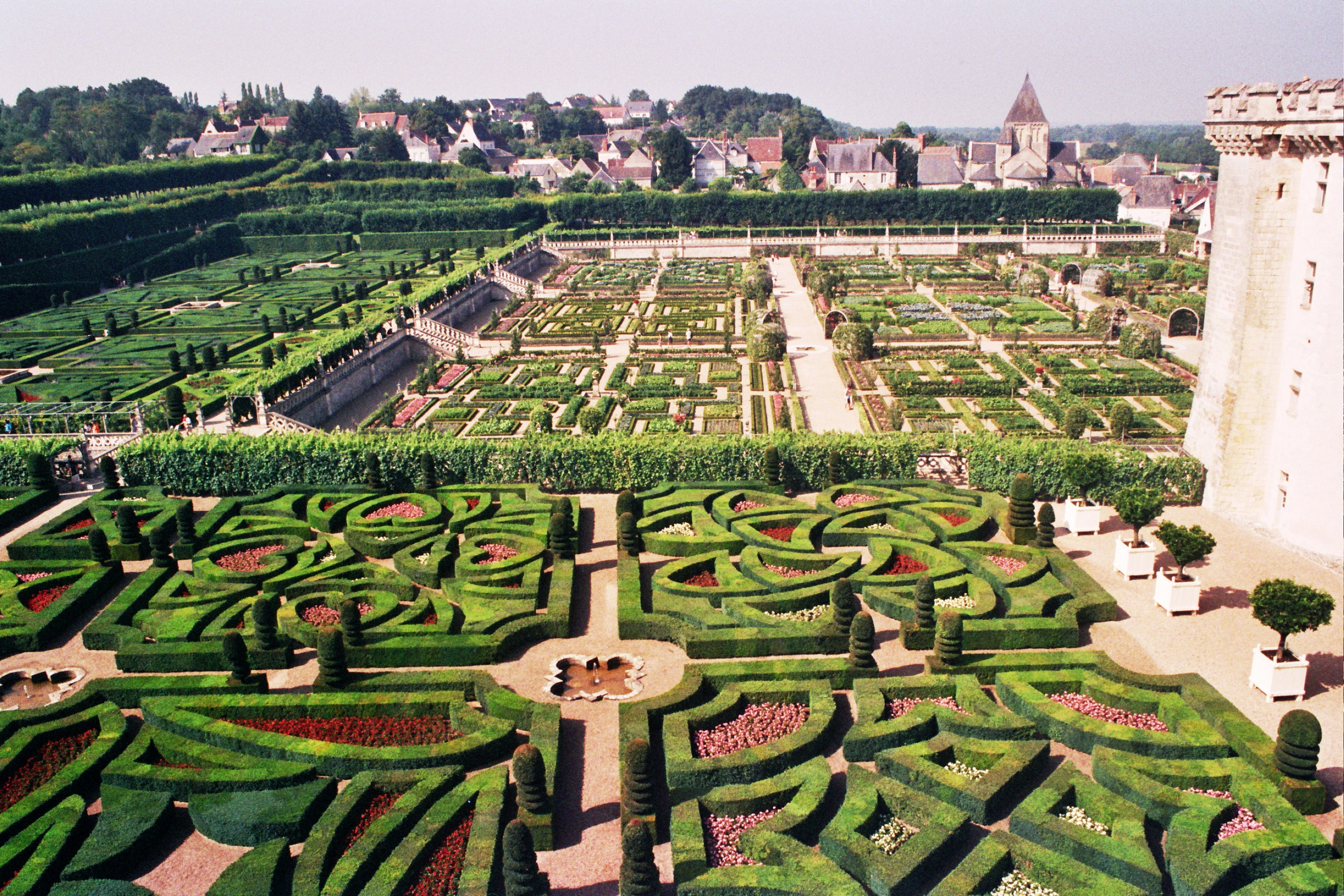
Le nouveau palais se trouve désormais intimement lié aux jardins de la Renaissance française.

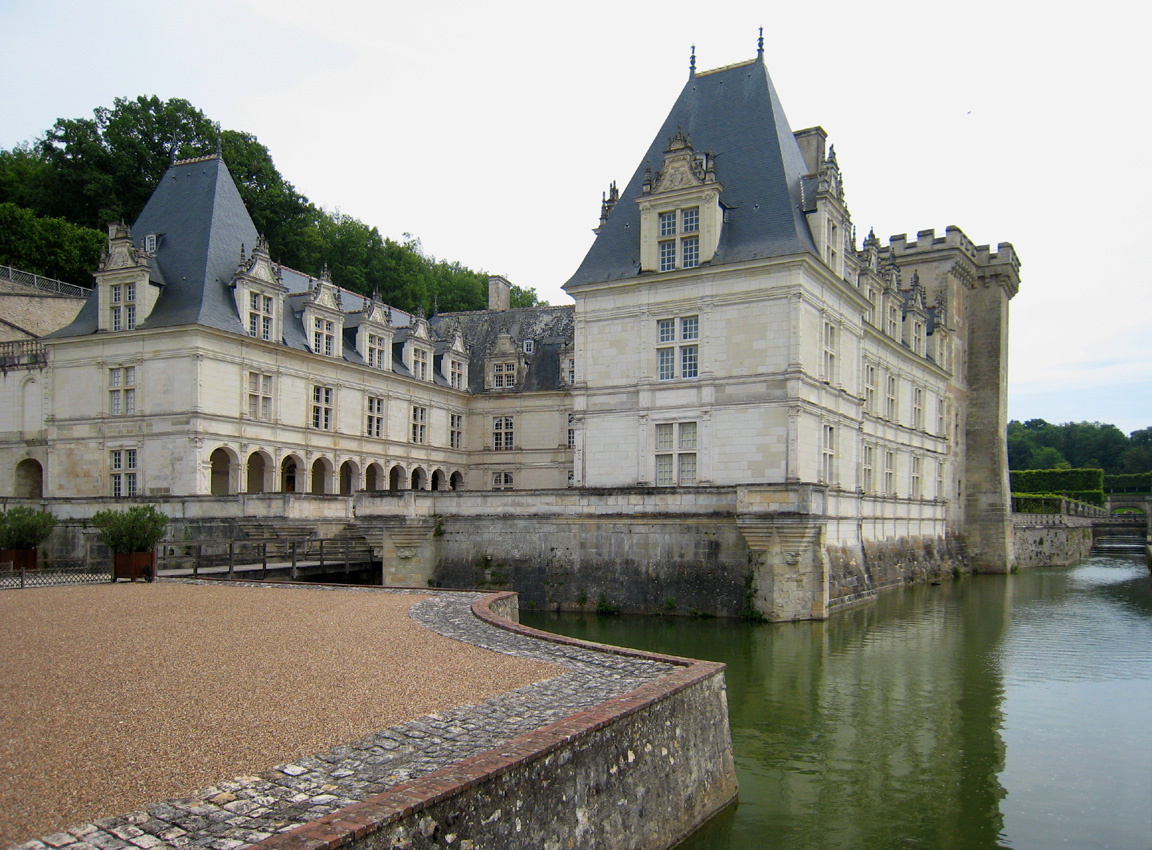
Le château de Villandry (vers 1536) annonce Ancy-le-Franc et Écouen, eux-mêmes entourés de douves dans leur projet initial.

Dernier des grands châteaux qui furent bâtis sur les bords de Loire au XVIe siècle, le château actuel de Villandry, apporte une touche finale aux recherches de la Première Renaissance tout en annonçant les réalisations d'Ancy-le-Franc et d'Écouen.
- Plusieurs achats et reventes interviennent à la fin du XVe et au début du XVIe siècle, qui laissent la terre de Villandry hors du sang des anciens Montbazon-Colombiers : hommages au roi par Pierre Fauchet, notaire-secrétaire du roi, en décembre 1491 ; par Michel Gaillard de Longjumeau et Chailly († 1501), maire de Tours, aussi acquéreur de Savonnières (qui suit désormais le destin féodal de Villandry jusqu'à la Révolution), général des Finances et des Galères de France, en juillet 1494 ; par Antoine des Aubrés/des Aubus, vicomte de Bayeux, valet de chambre du roi, en novembre 1500, puis sa veuve Françoise Fresneau et leur fils Jean ; par Henri Bo(u)hier, demi-frère de Thomas (le maître de Chenonceau), maire de Tours en 1504-1506, bailli de Mâcon, sénéchal de Lyon, maître d'hôtel du roi, en avril 1529.
- Le domaine de Colombiers est finalement acquis le 4 mars 1532 (hommage en avril 1533) par Jean (Le) Breton (v. 1490-1542),, président de la chambre des comptes de Blois, qui partagea la captivité de François Ier à Pavie. Alors qu'on édifie pour lui le château de Villesavin, le secrétaire des Finances et secrétaire-contrôleur général des Guerres, bailli-gouverneur de Blois, se résout à faire raser la forteresse médiévale de Villandry dans le but de se faire construire une grande demeure dont le style exprimera a posteriori la transition entre la Première et la Seconde Renaissance française,. Le nouveau propriétaire, exploite à Villandry son exceptionnelle expérience de l’architecture acquise sur de nombreux chantiers, dont celui du château de Chambord qu’il a surveillé et dirigé pendant de longues années pour le compte de la Couronne. Grâce aux capacités financières de Jean Le Breton, les travaux vont bon train et l'édifice est pratiquement achevé en 1536. François Ier viendra d'ailleurs à de nombreuses reprises s'enquérir de l'avancée des travaux sur l'invitation de Jean Le Breton.

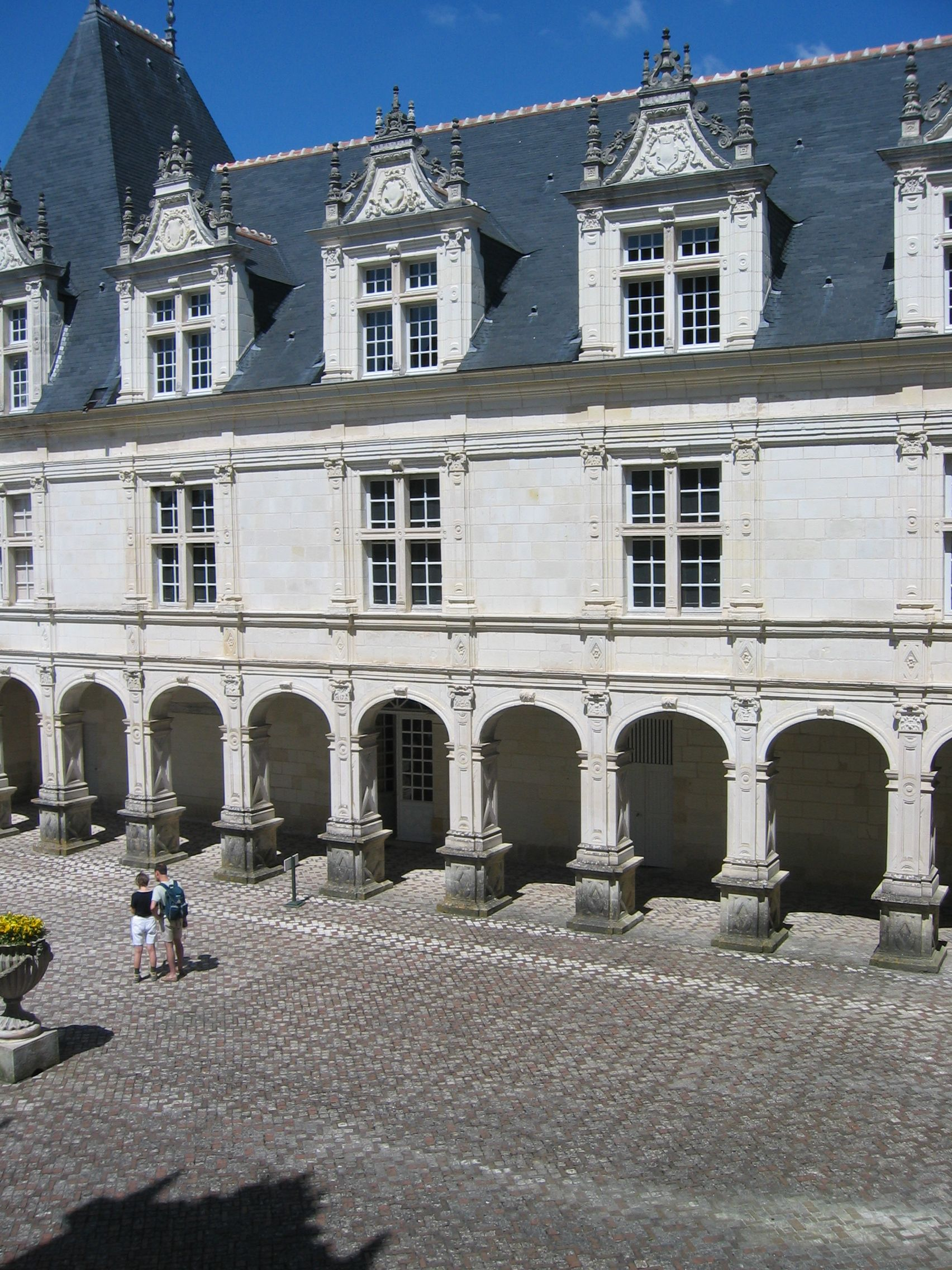
Les façades de la cour d'honneur sobres et épurées sont dépourvues des rinceaux et autres arabesques du début du règne de François Ier (vers 1536).

Si à l'exemple de Châteaudun, de La Rochefoucauld, d'Argy ou encore d'Azay-le-Rideau (transformé au XIXe siècle), le donjon d'époque médiévale est conservé, sa présence ne se justifie que par le symbole seigneurial qu'il représente ; sa fonction militaire étant vidée de sa substance pour être désormais supplantée par celle du prestige et de l'apparat comme un ultime témoin du lieu où fut signé le traité du 4 juillet 1189, appelé « Paix de Colombiers », au cours duquel le roi d'Angleterre Henri II Plantagenêt, vint devant le roi de France Philippe Auguste, reconnaître sa défaite.
Tout en créant un renouveau, la conception architecturale de Villandry, inédite pour l'époque, va marquer un véritable trait d'union entre la Première et la seconde Renaissance française. Prenant une disposition qui sera amplement développée au cours de la Seconde Renaissance française (1540 à 1559/1564), le château actuel présente un agencement moderne par la régularité de son plan quadrangulaire où les tours rondes encore toutes médiévales de Chambord deviennent ici de simples pavillons carrés. Le style né en Île-de-France du château de Madrid et de celui de Fontainebleau s'impose donc en Pays de la Loire. Les deux ailes latérales surmontées par de hautes toitures traditionnelles reposent sur des galeries d'arcades en anse de panier où l'on retrouve l'alignement des grandes croisées encadrées de pilastres surmontées de lucarnes à tympans concaves typique de la Première Renaissance. Pour autant, le rythme des ouvertures devient cette fois plus régulier et l'élan vertical est désormais largement brisé par les horizontales insistantes des corps de moulures. Grâce aux fenêtres flanquées de pilastres qui laissent un trumeau vide entre-elles, on obtient un rythme alterné entre baies ouvertes et travées aveugles créant ainsi un jeu inédit entre les pleins et les vides qui sera repris par Sebastiano Serlio au château d'Ancy-le-Franc. Complétant l'ensemble, un grand escalier extérieur réalisé dans l'esprit de celui de Blois était situé dans l'angle droit de la cour d'honneur. Il sera malheureusement détruit par Michel-Ange, comte de Castellane, au milieu du XVIIIe siècle.
Suivant une disposition originale, l'édifice tout entier se voit alors isolé du reste du domaine par une douve. Tout en rappelant de manière symbolique l'importance militaire passée de l'édifice, le percement de ce fossé sert à remblayer les terrasses des jardins, formant ainsi une sorte de socle accessible par un pont-levis, d'où l'édifice peut dominer le panorama offert sur la vallée où coulent le Cher et la Loire.
Si à l'exemple du château de Villesavin, l'ornementation de Villandry reste amplement influencée par le style développé depuis les années 1515 dans le Val de Loire, on note une évolution vers un classicisme amenant à la Seconde Renaissance française. Bien que tous proches et presque contemporains d’Azay-le-Rideau, les "fantaisies" italianisantes et les souvenirs médiévaux tels que les tourelles, les clochetons ou autres mâchicoulis décoratifs, disparaissent ici entièrement au profit d’un style plus simple, purement français préfigurant les réalisations d'Ancy-le-Franc et d'Écouen. Il suffit de comparer les lucarnes de Villandry, avec celles des autres châteaux de la Loire, pour se rendre compte du chemin parcouru. Même si de petits arcs-boutants subsistent, l'étagement de pinacles et de niches à coquilles si typiques de la Première Renaissance, évolue ici vers une composition de lignes épurées où le tympan concave se voit simplifié. Cette même tendance s'exprime sur les gros pilastres des arcades de la cour d'honneur : Alors que s'y développent encore des motifs géométriques à l'italienne, un classicisme à la française s'élabore déjà, sensible notamment à un détail nouveau, matérialisé par les pilastres d'angle, se retournant désormais sur les faces des pavillons.

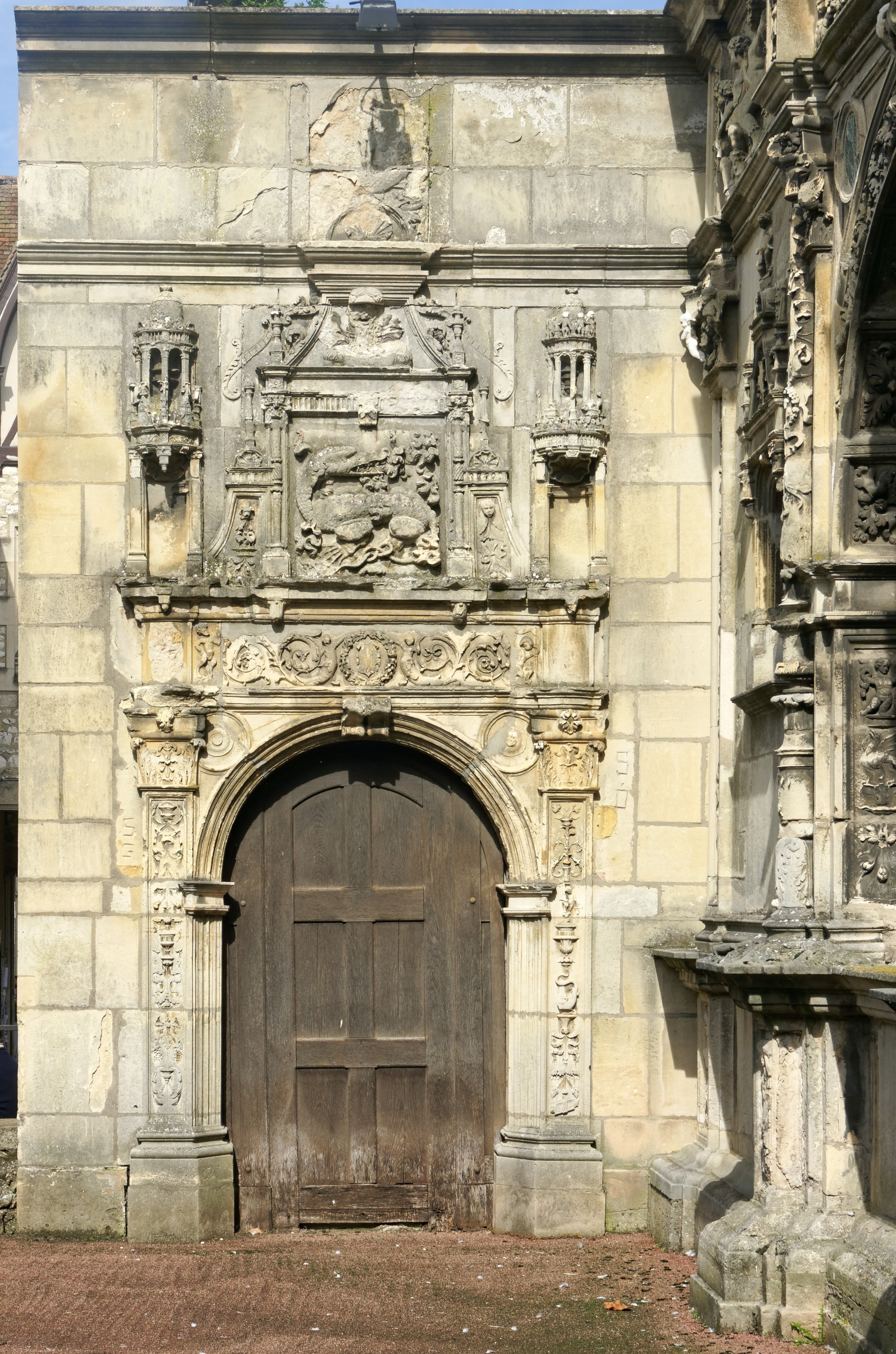
Maison dite de François Ier ou Hôtel de Chabouillé.

Malgré une certaine continuité du répertoire ornemental, illustré ici par la présence de motifs lombards, à losanges et médaillons, une composition de lignes épurées très sobrement ornées est venu se substituer aux rinceaux et autres arabesques si présents sur les façades des édifices du début du règne de François Ier (château de Sarcus, Hôtel de Chabouillé à Moret-sur-Loing ou encore l'aile François Ier du château de Blois) : préférant désormais la beauté des lignes à la richesse de l'ornementation, un style sévère succède aux grâces légères de la Première Renaissance française (1515 à 1530/1540).
Si l’originalité de Villandry se situe dans une conception architecturale d’avant-garde annonçant la Seconde Renaissance (1540 à 1559/1564), l’utilisation du site pour y construire, en pleine harmonie avec la nature et la pierre, des jardins d’une remarquable beauté, fait de ce palais l'une des expressions les plus abouties de la Première Renaissance française.
- Jean (Le) Breton meurt le 19 août 1542 en laissant des Mémoires sur le règne de François Ier. En  décembre 1619, la seigneurie de Colombiers est érigée en marquisat pour Balthazar (Le) Breton, avant que le village et le domaine ne changent de nom en juillet 1639 pour prendre celui de Villandry.
Entre autres enfants, Jean (Le) Breton et sa femme Anne Gedoyn (fille de Robert Gedoyn, secrétaire des Finances) eurent Claude († 1556 ; marié à Claude, fille de Florimond Ier Robertet, sans postérité) et Balthazar Ier (Le) Breton (époux de Madeleine, fille de René Gillier de Marmande et Puygarreau : cf. les articles Bueil et Jean V) ; dont (sous toute réserve, la généalogie est mal connue) : Balthazar II, père de Balthazar III (fl. 1626 ; cette génération n'est pas toujours indiquée, mais alors on est face à une distorsion chronologique), père de Simon (sire en 1643 ; fl. 1662 et † en 1682 ; marié à Madeleine Goulas), père de Balthazar IV-Léonard (plutôt que Léonor) (Le) Breton-Goulas (marié à Marie-Anne/Claude Bonneau de Rubelles, de la famille de Marie Bonneau), père d'Henriette-Marguerite (Le) Breton.
- Ainsi, les descendants de Jean (Le) Breton conservent le domaine de Villandry jusqu'en 1754, lorsque Louis-Henri d'Aubigné, « marquis de Villandry, Savonnières, Cornuson, maréchal des camp et armée du roi, lieutenant général des ville, château et sénéchaussée de Saumur, Saumurois et Haut-Anjou » (fils de Louis-François d'Aubigné de La Touche († 1745), et d'Henriette-Marguerite (Le) Breton de Villandry (née v. 1689-† 1721), épousée en juin 1713 : cf. Racines&Histoire : d'Aubigné, p. 11), vendit les terres de Villandry et Savonnières au comte de Castellane, qui acquit aussi Le Rivau.

### LeXVIIIesiècle: les grands travaux de Michel-Ange de Castellane

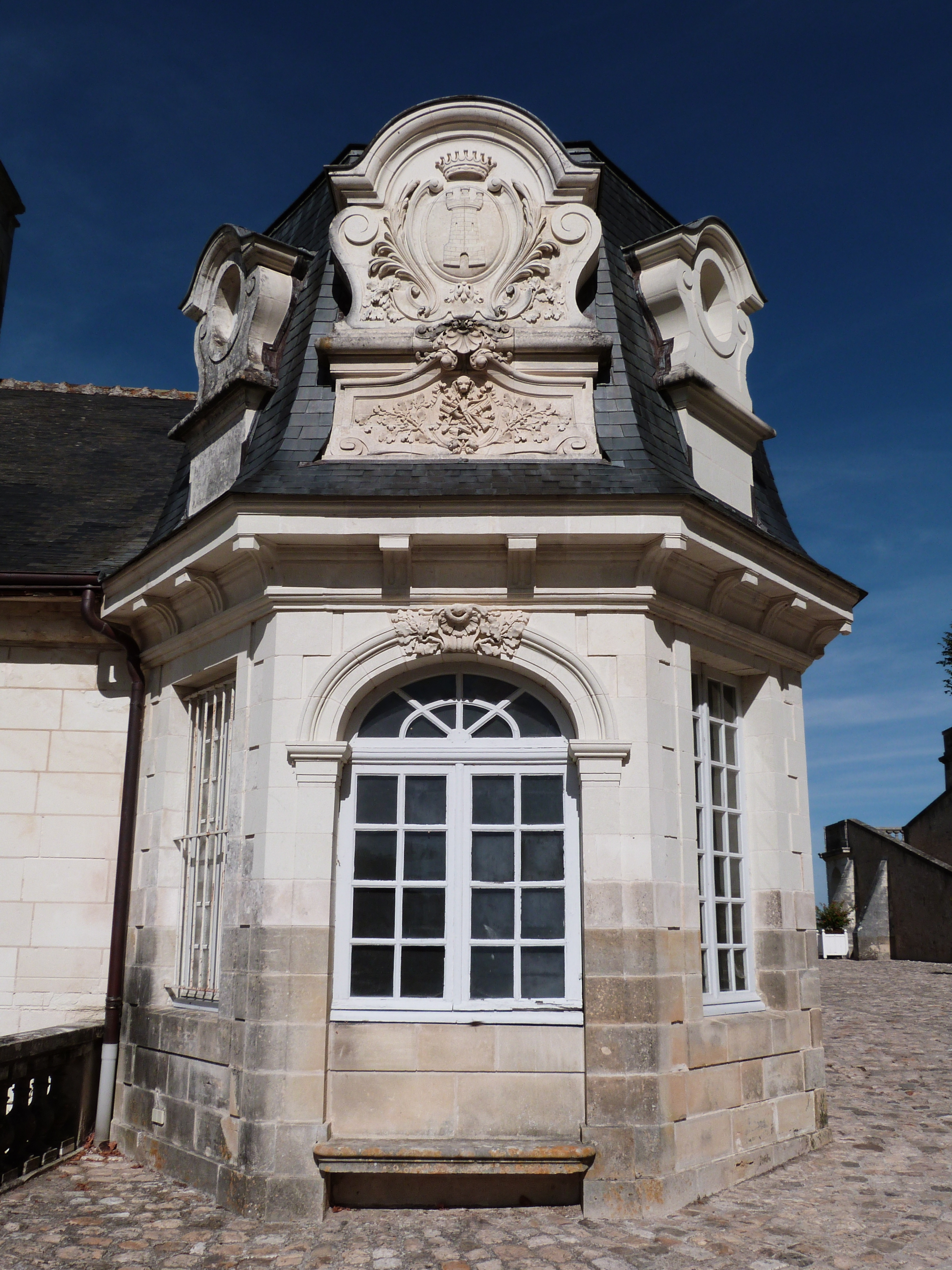
Le pavillon d'angle de la terrasse (vers 1754).
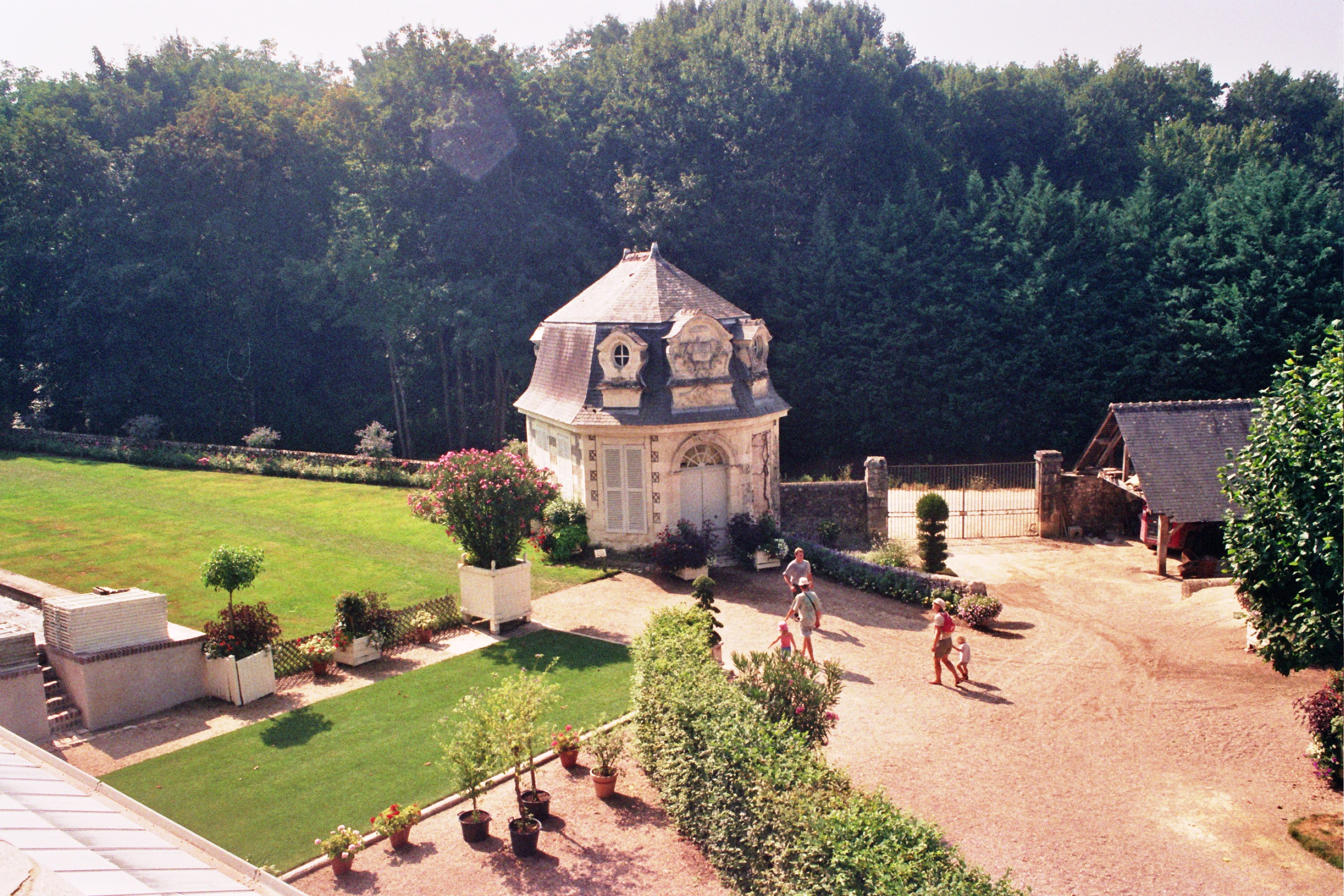
Située à l'entrée du domaine, le pavillon de l'Audience, folie de style Transition (milieu du XVIIIe siècle).
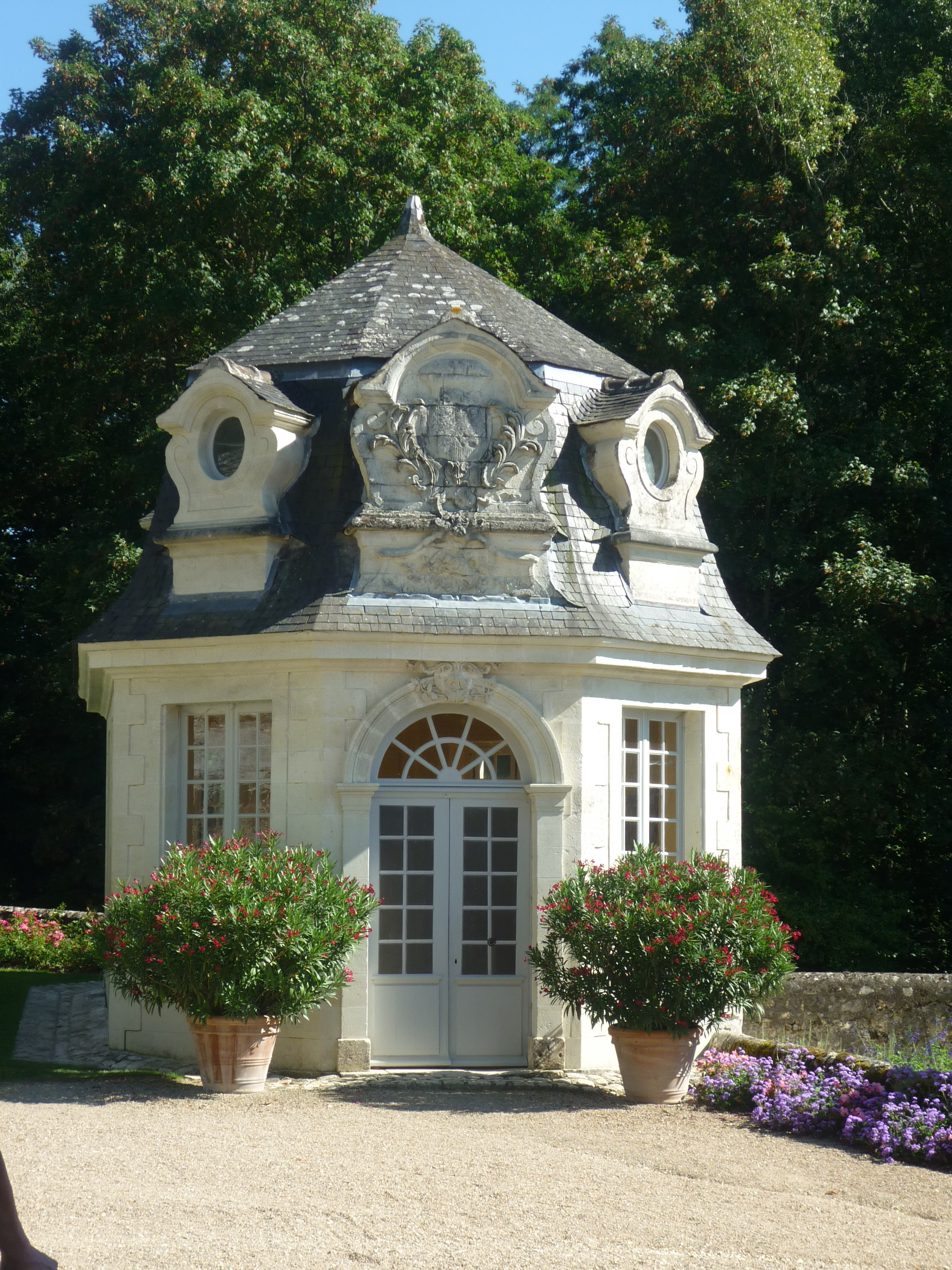
Pavillon de l'audience (milieu du XVIIIe siècle).
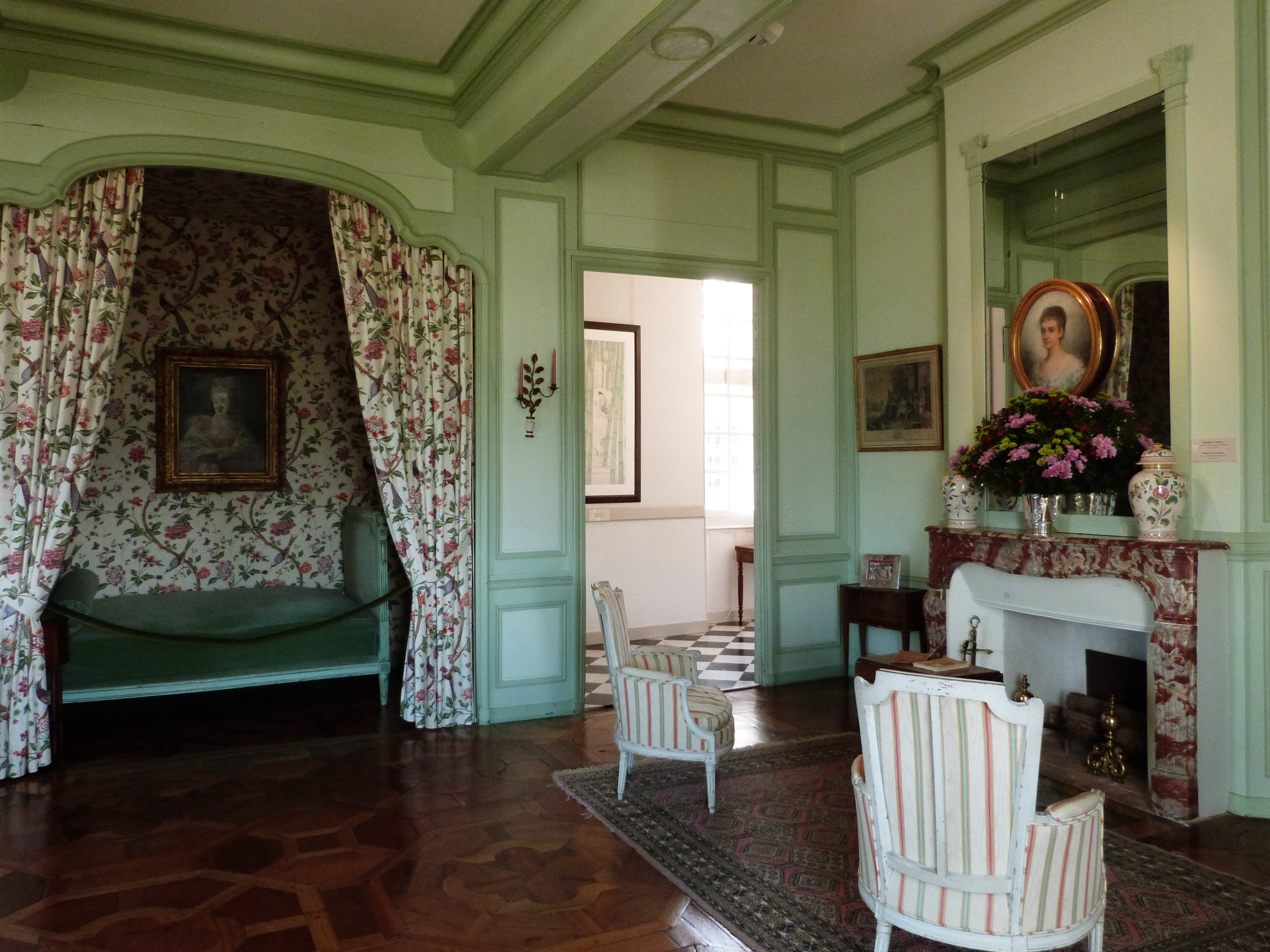
La chambre dite « des douves » (modifiée au XIXe siècle).
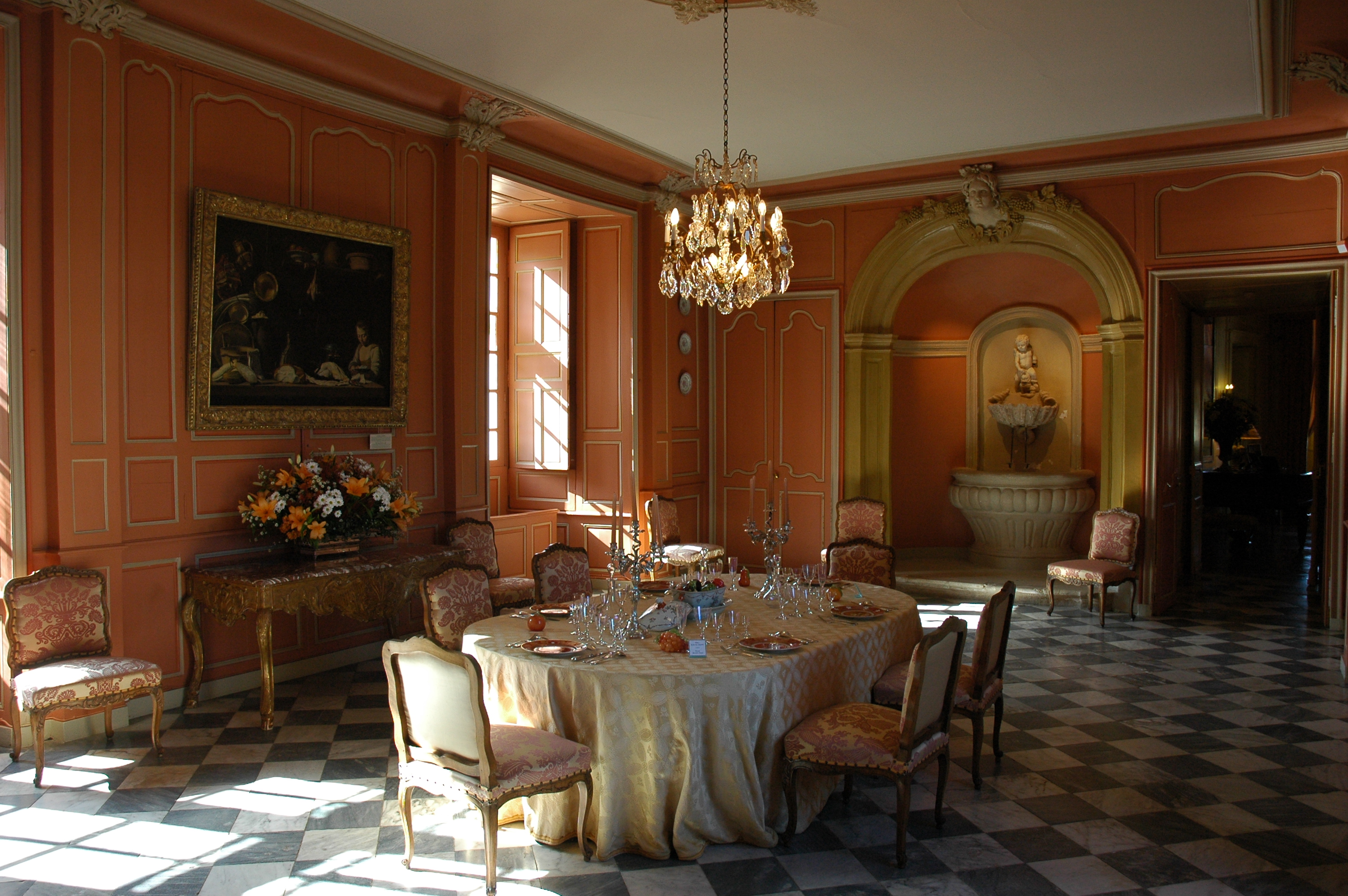
La salle à manger (modifiée dès 1811 par Jérôme Bonaparte).
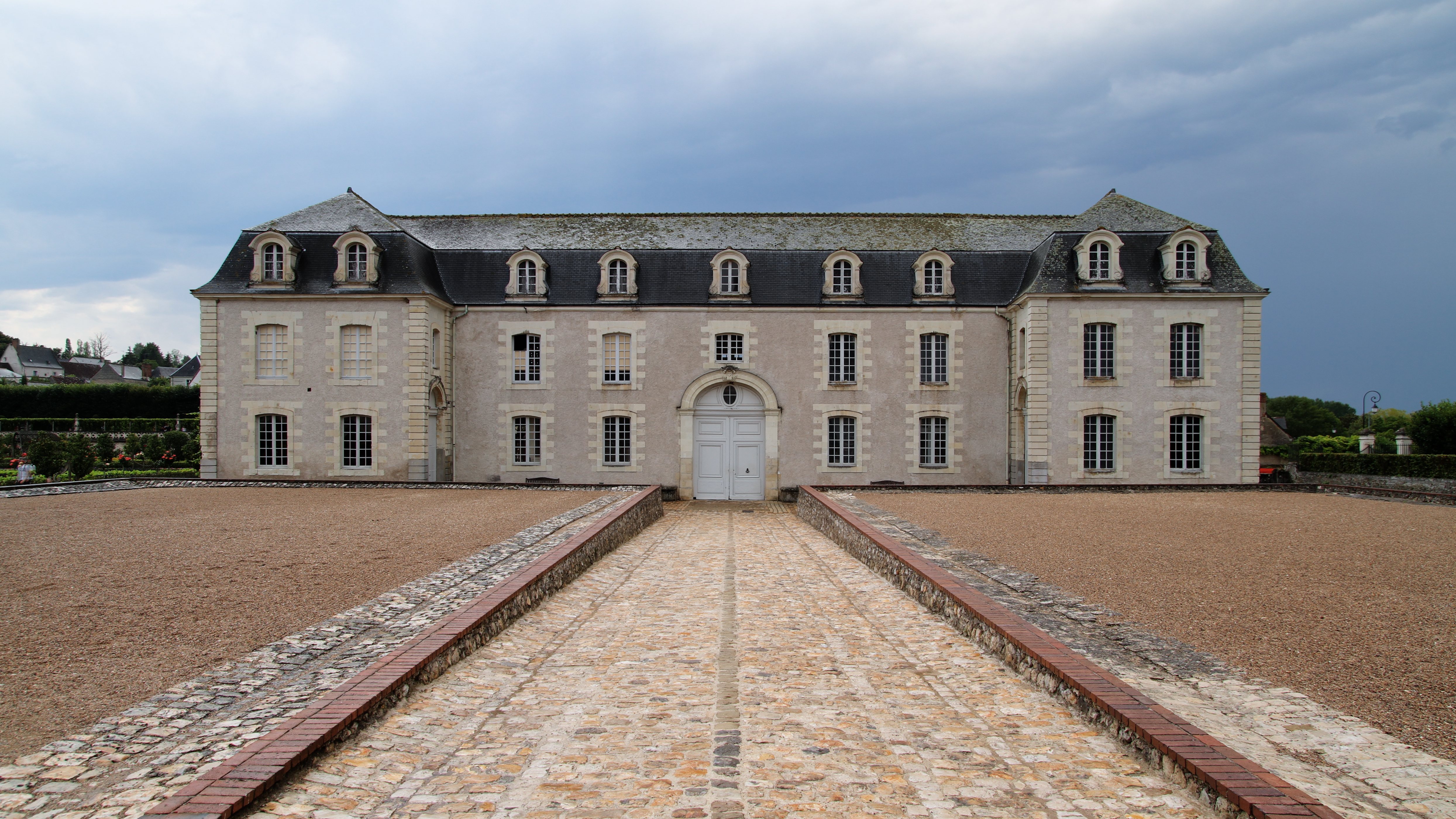
Les communs et l'orangerie (vers 1754).
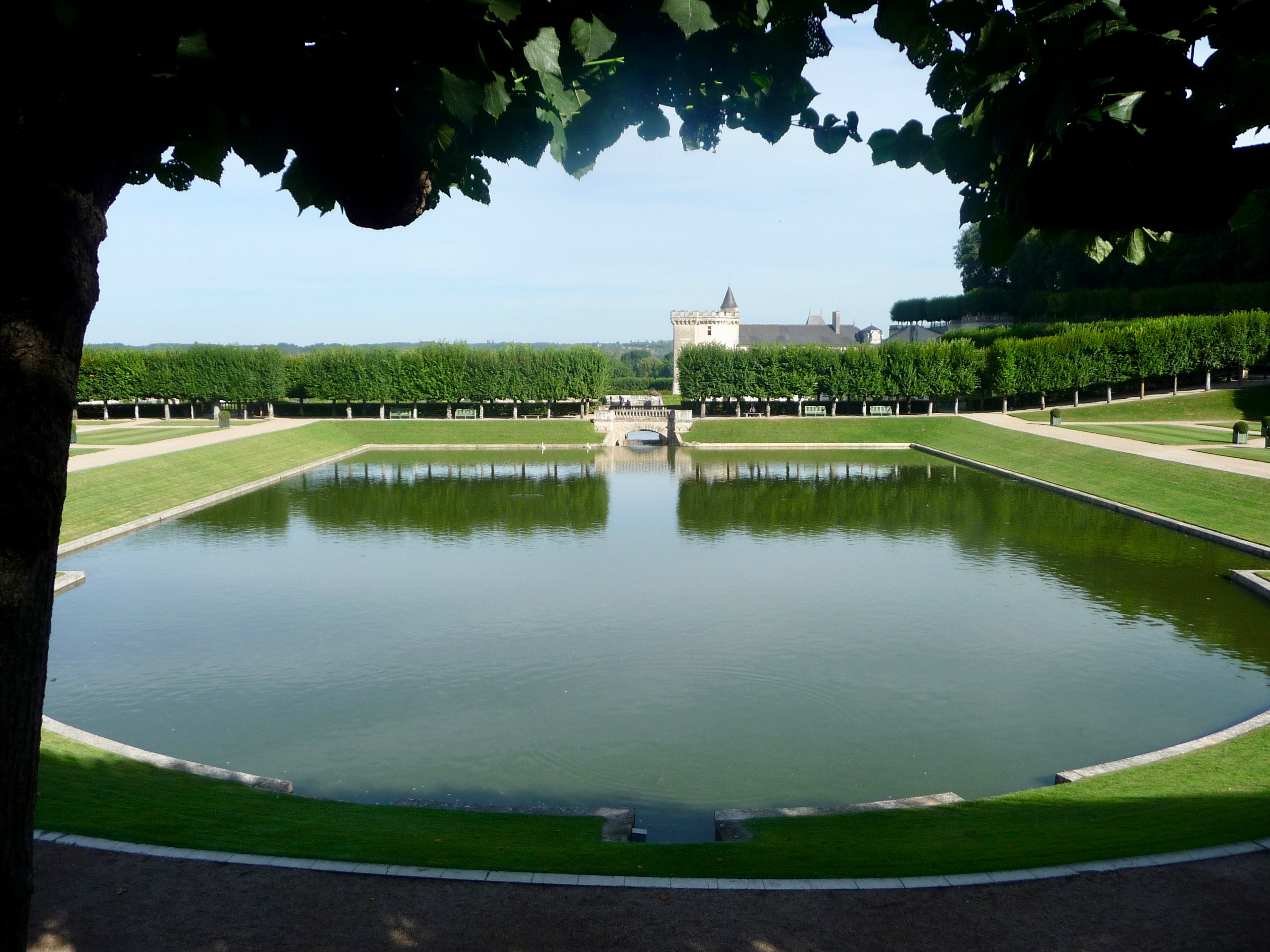
Le bassin du jardin d'eau remplaçant l'un des potagers de la Renaissance.
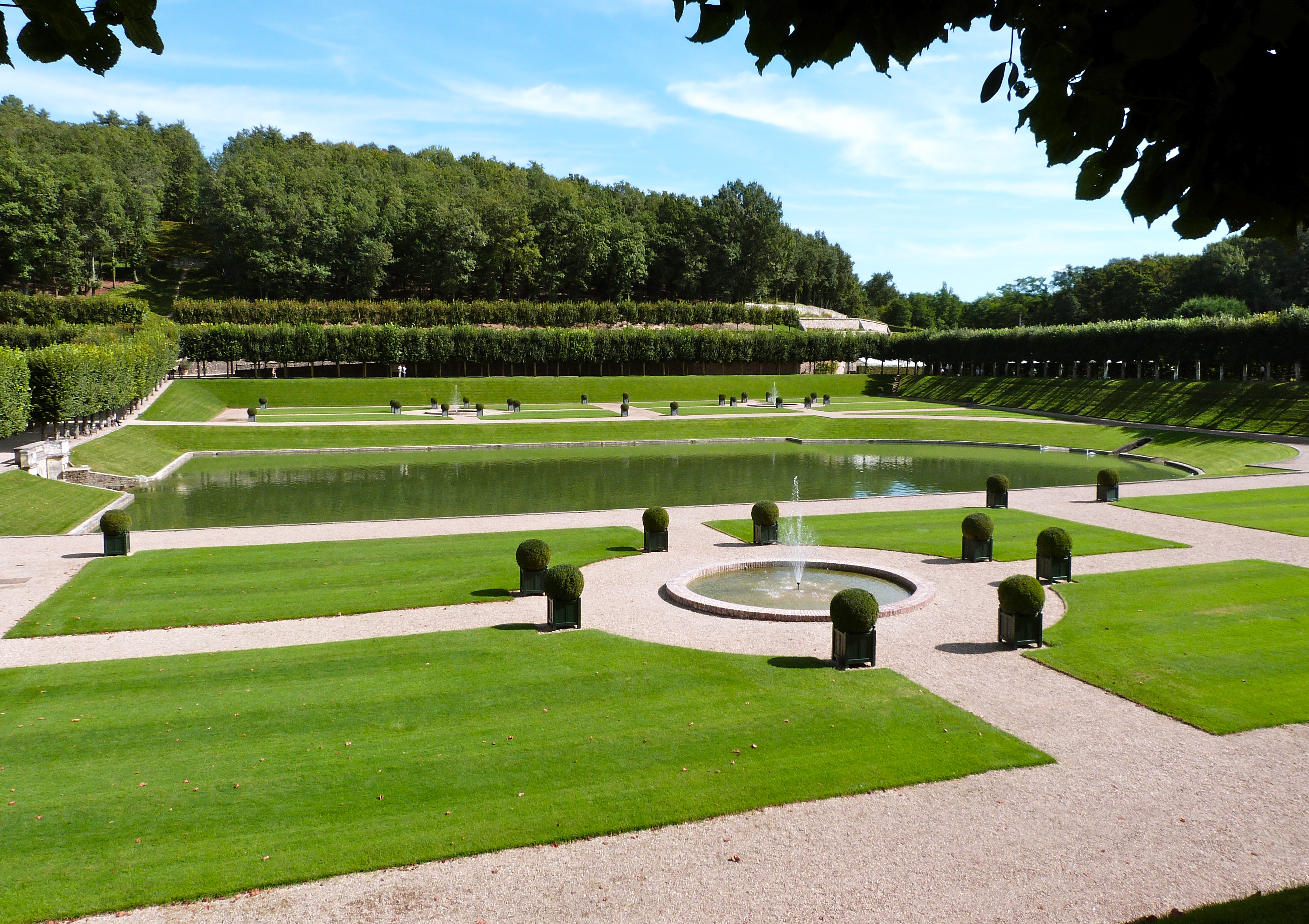
Les parterres à la française du jardin d'eau (milieu du XVIIIe siècle).

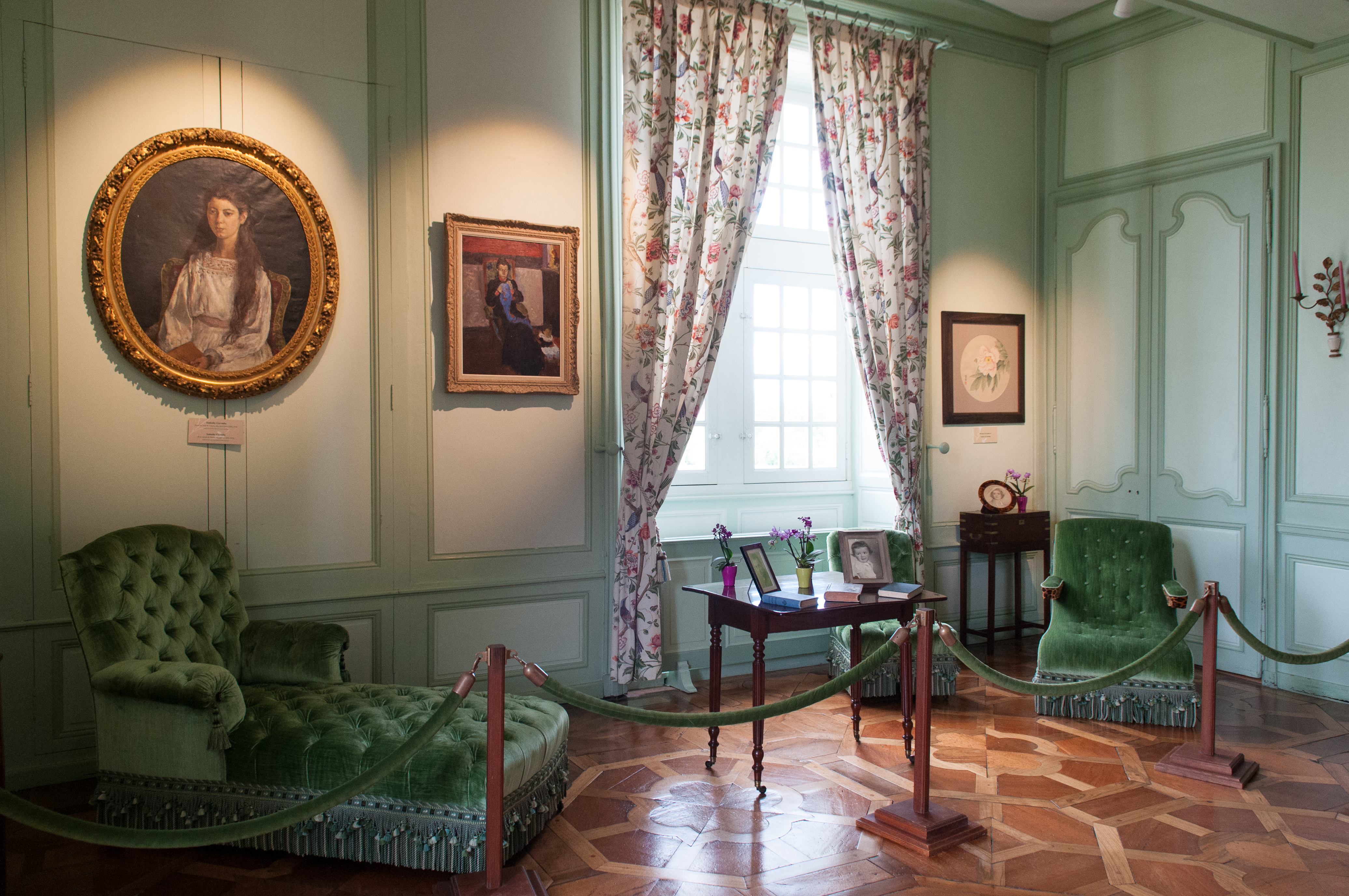
Chambre dite « des douves » de style Transition (milieu du XVIIIe siècle, mais remaniée au XIXe siècle).

Le 23 juillet 1754, Michel-Ange de Castellane achète le domaine de Villandry pour 90 000 livres, avec Savonnières. Ce diplomate français, issu de l'une des plus anciennes et illustres familles de Provence, est non seulement brigadier des armées du roi mais également ambassadeur de France auprès de la Sublime Porte de 1741 à 1747. Alors que le titre de marquisat s'était éteint par la vente du domaine par Louis-Henri d'Aubigné, dernier marquis de Villandry, la seigneurie est érigée en comté dès mars 1758 au bénéfice de Michel-Ange de Castellane,
Pour autant, dès l'arrivée du comte en 1754, s'opère dans l'architecture du château, des modifications initiées par la construction de grands communs symétriques surmontés de « combles à la Mansart » de part et d'autre de l'avant-cour. Dans ces deux édifices caractéristiques du premier style Louis XV, il n'y a plus aucun emprunt à l'art classique, ce qui est nouveau et tranche brutalement avec le château de style Renaissance. Rompant avec la tradition gréco-romaine dont tous les styles avaient été tributaires, les deux façades crépies ne comporte plus aucune colonne, ni aucun pilastre mais de simples chaînes de pierres harpées, venant marquer les angles des corps de bâtiment. La simplicité des élévations sobrement rythmées par l'ouverture régulière des fenêtres voit leur ornementation concentrée à la seule agrafe de la clef des portails d'entrée ainsi qu'aux seuls motifs à enroulements des lucarnes.

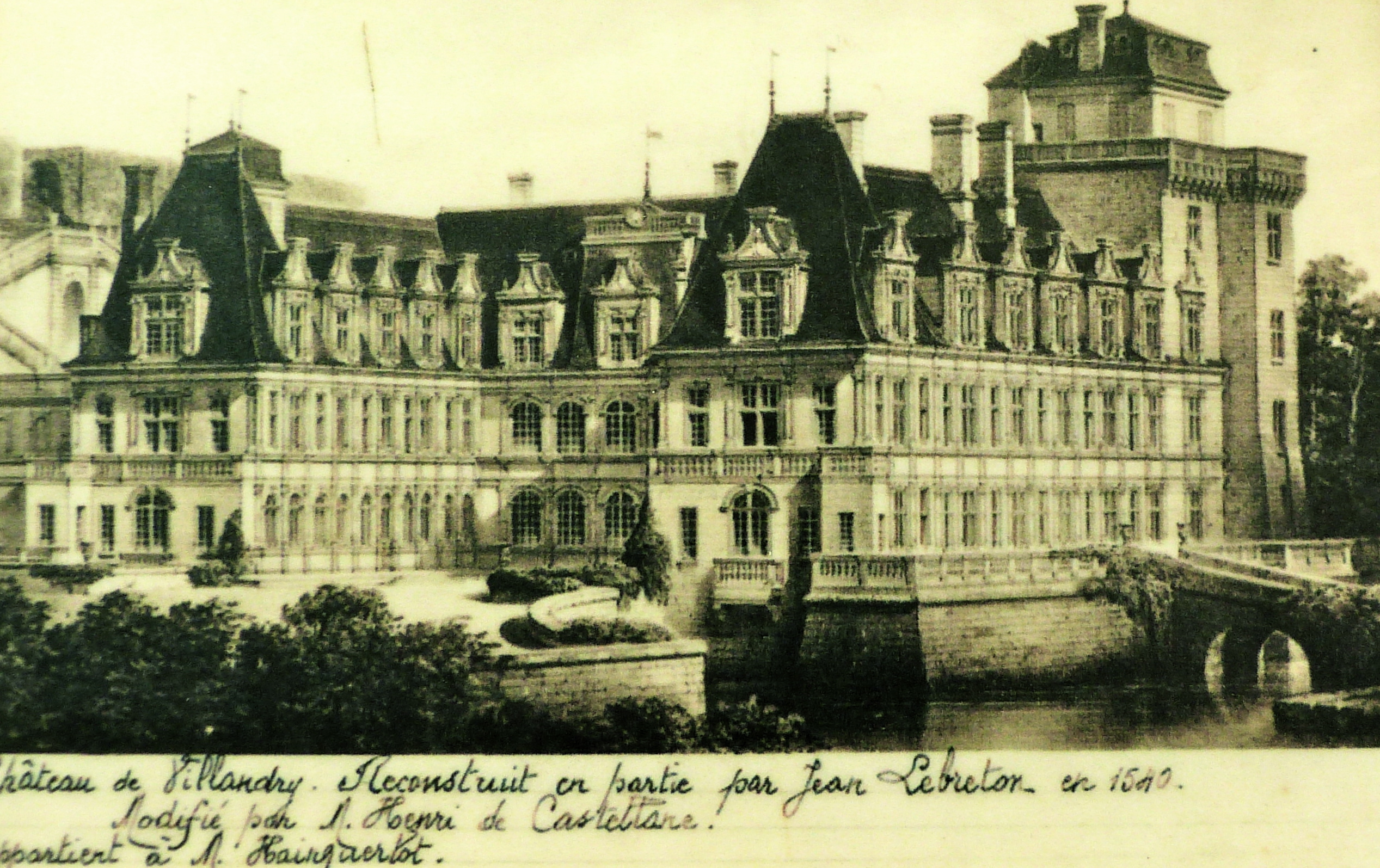
Les façades du château de Villandry, modifiées par Michel-Ange de Castellane, telles qu'elles apparaissaient encore à la fin du XIXe siècle, avant les restaurations du docteur Joachim Carvallo.

Plus ornés, le pavillon d'angle situé sur l'une des terrasses des jardins ainsi que le Pavillon de l'audience, véritable petite folie située à l'entrée sud-est du domaine, n'en correspondent pas moins à un assagissement du style rocaille. Si la fantaisie des formes octogonales données aux pièces intérieures se traduit encore à l'extérieur par une sorte de fenêtre en baie située en avant corps, l'ornementation inspirée par le thème de la chasse est déjà marquée par un retour au « grand style ». Ressuscitant peu à peu l'architecture d'Antoine Lepautre, cette nouvelle mode dite « à la grecque » se manifeste sur les deux pavillons par la réapparition de motifs guerriers et d'ornements d'esprit naturaliste ou antiquisant. Supportant le « comble à la Mansart », des consoles s'ornant de motifs en canaux, s'inspirent avec fantaisie des triglyphes grecs alors que les lignes courbes, coquilles et autres chantournements d'esprit rocaille s'accompagnent déjà de motifs naturalistes en forme de branches de chênes et de trophées rustiques mêlant carquois, mousquets et cornes de chasse. La vigueur plastique avec laquelle sont traités ici l'ensemble des reliefs est sans doute héritée de cette redécouverte des sculptures du "Grand siècle".

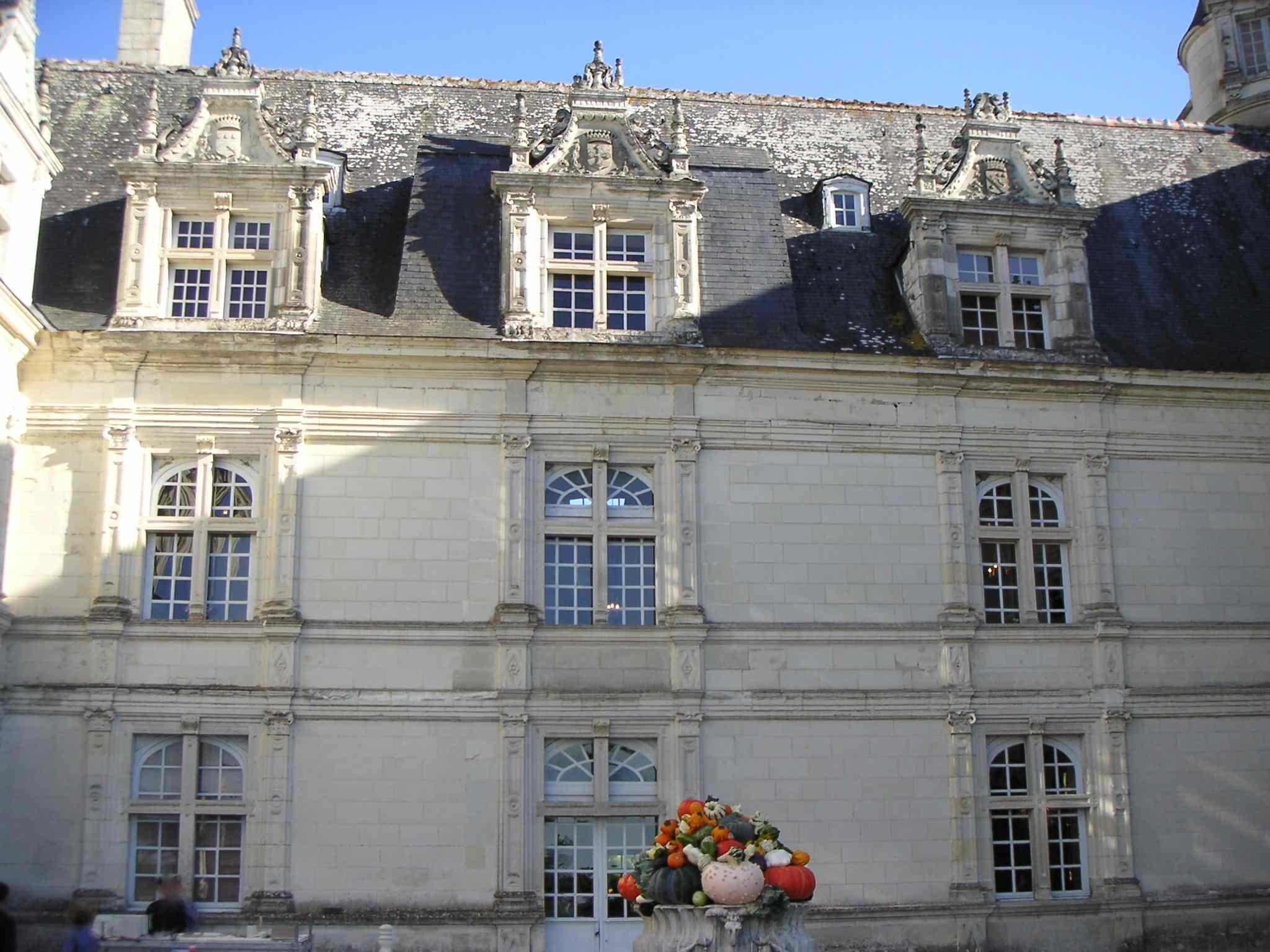
Malgré les restaurations effectuées à partir de 1906 par le docteur Joachim Carvallo, on note encore par les boiseries intérieures du milieu du XVIIIe siècle, les modifications opérées à l'époque, sur la partie supérieure rectiligne des baies de la Renaissance, dans le but de les arrondir.

Parallèlement à ces réalisations, le grand escalier extérieur de style Renaissance situé à l'angle droit de la cour d'honneur est purement et simplement supprimé, remplacé par un escalier intérieur en pierre dont la rampe en fer forgé, de style Louis XV, est ornée à chaque étage, des initiales entrelacées de Michel-Ange de Castellane. À la même époque, le marquis fait combler une partie des douves et modifier le percement des façades. Dénaturant les élévations de la cour d'honneur, la série d'arcades du rez-de-chaussée se voient alors murées pour être converties en cuisines dans leur partie gauche, alors que se développe un couloir donnant sur les salons en partie droite. Les fenêtres de la Renaissance ne correspondant plus au goût du XVIIIe siècle, perdent leurs meneaux et leurs sommets sont repris pour créer des baies arrondies. Parallèlement, un ensemble de nouvelles fenêtres garnies de balcons à balustrades de style Louis XV sont percées, tandis que des ouvertures fictives en trompe-l'œil viennent équilibrer l'ensemble. Au fond de la cour, une partie de la toiture est reprise au niveau de la travée centrale afin de réaliser un décrochement formant une sorte de toit à l'impériale surmonté d'une balustrade et d'une horloge. Du fait de toutes ces transformations, le château de style Renaissance perd indéniablement de son caractère.
Accompagnant ces modifications architecturales, la modernisation générale des appartements, plus heureuse, permet indéniablement d'adapter la demeure à des normes de confort, plus proches des nôtres que de celles de la Renaissance. Édifié au XVIIIe siècle, le château est devenu froid et incommode, poussant alors le comte de Castellane à procéder, avec une certaine réussite, au remaniement de la globalité des intérieurs des corps de logis afin de les rendre rapidement habitables. Le réaménagement des différents appartements du château s'accompagne alors de l’isolation phonique et thermique de la plupart des pièces obtenue par le biais d'un lambrissage à l'aide de boiseries traitées dans le style transition du milieu du XVIIIe siècle tandis que le donjon percé de nombreuses fenêtres est transformé en jardin d'hiver.
Entourant le château, le parc est dans un premier temps agrandi, grâce aux rachats de terres opérées par le marquis de Castellane en 1760. Pour autant, les jardins jugés alors démodés sont revus au goût du jour : Tandis que les potagers de la Renaissance du jardin d'eau se voient convertis en parterres à la française orné de topiaires autour d'un miroir d'eau, le reste du parc est transformé en un jardin à l'anglaise où deux dépendances de style transition sont construits.
En 1949, Pierre Le Noac'h, relatait dans "Histoire de Villandry et de son château" :

« Le marquis ne rêvait qu'à en faire une grande maison avec les conforts de l'époque, de nombreuses fenêtres dont la moitié n'étaient que peintes pour paraître, des balcons entourant les étages pour prendre l'air, des ponts donnant accès des salons aux jardins et des pavillons pour cure d'air […]. L'intérieur du château avait aussi été remanié presque complètement. L'escalier Renaissance de forme octogonale rappelant celui de Blois et qui était situé dans l'angle droit avait été remplacé par l'escalier intérieur en pierre avec rampe en fer forgé, de style Louis XV. »

- Le comte Michel-Ange de Castellane de Villandry meurt à Villandry le 26 septembre 1782 alors qu'il est âgé de 79 ans. Il est alors inhumé dans le caveau seigneurial de l'église de Villandry. Son fils Esprit-François-Henri (1730-1799), comte de Castellane, maréchal des camps et armées, chevalier d'honneur de Sophie de France, dite Madame Sophie, sera le dernier seigneur du lieu. Alors que commence la Révolution, les difficultés financières s'accumulent et la déception engendrée par sa comparution, en 1789, à l'assemblée électorale de la noblesse de Touraine, le pousse à vendre sa propriété en 1791 pour se retirer à Paris. La famille de Castellane finira pourtant par regagner la région, en héritant de Dorothée de Courlande : elle entrera en possession du château de Rochecotte situé à Saint-Patrice, propriété qui ne sera revendue qu'en 1978.

### De 1791 à 1810/1811: jeu de dupes entre un négrier nantais, le financier Ouvrard et les frères Bonaparte

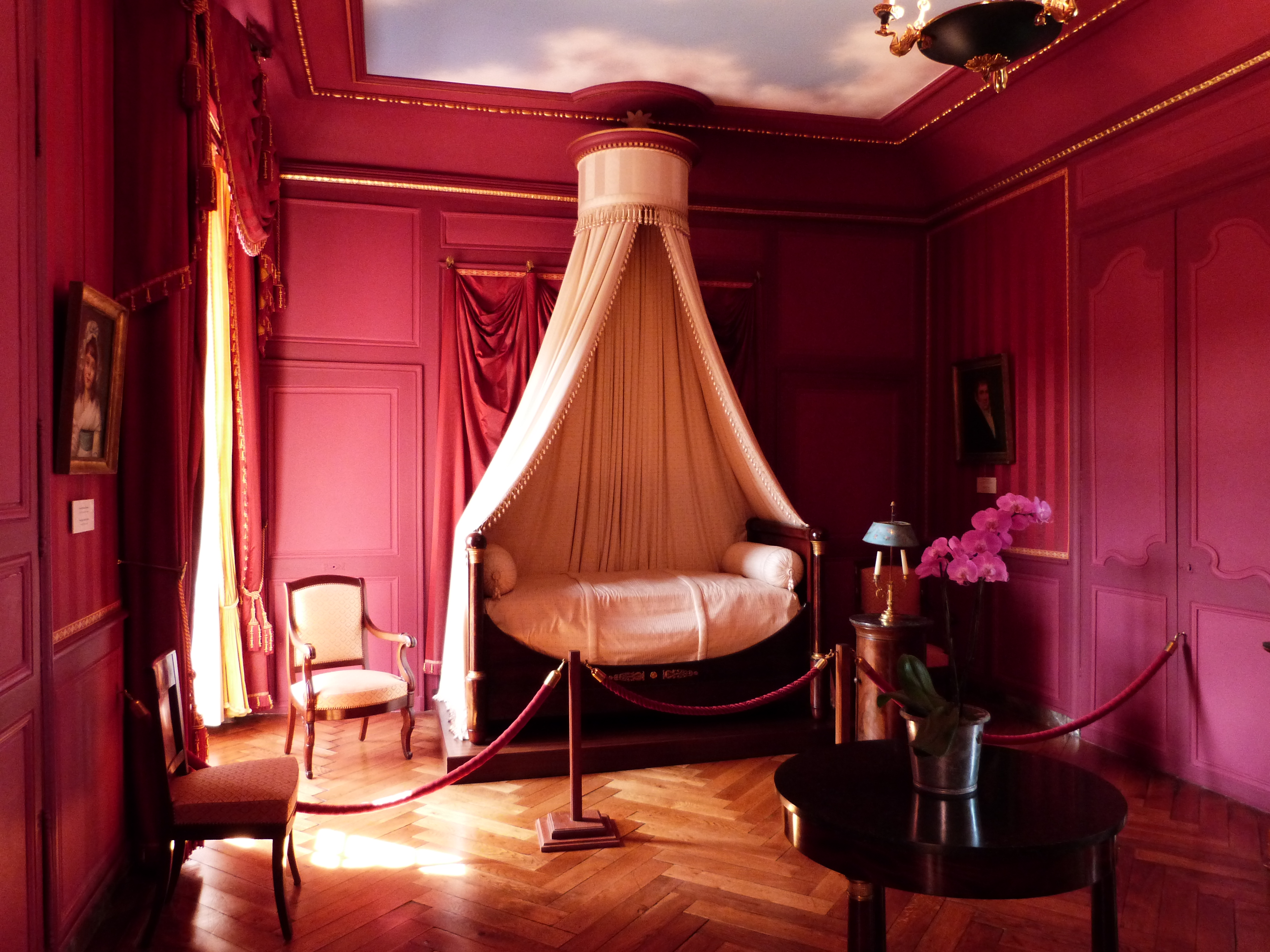
La Chambre du Prince Jérôme Bonaparte situé au premier étage du château de Villandry (vers 1810-1811).

- En 1791 le comte de Castellane se retirant à Paris, vendit pour 850 000 livres le château meublé à François Chénais. Ce négrier nantais avait fait fortune dans les plantations de café des Antilles où il possédait 400 esclaves noirs. En tant que capitaine de dragons dans la milice du quartier de Jacmel à Saint-Domingue (1787), l'époux de la riche créole Elisabeth Pondary jouissait d'un revenu de plus de 1 200 000 livres. Lorsqu'en 1792 survint la rébellion de Toussaint Louverture suivi de l'invasion espagnole de la colonie, le chaos s'installa progressivement sur l'île provoquant la ruine de ses affaires, sans pour autant toucher ses avoirs français.

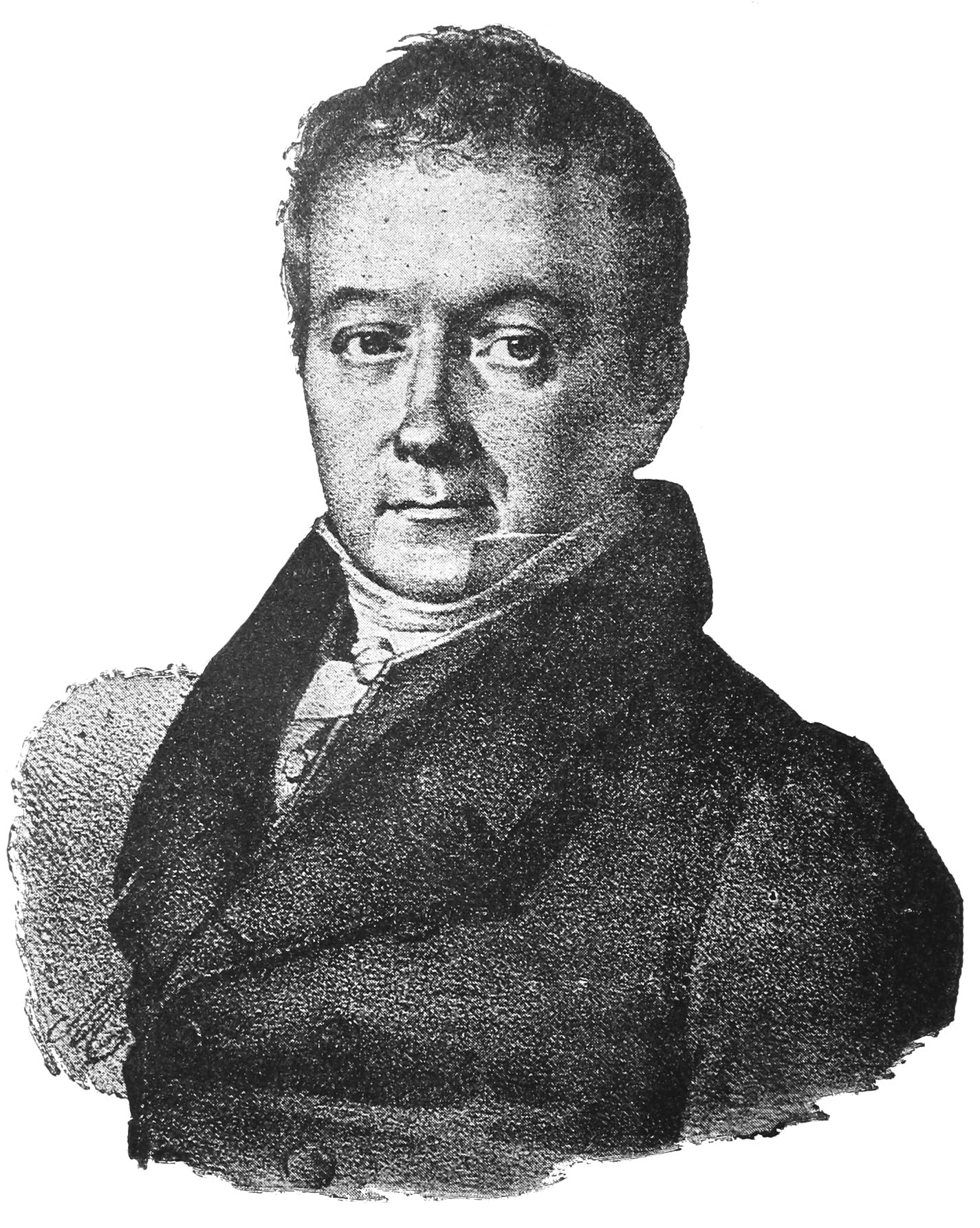
Portrait du banquier Gabriel-Julien Ouvrard (1770-1846).

Nommé commandant de la Garde nationale à son retour en métropole, le nouveau châtelain fut néanmoins accusé de cacher dix canons qui lui sont réclamés pour la municipalité de Tours, mais lors des perquisitions au château on ne trouve que « six morceaux de carabines hors d'état »… Par lassitude et par économie, il renvoie alors son régisseur et réduit considérablement son personnel, prélude à la liquidation de la propriété
« Après avoir fait faire de nouvelles caisses pour 250 orangers réputés parmi les plus beaux de France, pris de colère à l'annonce de réparations nécessaires à l'orangerie, il brada les caisses neuves et fit arracher et scier les arbustes pour s'en chauffer pendant deux hivers… ».
- Se retirant à Tours, le châtelain souhaite désormais se séparer de l'ensemble du domaine. La mise en vente s'avérant infructueuse, il finit par proposer la propriété au richissime financier Gabriel-Julien Ouvrard, un grand spéculateur et fournisseur de l'armée qui est alors lié à l'une des plus sulfureuses Merveilleuses du Directoire, Thérésa Tallien.
Cet influent homme d'affaires, alors immensément riche, cherche à placer ses bénéfices dans le foncier. Profitant d'adjudicataires en difficultés financières tels que François Chénais, il rachète de nombreuses et prestigieuses propriétés d'émigrés comme Azay-le-Ferron, Louveciennes ou encore l'hôtel de Montesson afin de réaliser des spéculations immobilières. Le financier obtint finalement le domaine de Villandry pour 350 000 francs, soit le tiers de sa valeur, allant même jusqu'à récupérer « de très belles glaces, plus de 25 000 francs de linge, ainsi que des meubles et des porcelaines ». Dans le but de tirer un maximum de profit de la propriété, une partie des jardins et de la forêt sont alors sacrifiés.
Ces différentes spéculations finissent pourtant par provoquer la suspicion du premier consul Bonaparte qui le fait arrêter pour fraude en janvier 1800. Lorsqu'il est finalement libéré et blanchi, Gabriel-Julien Ouvrard compte obtenir rapidement des liquidités afin d'investir dans de nouveaux projets comme la fondation des Négociants réunis. Mais l'escompte de traites de complaisance que lui fournit la Banque de France, provoque les fureurs de Napoléon qui vint lui réclamer en 1806 la somme de 141 millions de francs-or pour le compte du Trésor public. Le financier traverse alors une période de difficultés financières et ne peut plus régler le prix d’acquisition du château de Villandry.
C'est à cette époque que l'ancien négrier François Chénais, digne par sa ladrerie d'être le modèle du Père Goriot, remarie sa fille récemment divorcée au général baron Paul Thiébault. Toujours impayé, l'ancien propriétaire finit par déposer plainte auprès de son beau-fils qui s'exécute un matin de 1807, en forçant manu militari la porte du banquier Ouvrard, qui lui devait encore 60 000 francs sur Villandry.
- Finalement « Napoléon Ier paya les dettes d'Ouvrard, en 1807, en s'adjugeant Villandry pour le donner à son frère cadet Jérôme ». À cette époque, le domaine en partie restauré, retrouve une certaine splendeur et les intérieurs sont modernisés par une politique de meublement à caractère somptueux réalisé en grande partie par le célèbre ébéniste Jacob-Desmalter. Malgré tout, la propriété est rapidement mis en garantie auprès de la famille Hainguerlot, créanciers de Napoléon Ier, « résultat vers 1810-1811 d'un arrangement de famille entre les Bonaparte ».
En 1814, la chute de l'Empire suivi de l'échec des Cent jours met le roi Jérôme Bonaparte en grande difficulté. Le prince se réfugie alors à la cour de Wurtemberg où acculé par les dettes, se voit contraint de rembourser ses créanciers, en l’occurrence Monsieur Pierre-Laurent Hainguerlot, qui avait largement financé la politique de l'Empereur. Le château et son mobilier étant toujours en garantie, le prince doit céder définitivement l'ensemble de la propriété en 1817 à la famille Hainguerlot. Selon l'historien Frédéric Masson, « suite à la responsabilité de Jérôme Bonaparte dans la liquidation de Villandry, il réduisit à la misère plus de 1 200 familles ».

### De 1810/1811 à 1897: splendeur et misère de la famille Hainguerlot

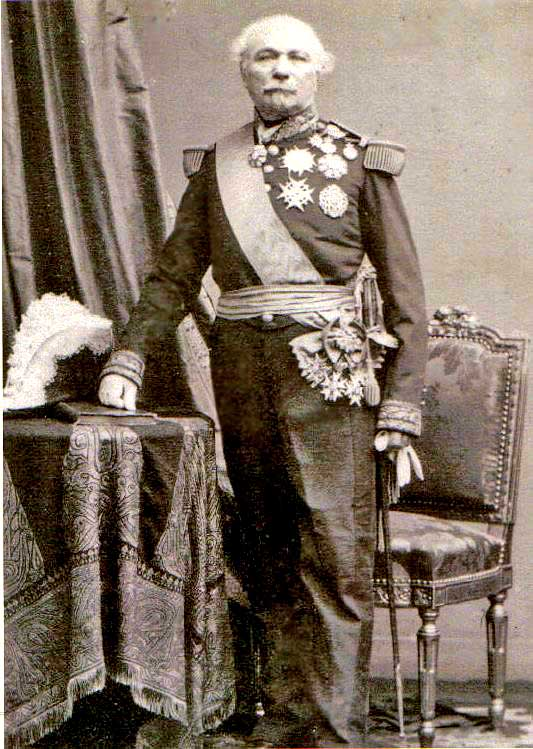
Portrait du général Nicolas Oudinot, deuxième duc de Reggio (1791-1863).

- À la suite de la liquidation de Villandry par Jérôme Bonaparte en 1817, l'ensemble du domaine devient jusqu'à 1897 la propriété d’une famille d’hommes d’affaires enrichis lors du Directoire, les Hainguerlot.
Pierre-Laurent (1767-1841), le premier du nom, est le premier propriétaire de la famille Hainguerlot à venir s'installer au château de Villandry. Mais dès son arrivée, le financier constate que les coûts d’entretien et de remise en état du jardin à la française sont trop élevés ; le parc est alors transformé en un jardin à l'anglaise dans le goût romantique : « Le parc [est] constitué à l’anglaise, en vallonnements et mamelonnements (…), planté de maintes espèces exotiques récemment importées: cèdres, pins, thuyas, magnolias, massés sur les revers de monticules artificiels. Le château lui-même [disparaît] au milieu d’une forêt d’arbres et de verdure ».
À sa mort en 1841, Pierre-Laurent lègue l'ensemble du domaine à son fils et héritier Georges-Tom Hainguerlot (1795-1868), époux depuis 1828 de Stéphanie Oudinot (1808-1893), fille de l'ancien maréchal d'Empire, Nicolas Charles Oudinot, promu depuis gouverneur de l'hôtel royal des Invalides. Devenu baron en 1829 par la volonté de Charles X, Georges Tom Hainguerlot finit par se constituer dans les années 1860 un important patrimoine foncier et industriel au nord de Paris. En plus de Villandry, cet influent affairiste et entrepreneur possède entre autres biens le château de Stains situé alors dans le département de la Seine. Le domaine de Villandry renoue désormais avec une certaine magnificence, marquant par là même l'apogée de la période.

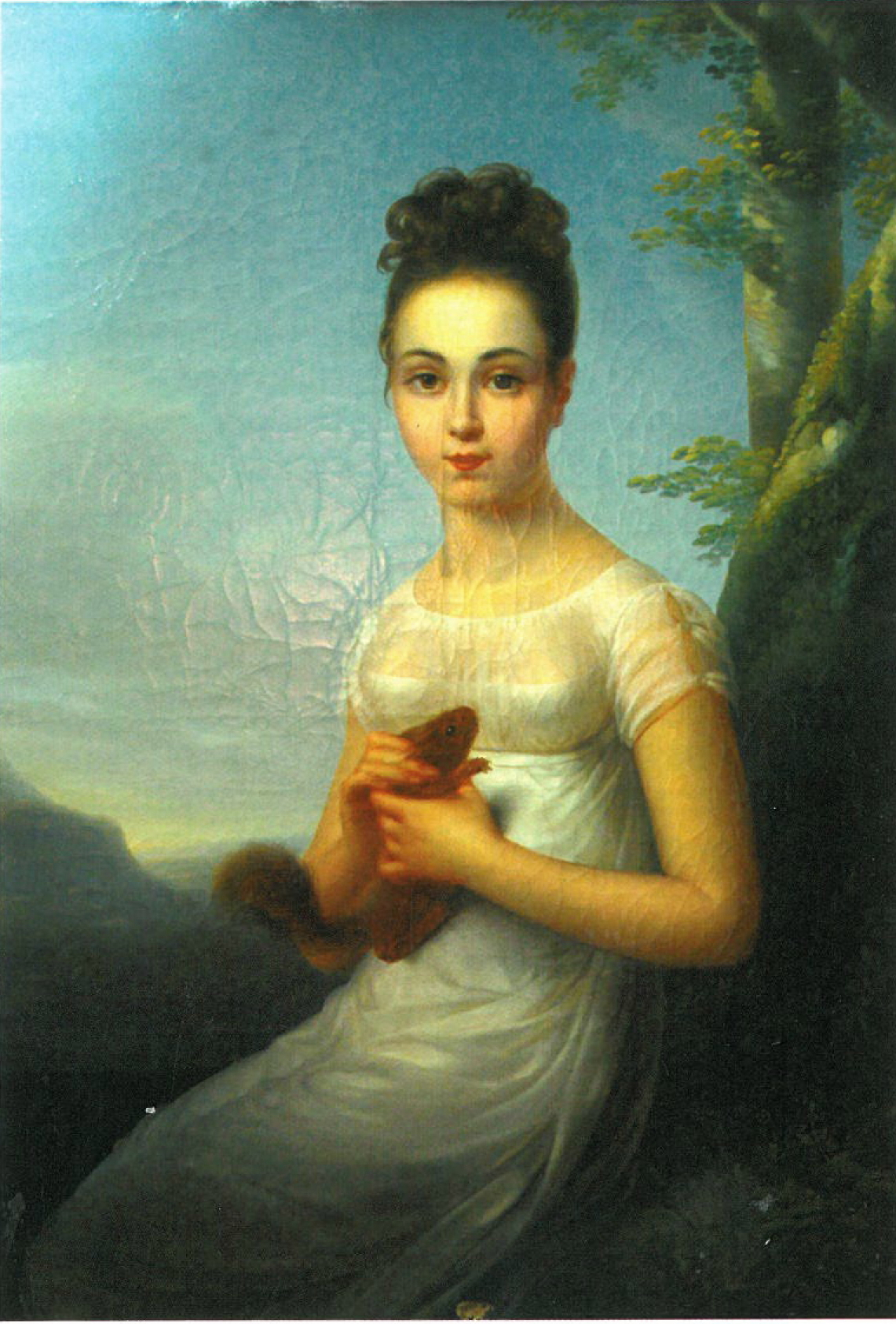
Portrait de Rose-Paméla Hainguerlot, épouse de Alphée Bourdon de Vatry réalisé d'après une œuvre plus ancienne par Paul Balze, un élève d'Ingres (vers 1830, Collection particulière).

Pour autant, l'état des finances du village attenant est catastrophique. Alors que l'église Saint-Étienne de Villandry tombe littéralement en ruine, le général Nicolas Oudinot, fils aîné de Charles Oudinot et beau frère de Pierre Laurent, donne à la paroisse, le 27 août 1849, le corps de sainte Marie-Victoire par l'entremise de sa sœur. La relique de cette vierge et martyre qui avait été offerte à la ville de Rome le 24 mai 1824 par le futur pape Pie IX avait été extraite d'un cimetière romain par le général lors de l'expédition d'Italie voulue par le prince Louis-Napoléon.
En 1856, alors qu'Edouard Hainguerlot (1832-1888), fils de Georges-Tom, se marie avec Alice-Marie Blount (1835-1873), le village et le domaine de Villandry sont sévèrement touchés par les inondations de la Loire et du Cher. Tel un mauvais présage, le baron voit mourir prématurément sa femme le 17 mai 1873 : le corps de celle-ci est alors provisoirement hébergé dans le caveau seigneurial de l'église Saint-Étienne. Devenu veuf, Edouard délaisse le domaine de Villandry au profit de sa sœur Augusta Emilie Paméla Hainguerlot. Ces années sont alors marquées par les prémices de la crise de la grande propriété survenue à partir de 1860 : déclin lié à l’incapacité des grands propriétaires rentiers à modifier la gestion traditionnelle de leurs terres et à s’adapter aux changements rapides que connaissent les campagnes françaises sous le Second Empire.
À la suite de la mort de Georges-Tom Hainguerlot, la très pieuse Stéphanie Oudinot, à l'exemple de son frère Nicolas Oudinot, décide d'aider financièrement le curé de Villandry afin qu'il puisse restaurer l'église paroissiale. C'est ainsi que de 1873 jusqu'à sa mort au château le 18 octobre 1893, la baronne préside à la remise en état générale de l'édifice, dotant entre autres l'église d'un grand orgue, de deux grosses cloches, de vitraux dans le chœur et les transepts, ainsi que de plusieurs autels en pierre... Les travaux ne s'achevèrent d'ailleurs qu'en 1895.
Sa fille Rose Augusta Emilie Paméla Hainguerlot (1802-1881) devient la nouvelle propriétaire de Villandry. Elle est depuis 1821 l'épouse du baron Alphée Bourdon de Vatry (1793-1871). Agent de change promu député de la Meurthe sous Louis-Philippe, Alphée s'était porté acquéreur en 1851 de l'ancienne abbaye de Chaalis. Bien qu'attachés au domaine, la mobilité sociale du couple, dont les affaires imposent une vie plus citadine à proximité immédiate de la capitale, les amène à délaisser le château de Villandry, jugé trop dispendieux et trop provincial, lui préférant alors le château de Stains. C'est ainsi que le domaine de Villandry n'échappe pas au déclin, la famille Hainguerlot de Vatry, comme une grande part de l'aristocratie et de la bourgeoisie rentière, doit désormais faire face aux mutations économiques de leur époque. En 1871, Edouard Hainguerlot reçoit à Villandry les princes prussiens Frédéric-Guillaume et Frédéric-Charles.
Malgré ces évolutions, la baronne Hainguerlot restera toute sa vie une proche des princes d'Orléans et une amie du duc d'Aumale ainsi que d'Adolphe Thiers. Elle fut notamment la protectrice de la portraitiste et célèbre collectionneuse Nélie Jacquemart. Témoignant de leur vie mondaine, le château de Champchevrier, à Cléré-les-Pins, conserve encore un groupe en bronze, présent de chasse offert par les Hainguerlot à leurs hôtes de l'époque.
À la mort de son époux, Rose Augusta Emilie Paméla Hainguerlot légua sa propriété à son neveu Alfred Hainguerlot (1870-1914). Le nouveau propriétaire exacerbera dès lors ce sentiment de déclassement social d'une famille qui s'était de plus en plus désengagée de Villandry : face à la perte de valeur économique du foncier au tournant du XXe siècle, le baron se trouve menacé dans ses revenus et son capital. C'est pourquoi il se décide en 1894 à se séparer du château, dans l'idée de placer en bourse l’argent liquide ainsi obtenu. Sans doute pris de remords, il rachète pourtant la propriété peu de temps après. Mais le domaine de Villandry n'est désormais plus suffisamment « porteur de sens » pour justifier une stratégie de conservation si ambitieuse. L'ensemble finit ainsi par être à nouveau mis en vente en 1897 au profit de marchands de biens qui n'hésitent pas à le morceler afin d'en tirer le maximum de profit : « Ne trouvant pas d'acquéreurs, ceux-ci voulaient le démolir pour en revendre les pierres ».
- À la fin de l'année 1900, le domaine de Villandry est finalement acquis par le professeur de physique et pharmacien François-Pierre Le Roux, alors âgé de 70 ans. Mais rapidement, celui-ci « […] se rendant compte que son projet d'usine de produits pharmaceutiques grâce aux chutes d'eau ne lui aurait pas suffisamment rapporté pour entretenir Villandry, remit le château en vente par trois fois, à 160 000, 140 000 et enfin à 120 000 francs. ». Faute d'un entretien suffisant, le domaine ne cesse inexorablement de se dégrader et son état devient si alarmant qu'il se voit menacé de démolition.

### La Belle Époque: résurrection du domaine par Joachim Carvallo

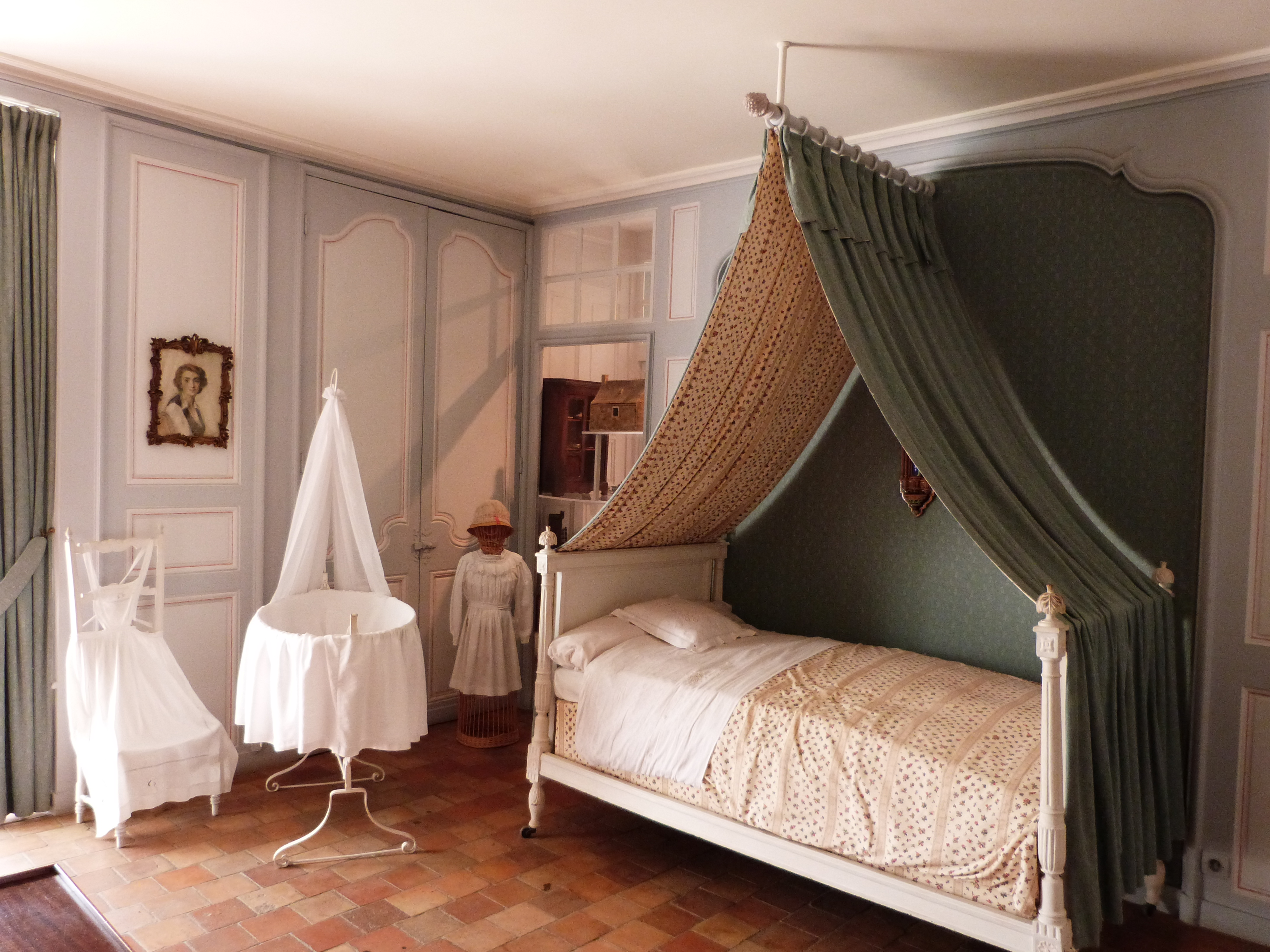
La chambre des enfants de Joachim Carvallo (début XXe siècle).
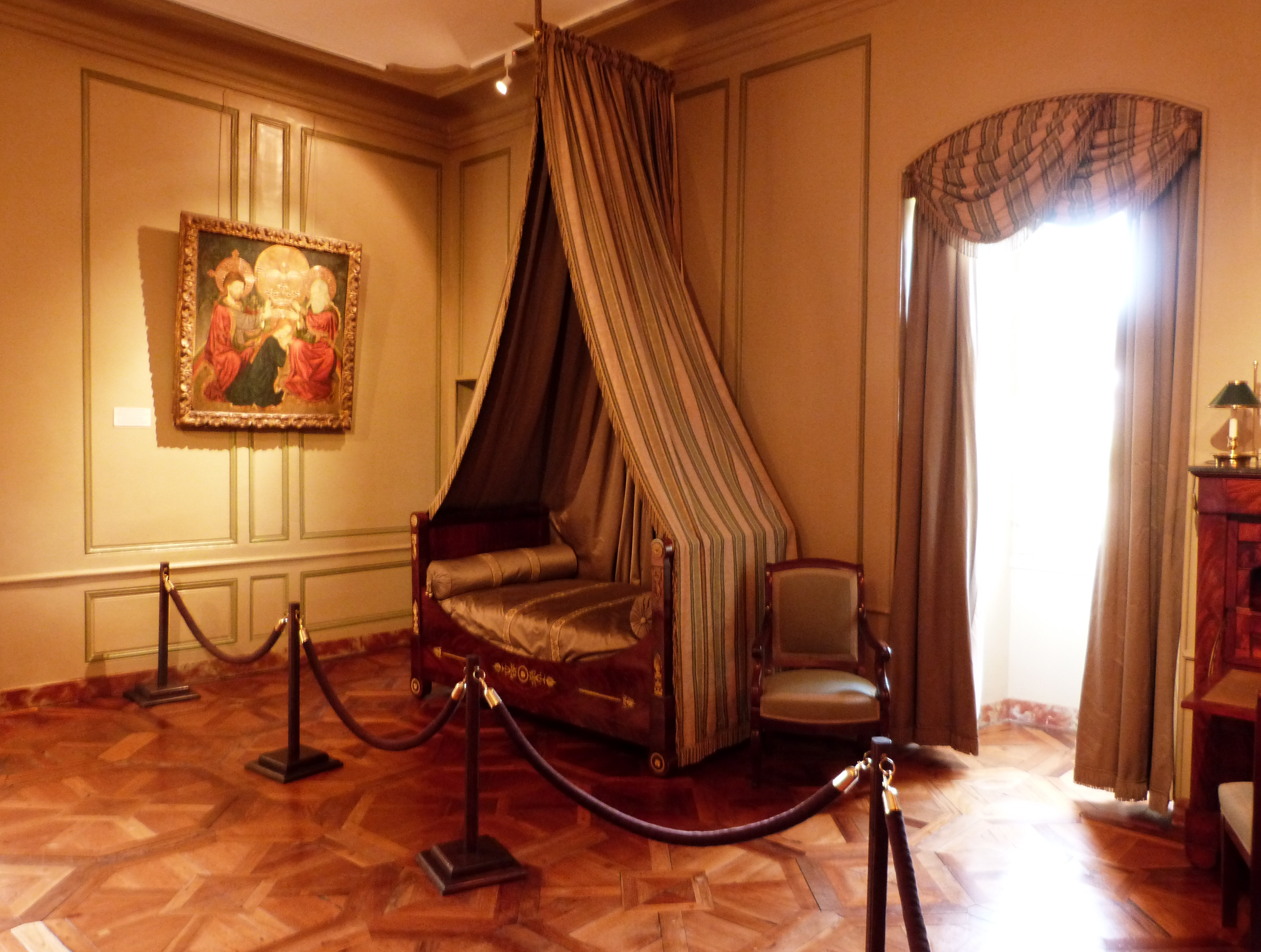
La chambre de Joachim Carvallo (début XXe siècle).
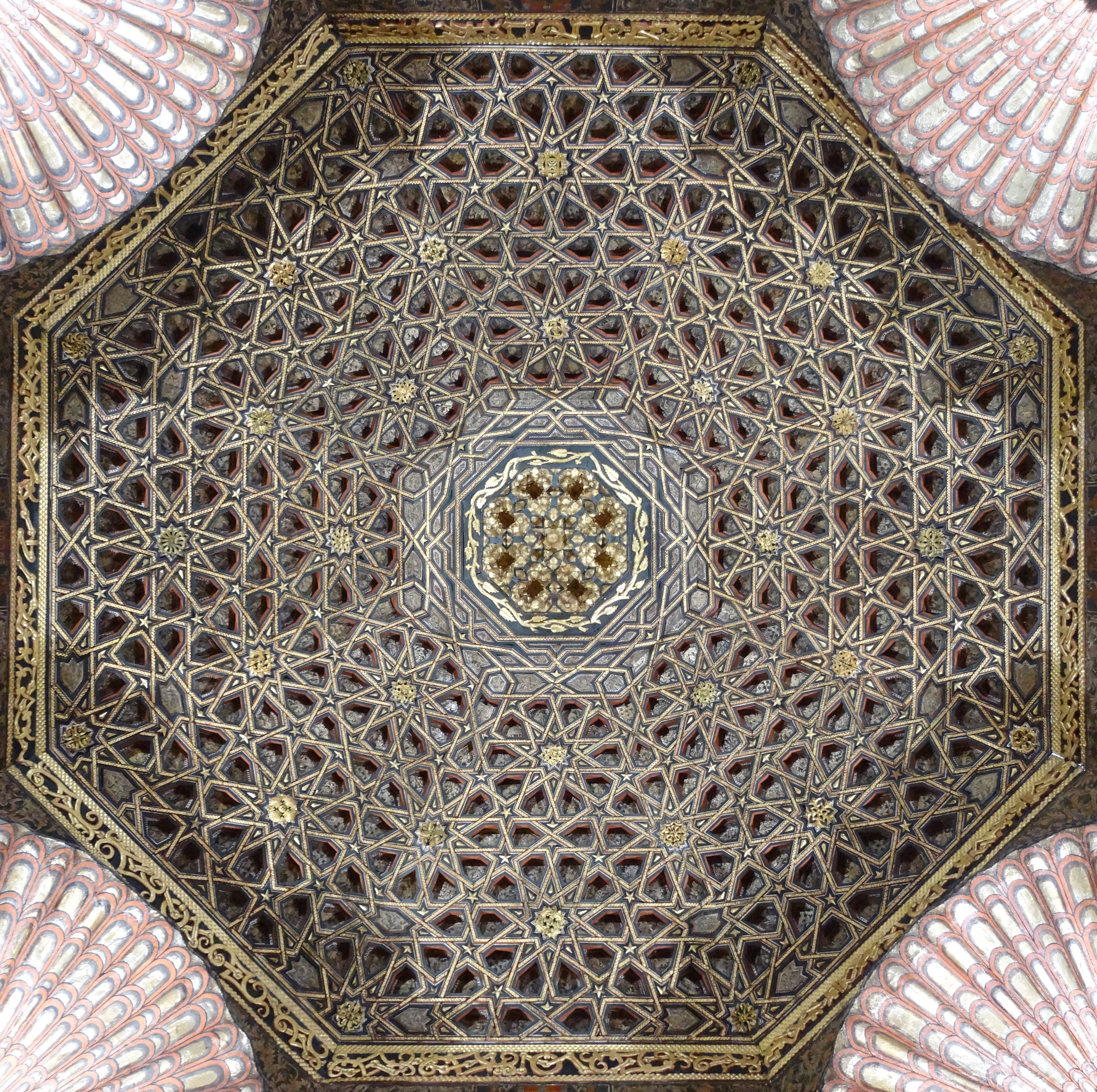
Plafond mudéjar récupéré lors de la démolition du palais des ducs de Maqueda à Tolède (XIIIe siècle).
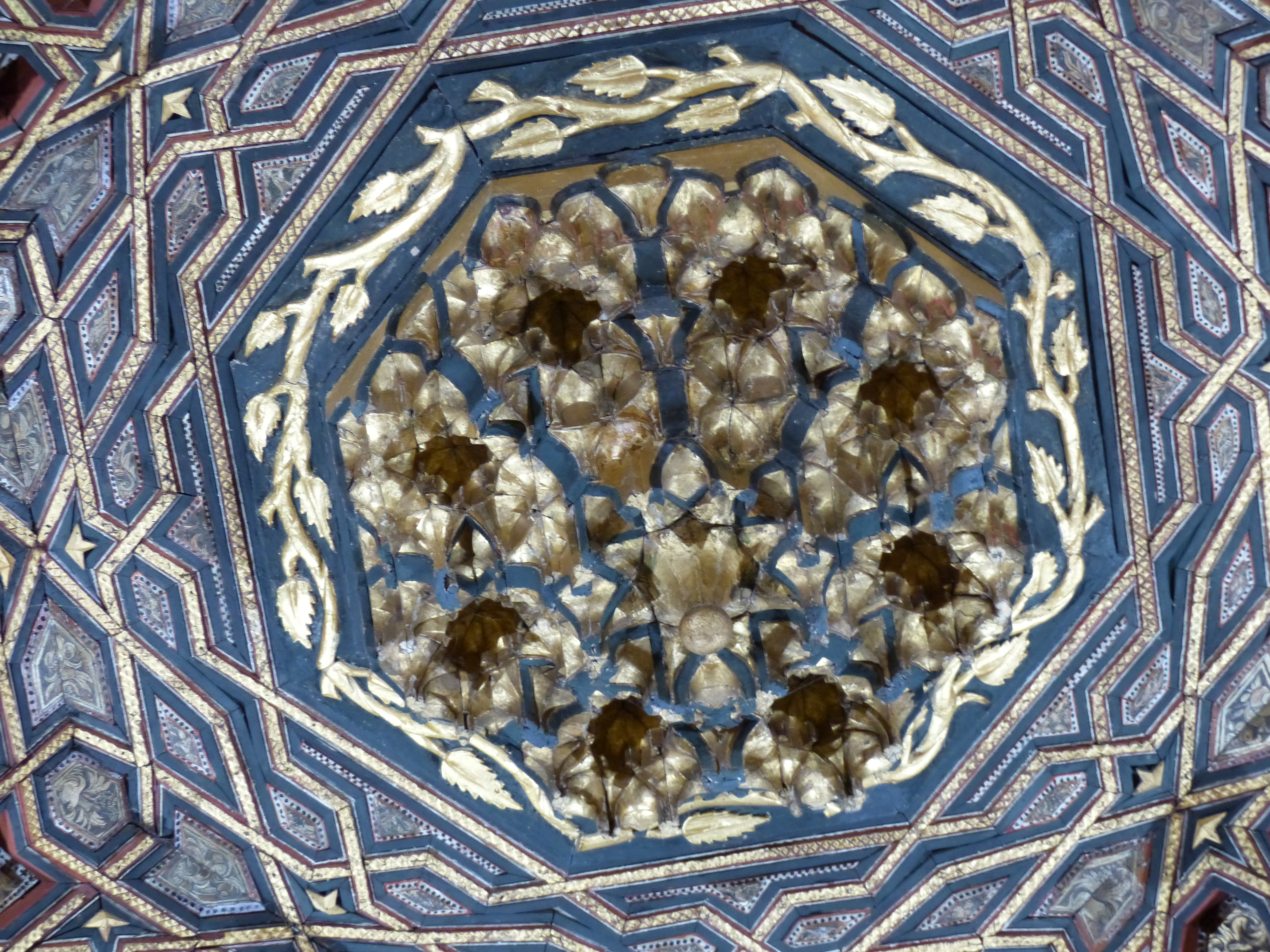
Motif central du plafond mudéjar du palais des ducs de Maqueda à Tolède (XIIIe siècle).
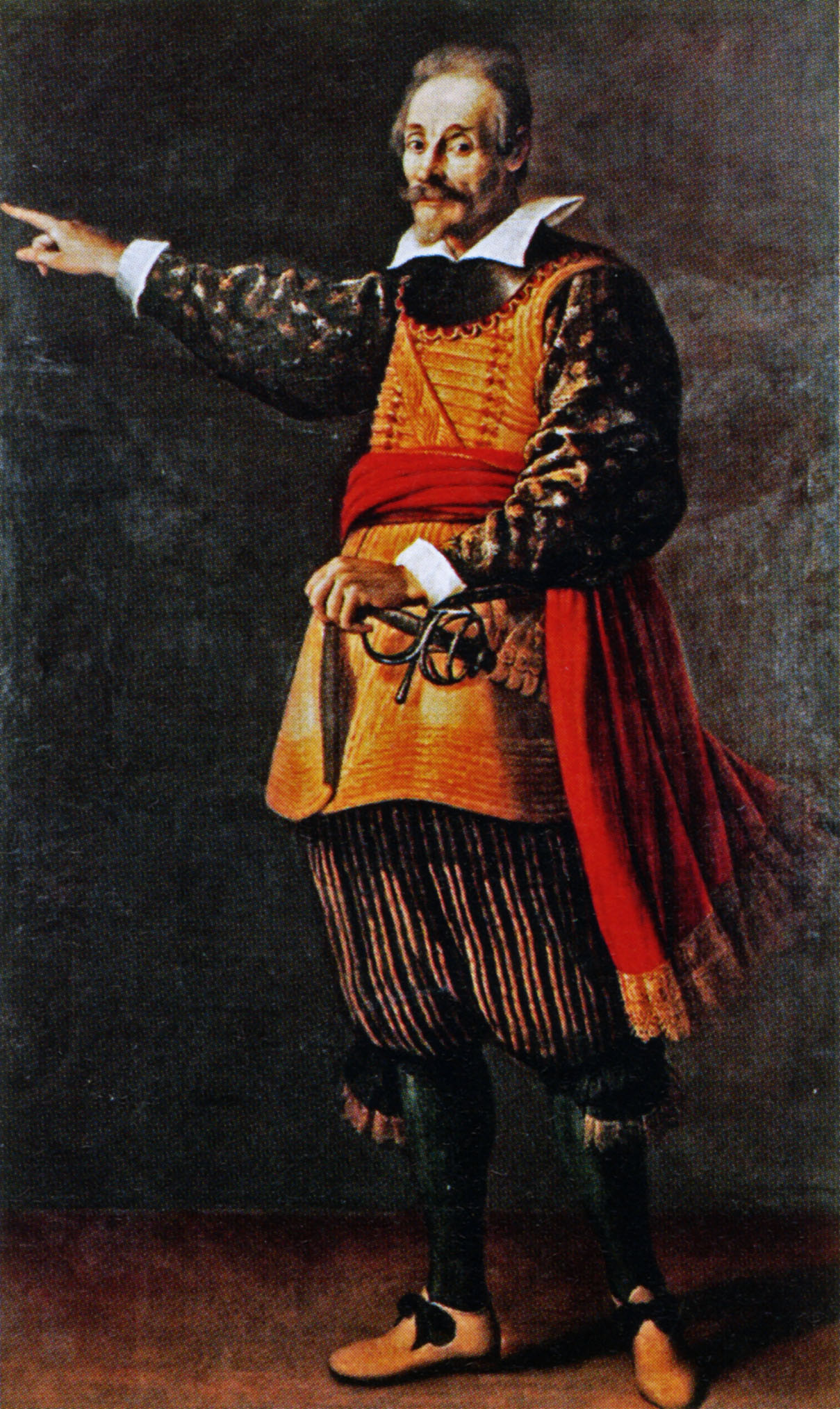
Francesco Andreini (1625) cédé en 1940.
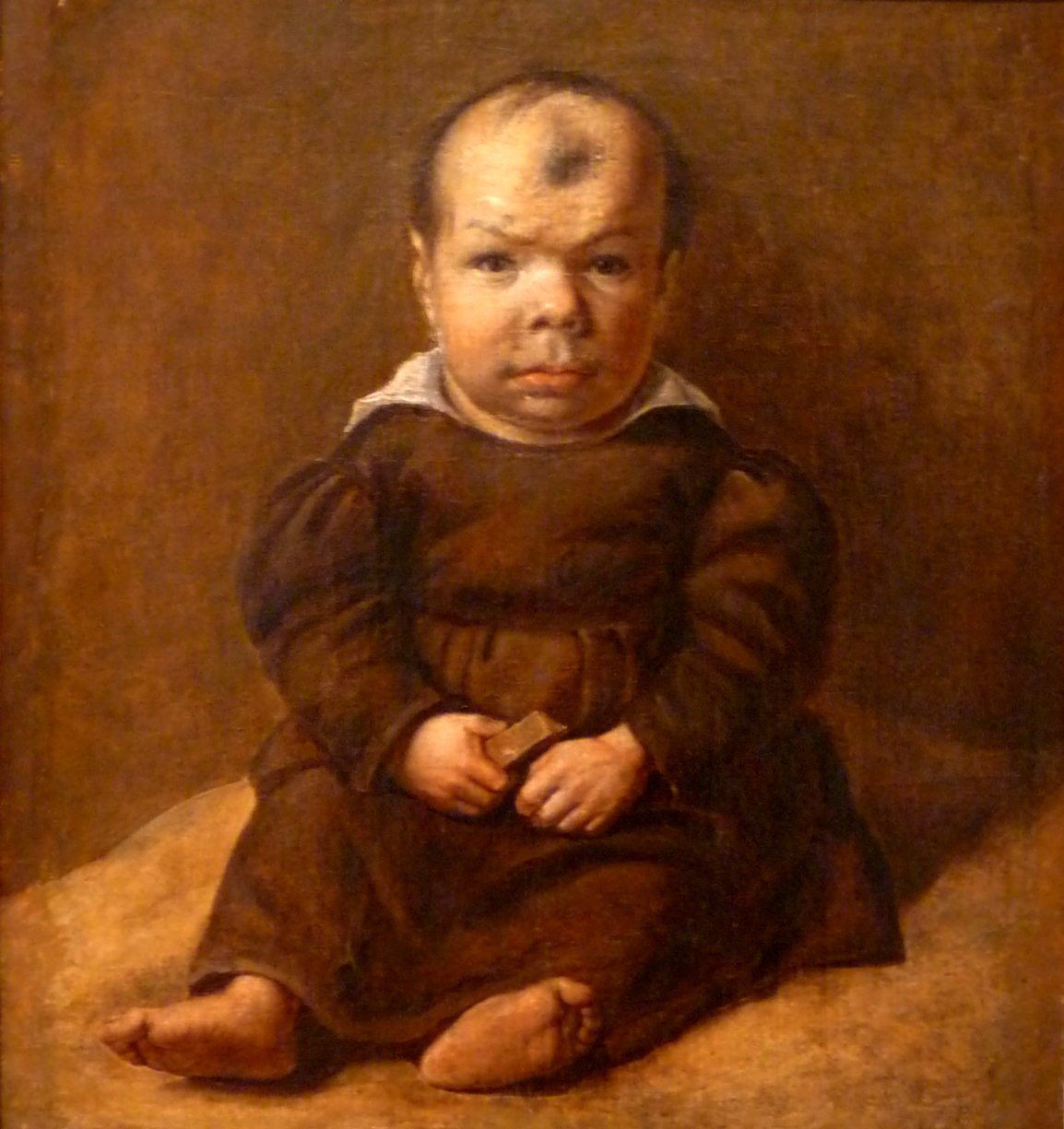
Nain assis inspiré de Vélasquez, école de Goya (début XIXe siècle).
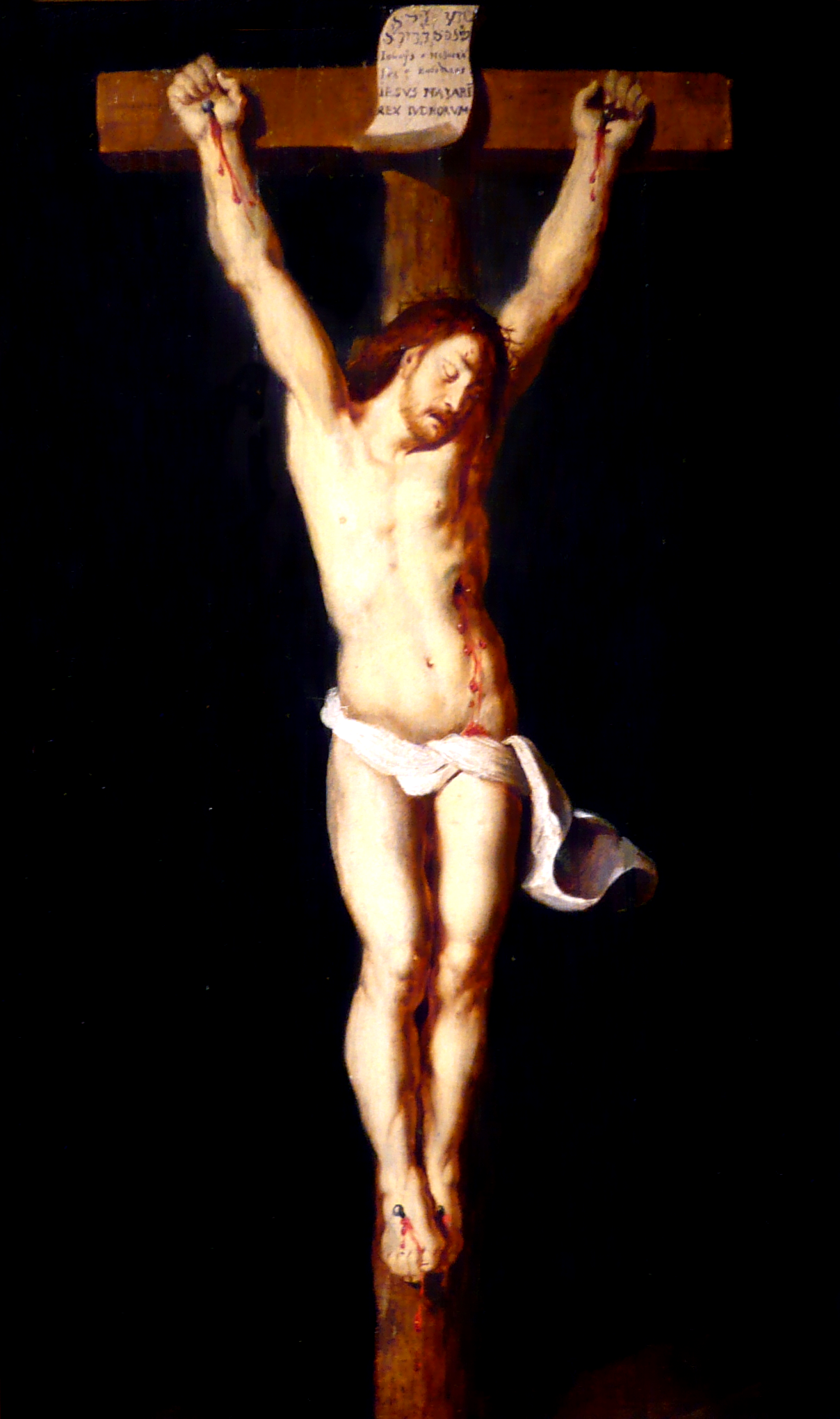
Christ en croix, école de Van Dyck (1620/50).
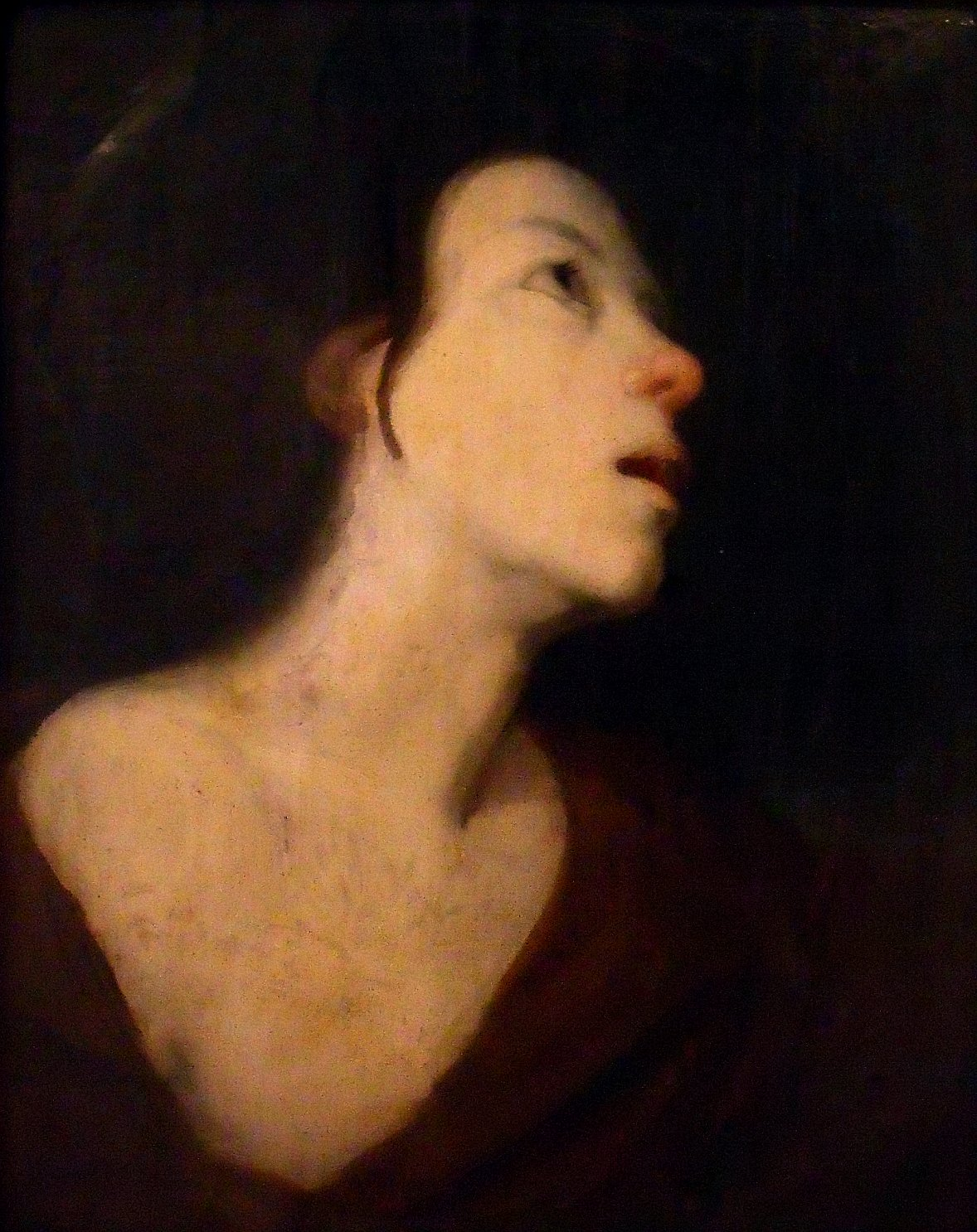
La Jeune Malade, école de Goya (début XIXe siècle).
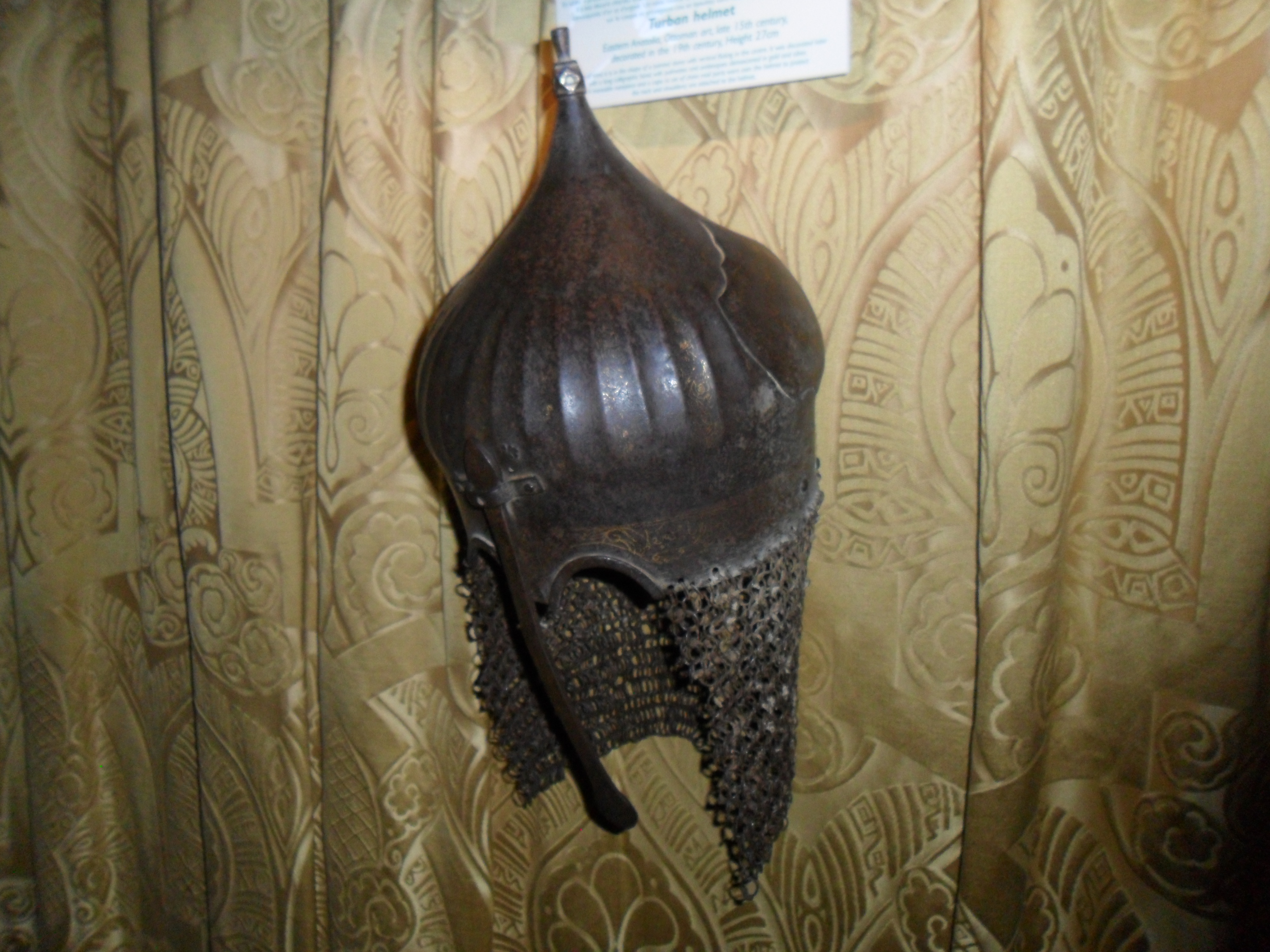
Casque turban ottoman du XVe siècle, en acier damasquiné, décoré d'un long bandeau calligraphique au XIXe siècle.

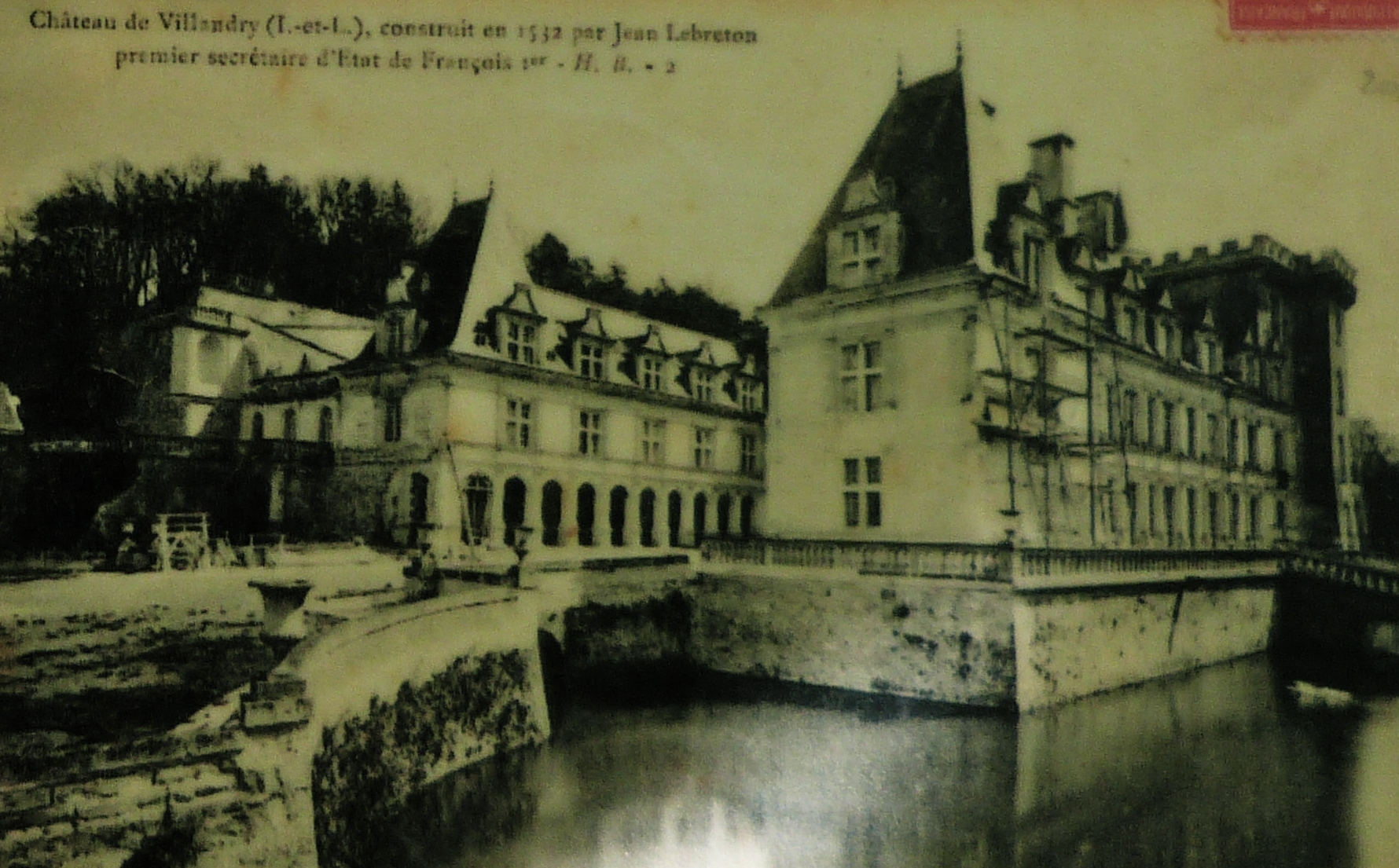
Le château de Villandry en chantier au début du XXe siècle.

- Alors qu'il est menacé de démolition, le château est finalement acheté fin 1906 par le docteur Joachim Carvallo et son épouse Ann Coleman, richissime héritière de grands sidérurgistes américains, arrière-grands-parents des actuels propriétaires.
Né en Espagne en 1869, Joachim s'était fait connaître pour les recherches avancées sur la physiologie de la digestion, qu'il menait auprès du professeur Charles Richet (prix Nobel de médecine en 1913). Contre toute attente, le médecin décide d'abandonner sa brillante carrière scientifique pour consacrer l'essentiel de son temps et de son argent à remettre le domaine de Villandry dans son état d'origine, celui de la Renaissance. Joachim fait en particulier reconstituer les jardins entre 1908 et 1916, en s'appuyant sur le Monasticon Gallicanum et les planches et textes anciens de l'architecte Jacques Androuet du Cerceau, traitant d'un jardin de la Renaissance typique du XVIe siècle : il veut alors rendre à Villandry son authenticité.

« Je me trouvais près de Lyon lorsque j'entendis parler de cette propriété. Je vins la visiter. Le château était tout en fenêtres, en balcons, en ouvertures à trompe-l'œil. Le parc était constitué à l'anglaise, en vallonnements et mamelonnements […], planté de maintes espèces exotiques récemment importées: cèdres, pins, thuyas, magnolias, massés sur les revers de monticules artificiels. Le château lui-même disparaissait au milieu d'une forêt d'arbres et de verdure. […] L'ensemble cependant me plut. Le prix ne me parut pas exagéré. L'acte de vente fut signé sur l'heure. Deux jours après, le pauvre homme mourait de la goutte.

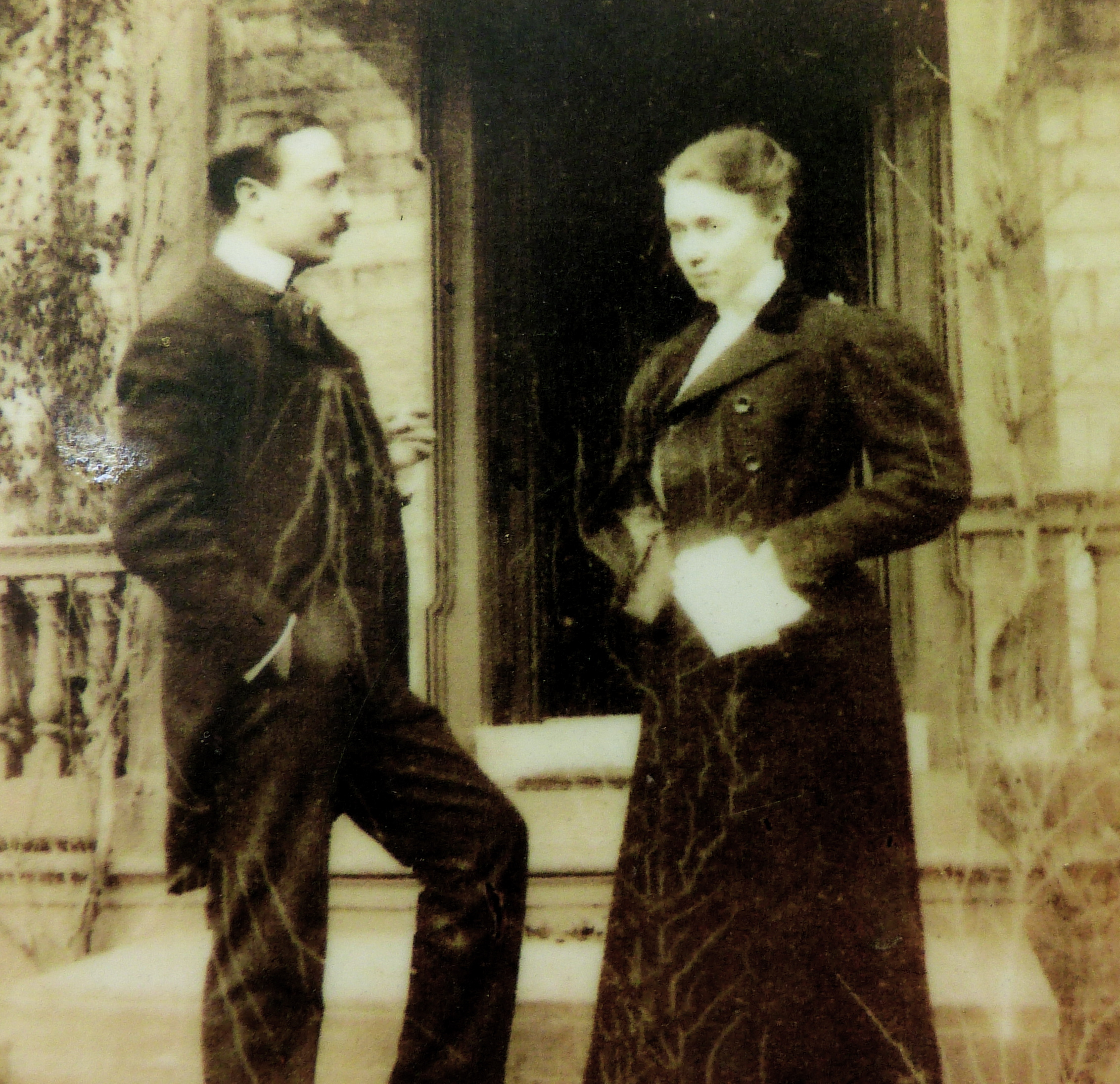
Joachim Carvallo et Ann Coleman, propriétaires du château de Villandry à partir de 1906.

Quand, au début de 1907, je vins m'installer à Villandry, je fus effrayé, en examinant de près le château et la propriété, de la charge écrasante que j'avais assumée. Pendant les premiers mois je fus presque uniquement préoccupé par les travaux d'aménagement et de toilette du château. […] Ce n'est que vers le mois de septembre 1907 que je pus me mettre à l’œuvre »

Avec l’aide d’une équipe de 100 maçons, Joachim Carvallo redonne aux façades leur beauté de la Renaissance tout en recréant, en pleine harmonie avec l'architecture du palais, les jardins que nous voyons aujourd'hui.
« Après les premières transformations que je lui fis subir, l’effet fut surprenant. En moins d’une semaine, Villandry avait repris le caractère qu’il avait à la Renaissance. J’invitai les membres de la Société d’Archéologie de Touraine à venir se rendre compte du travail que j’avais fait. Ces messieurs qui étaient habitués à voir Villandry couvert de fausses fenêtres, ce qui lui donnait l’aspect monotone et triste d’une caserne, furent émerveillés ; ils n’en pouvaient croire leurs yeux et pensaient que, par l’effet d’un coup de baguette magique, j’avais reconstruit un nouveau château ».

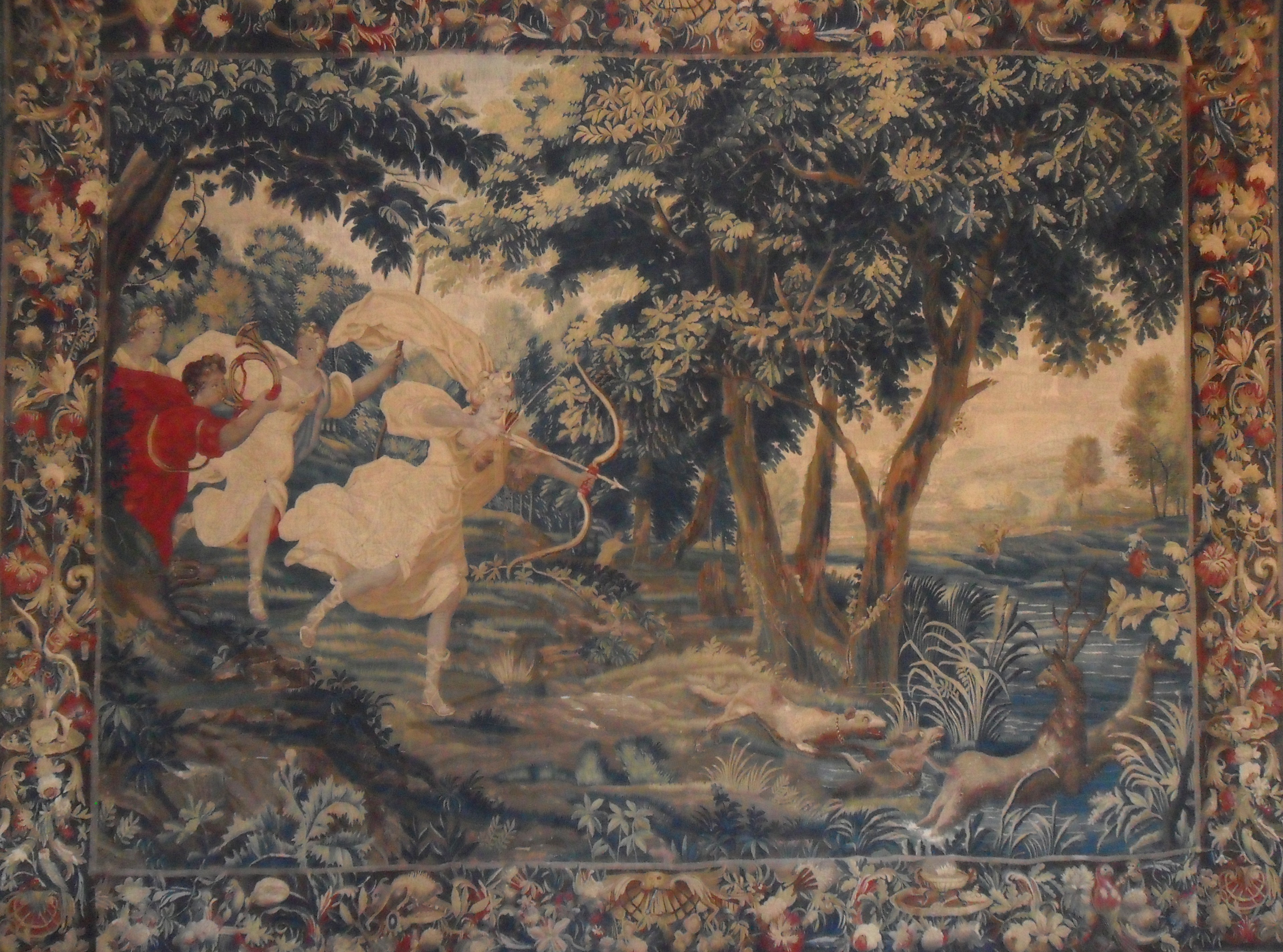
Tapisserie de Diane chasseresse accompagnée de lévriers, XVIIe siècle.

Parallèlement à cet important chantier, c'est toute une campagne de meublement qui s'effectue, avec l'installation d'une importante collection de tableaux de maîtres espagnols anciens ainsi signalée dans un guide touristique d'avant-guerre :

« Les admirables galeries d'art nous attendent. Là, le docteur Carvallo a réuni un véritable trésor d'art ancien : Velasquez, Zurbaran, Greco Goya, Titien, Ribéra. On y voit un plafond mudéjar, des meubles anciens, une merveilleuse madone qui pleure, et un groupe marbre admirable de la Renaissance. »

— Jacques-Marie Rougé.
Exposée à Paris en 1929, cette collection fut, à la mort de son créateur, divisée puis dispersée ; des tableaux et statues sont reproduits dans un album-souvenir de 24 vues sur Villandry. Aujourd'hui, le château est encore garni de plusieurs meubles espagnols et d'une intéressante collection de tableaux de différentes écoles dominées par les élèves de Francisco de Goya et d'Antoine van Dyck. Au rez de chaussée le grand escalier à rampe de fer forgé mène à la galerie des tableaux et à la salle au plafond mozarabe provenant de Tolède (XIIIe siècle).
Joachim Carvallo voue le reste de sa vie à la restauration de Villandry et repose depuis le 15 mars 1936 dans le caveau seigneurial de l'église Saint-Étienne de Villandry. Le médecin fut également le fondateur, en 1924, de la première association française de défense du patrimoine monumental privé, La Demeure historique, regroupant les propriétaires de châteaux historiques ; il fut un pionnier de l'ouverture de ces monuments au public.
Les héritiers actuels perpétuent l’œuvre de leur aïeul et entretiennent avec la même passion le château et ses jardins ouverts au public depuis 1920, conservant ainsi l’aspect familial qui caractérise la demeure depuis sa construction en 1532. L’actuel propriétaire, Henri Carvallo, est l’arrière-petit-fils d’Ann et de Joachim.

## Les jardins

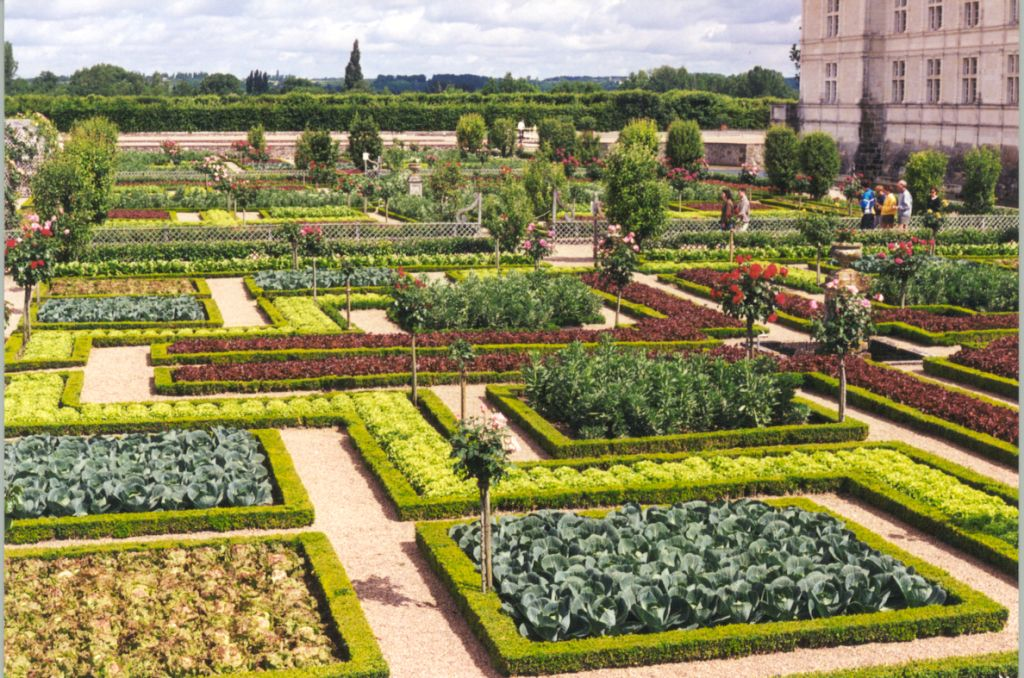
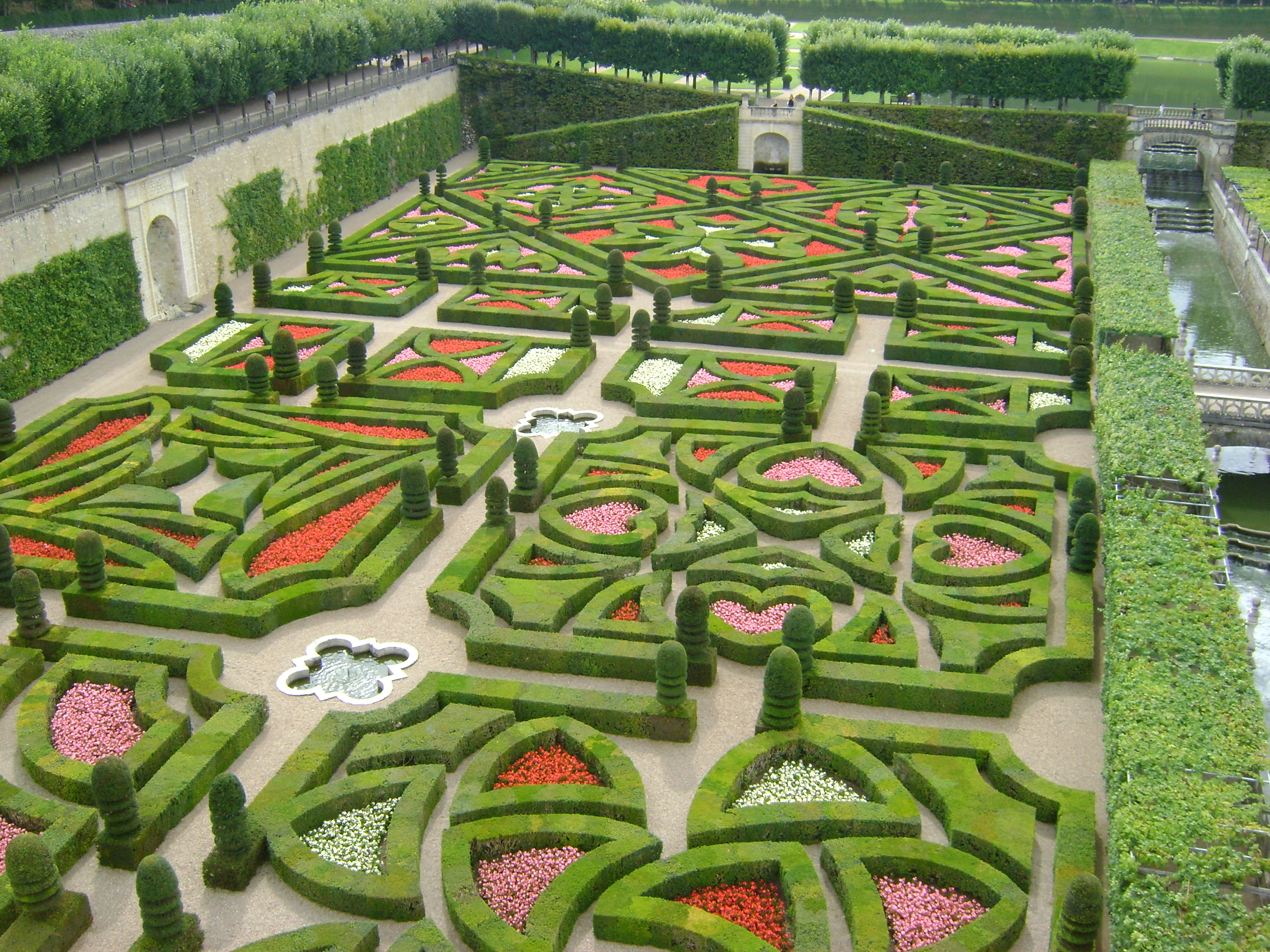
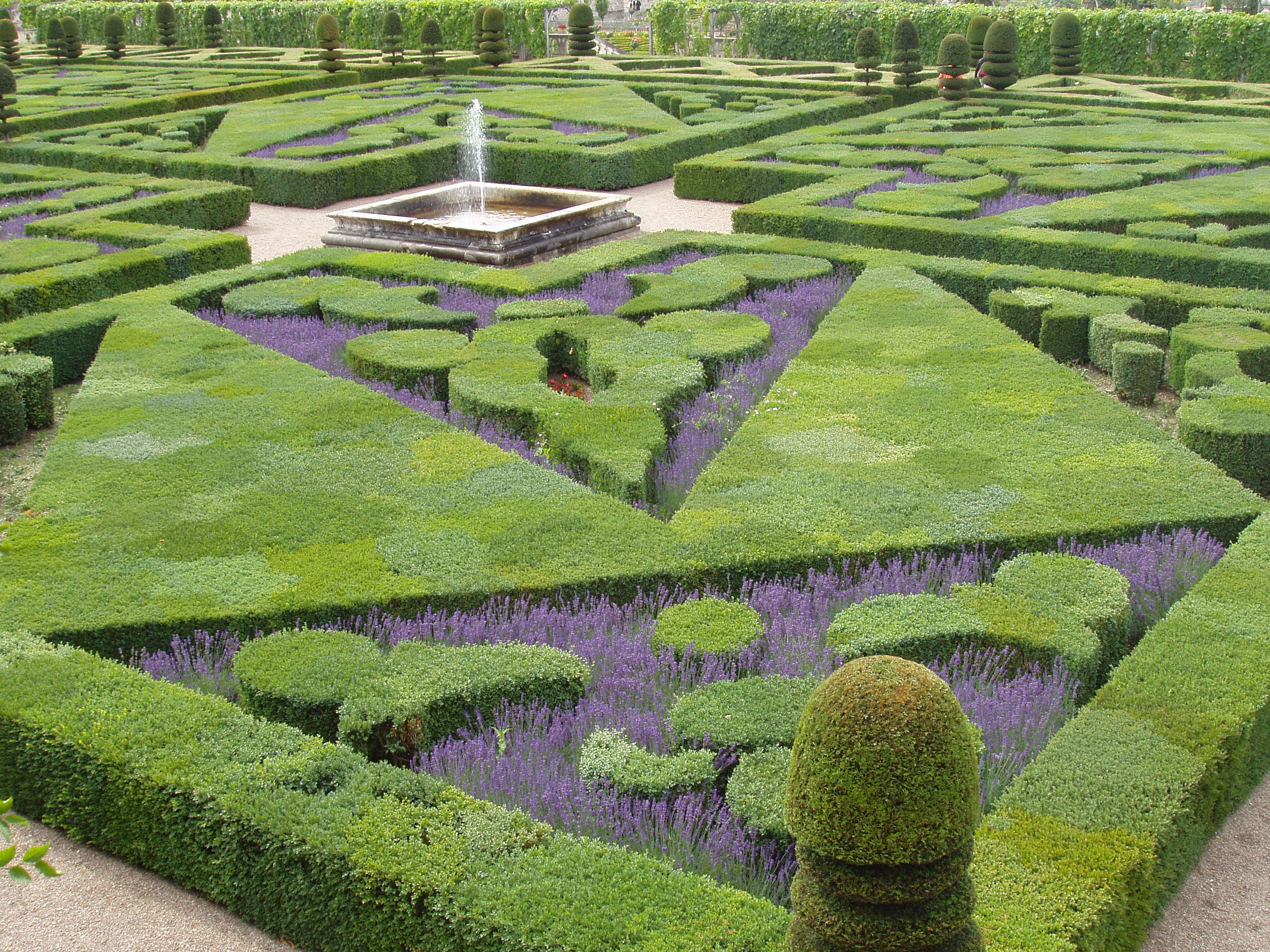

### Un esthétisme sous influence italienne

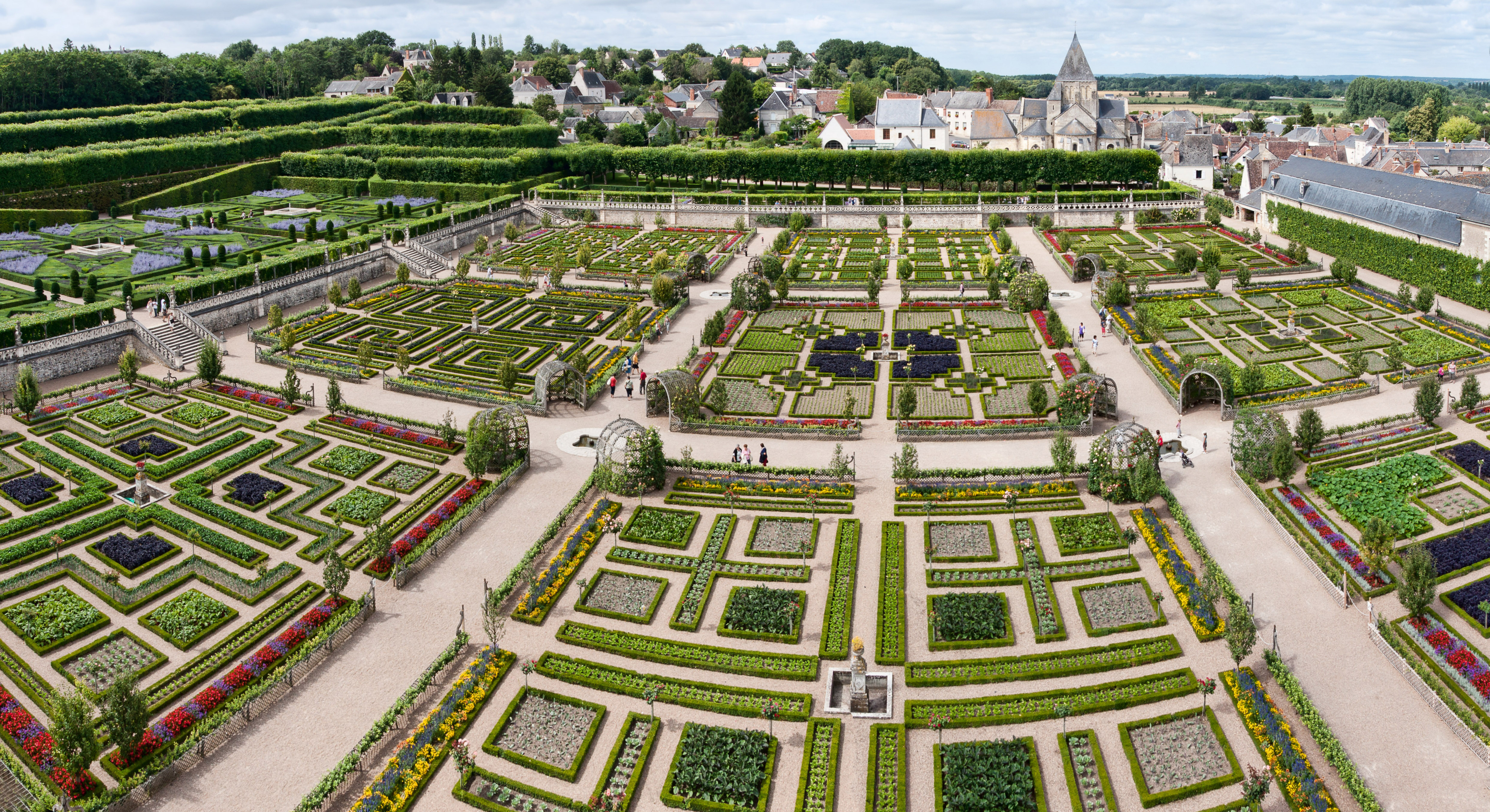
Composé de neuf carrés bordés d’arbres fruitiers en cordons et plantés de légumes aux couleurs harmonieusement agencées, le potager décoratif mêle la tradition du jardin des simples médiéval à l'influence des jardins italiens de la Renaissance.

Les jardins de la Renaissance française sont un style de jardin inspiré à l'origine par ceux de la Renaissance italienne, qui a évolué par la suite pour donner naissance au style plus grandiose et plus formel du jardin à la française sous le règne de Louis XIV, à partir du milieu du XVIIe siècle.
En 1495, le roi Charles VIII et ses nobles rapportèrent le style Renaissance en France à la suite de leur campagne guerrière en Italie. Les jardins de la Renaissance française connurent leur apogée dans les jardins du château royal de Fontainebleau et des châteaux de Blois et Chenonceau.
Les jardins de la Renaissance française sont caractérisés par des plates-bandes ou parterres symétriques et géométriques, des plantes en pots, des allées de sable et gravier, des terrasses, des escaliers et des rampes, des eaux courantes sous forme de canaux, de cascades et de fontaines monumentales, et par l'usage extensif de grottes artificielles, de labyrinthes et des statues de personnages mythologiques. Ils devinrent une extension des châteaux qu'ils entouraient, et furent conçus pour illustrer les idéaux de mesure et de proportion de la Renaissance et pour rappeler les vertus de la Rome antique.
Les jardins de la Renaissance passent de l’enclos utilitaire, tout chargé de symbolique chrétienne, à de larges perspectives utilisant le vocabulaire païen, et dont le but principal est la seule délectation, le plaisir. Les considérations esthétiques et personnelles deviennent alors primordiales. L’espace du jardin subit de moins en moins l’influence des préceptes religieux (nonobstant les visions d’Érasme, de Bernard Palissy). Les références iconiques ne sont plus qu’exclusivement classiques : elle appartiennent à la mythologie par l’emploi de sa symbolique, des thèmes illustrés, de la statuaire… Les jardins ont aussi une dimension politique (les grands jardins sont dessinés à la gloire du maître des lieux), et l’évolution de l’art de vivre en fait le cadre de fêtes et de fastueux banquets. Leur histoire est aussi le reflet de celle, parallèle, de la botanique (introductions de nouvelles espèces, approche de plus en plus scientifique) et de l’évolution des théories et pratiques culturales.

### Les parterres de Villandry

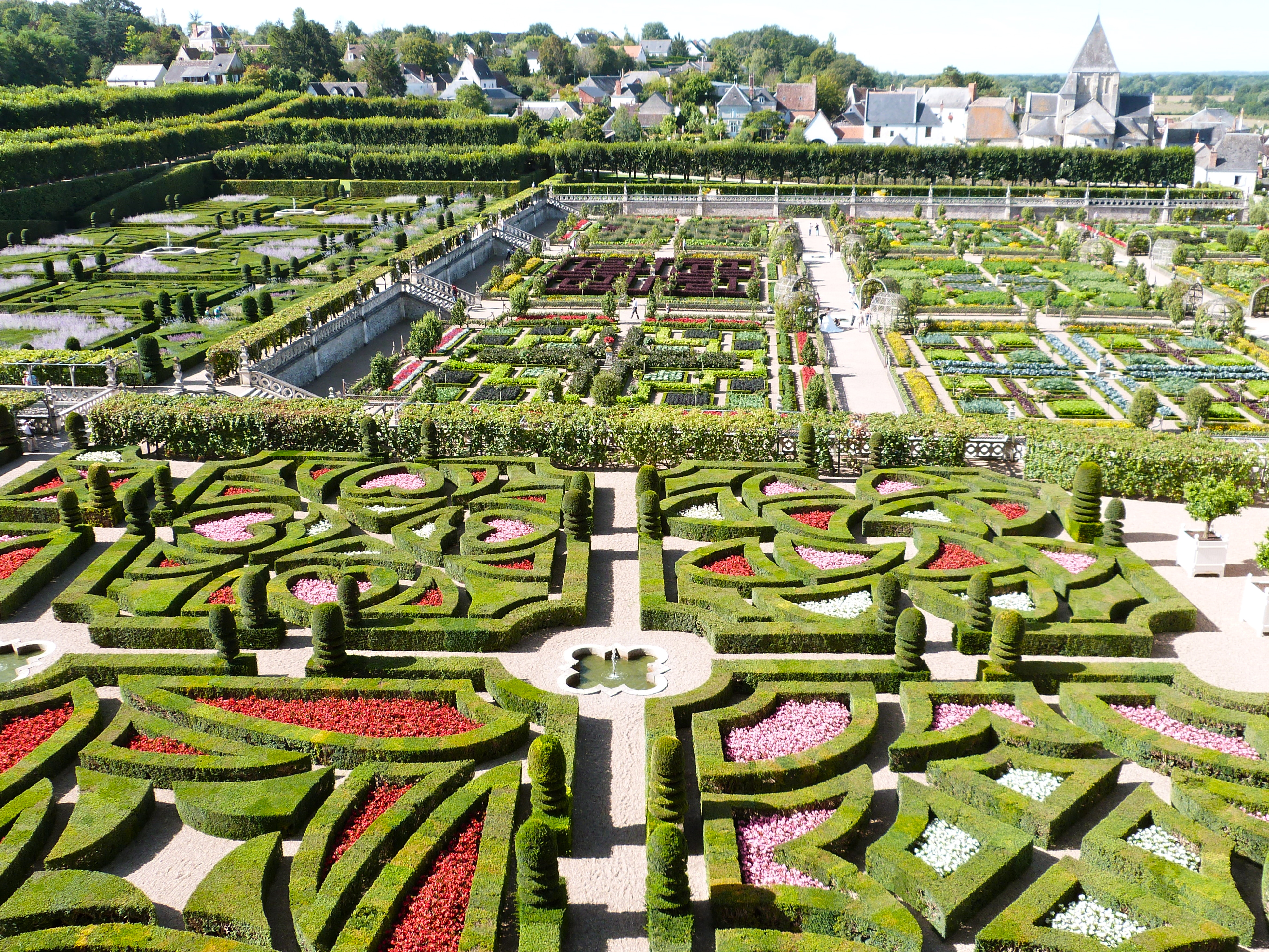
Les parterres à charmilles typiques des jardins de la Renaissance.

Les jardins avaient été créés en même temps que le château Renaissance, à l'origine la partie essentielle était un potager à usage décoratif doté de plantes exotiques provenant de divers pays d'Europe et d'Amérique. Les descendants et successeurs de Jean Le Breton ont veillé pendant deux siècles à entretenir ce patrimoine.
Cet ensemble sera pourtant transformé en jardin à l'anglaise au début du XIXe siècle se développant « en vallonnements et mamelonnements (…), planté de maintes espèces exotiques récemment importées: cèdres, pins, thuyas, magnolias, massés sur les revers de monticules artificiels. Le château lui-même [disparaît] au milieu d’une forêt d’arbres et de verdure ».
Les jardins actuels du château de Villandry, sont donc le fruit d'une reconstitution patiente effectuée entre 1908 et 1916 par Joachim Carvallo à partir du Monasticon Gallicanum et des planches et textes anciens de l'architecte Jacques Androuet du Cerceau, traitant d'un jardin de la Renaissance typique du XVIe siècle : il veut alors rendre à Villandry son authenticité.

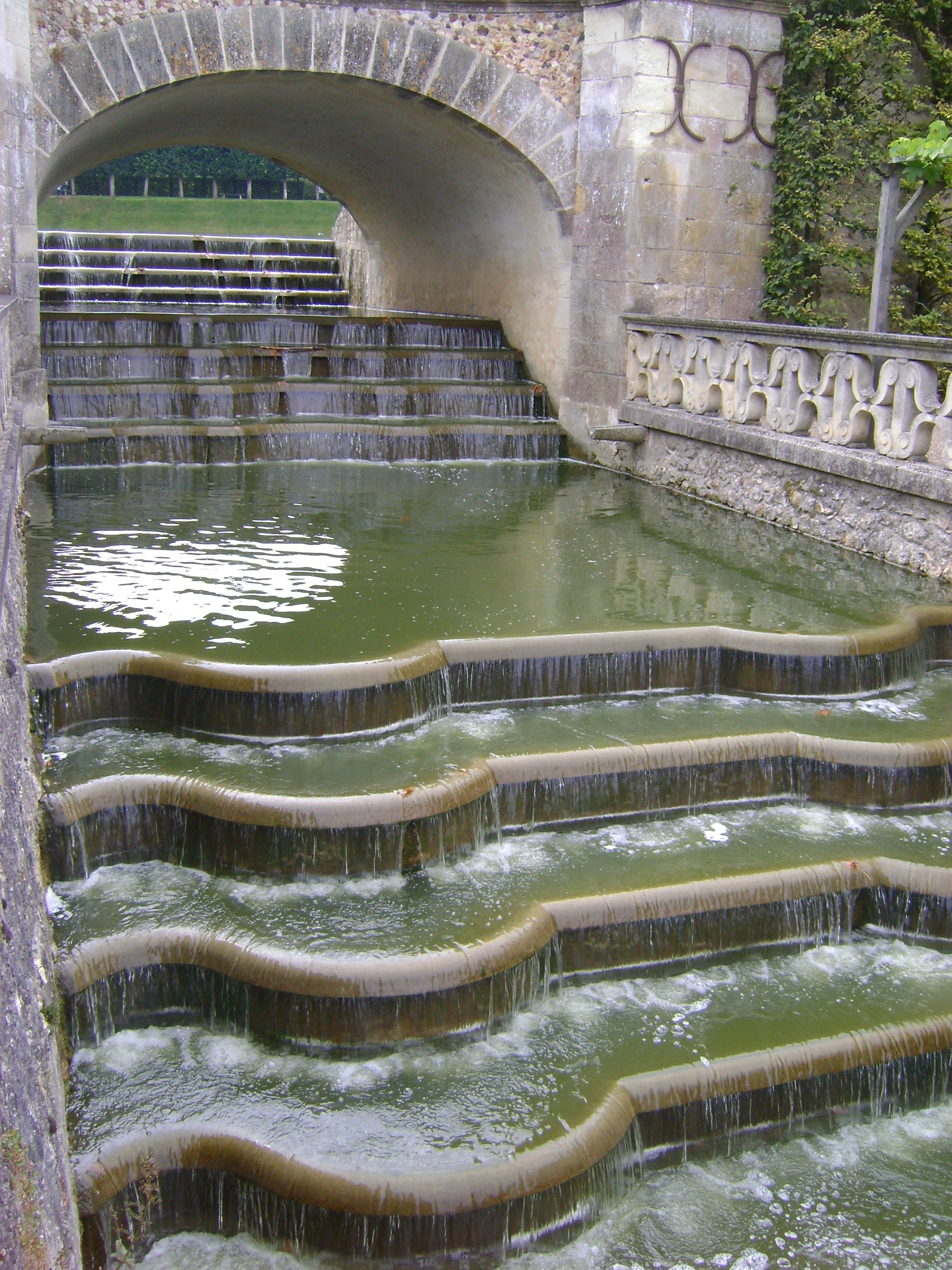
Venant du Jardin d'eau, cette succession de « nappes » tombe en cascade sous le pont dormant séparant deux sections du Jardin d'agrément.

Cet ensemble occupent actuellement une superficie de plus de six hectares agencés sur quatre niveaux de terrasses :
La terrasse supérieure accueillant le tout nouveau jardin du soleil, inauguré le 20 juin 2008, constitue une sorte de belvédère surplombant les différentes sections du jardin. Cette dernière réalisation s’étend sur une ancienne prairie entourée de tilleuls. De 1908 à 1918, Joachim Carvallo avait conçu pour cette terrasse un plan de principe. Dans le cadre du centième anniversaire de la recréation des jardins Renaissance, Henri Carvallo, l’actuel propriétaire, a souhaité réaliser ce jardin en s’inspirant du dessin de son arrière-grand-père Joachim. Cet ensemble respecte les principes généraux d’organisation des jardins de Villandry, en formant un cloître de verdure composé de trois chambres :
- La chambre des nuages se développe en petites allées enherbées formant des triangles qui serpentent au milieu de rosiers et d'arbustes aux tons bleus et blancs.
- La chambre du soleil, partie centrale du jardin, possède un bassin en forme de soleil représenté par une étoile à huit branches, dessinée à l'époque par Joachim Carvallo, ainsi que des massifs de plantes vivaces où dominent les jaune-orangé.
- La chambre des enfants est composée de pommiers décoratifs où sont implantés des jeux de plein air.

Situé au sud du parc, le jardin d'eau n'est autre que le jardin à la française voulu par Michel-Ange de Castellane au milieu du XVIIIe siècle. Entourée d’un cloître de tilleuls, cette section se compose aujourd'hui de tapis de verdure ornés de topiaires dont les formes classiques se développent autour d'une pièce d'eau centrale constituant un véritable miroir d'eau de d'époque Louis XV.

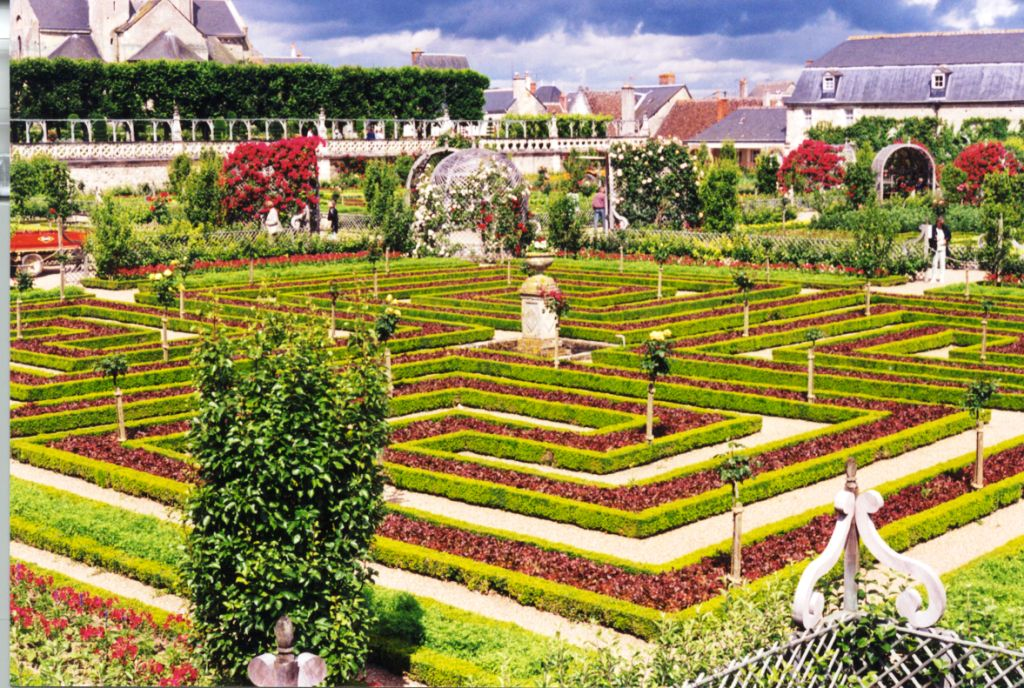
Le labyrinthe situé au Sud-Ouest du parc (aspect en 1998).

Une terrasse intermédiaire prolongeant les salons du château accueille le jardin d'ornement ou jardin de broderies composées de buis taillés et d'ifs en topiaire. Aménagée par Lozano, artiste peintre sévillan, assisté du peintre et paysagiste Javier de Winthuysen, cette section se compose de quatre salons de verdure représentant les jardins d'amour :
- L'amour tendre symbolisé par des cœurs séparés de petites flammes. Au centre des masques que l’on mettait sur les yeux au cours des bals permettaient toutes sortes de conversations.
- L'amour passionné avec des cœurs brisés par la passion, gravés dans un mouvement rappelant la danse et les tourbillons de la passion.
- L'amour volage avec ses quatre éventails dans les angles représente la légèreté des sentiments. La couleur dominante dans ce carré est le jaune, symbole de l’amour trompé.
- L'amour tragique avec des poignards et des glaives pour représenter les duels causés par la rivalité amoureuse. En été les fleurs sont rouges pour symboliser le sang répandu lors de ces combats.

À gauche, au centre : un dessin facile à reconnaître la croix de Malte. Derrière cette croix, à droite, celle du Languedoc et, à gauche, celle du Pays basque. Enfin, très stylisées, des fleurs de lys le long de la douve.
Se situant au niveau du château, le potager décoratif reprend la tradition du jardin des simples médiéval, consacré aux plantes aromatiques, condimentaires et médicinales dont il recèle une trentaine d’espèces. D'un style purement Renaissance, il se compose de neuf carrés bordés d’arbres fruitiers en cordons et plantés de légumes aux couleurs harmonieusement agencées où s'associent dans l’esprit des jardins italiens du XIVe siècle, des éléments décoratifs, fontaines, tonnelles et carrés de fleurs, savamment disposés pour distraire les promeneurs, en transformant ainsi le jardin utilitaire en un jardin d’agrément.
Située au Sud-Ouest de l'ensemble, est composée par un labyrinthe planté de charmilles ayant pour but de s'élever spirituellement jusqu'à sa plateforme centrale.
L'ultime section surnommée la Forêt se développe en terrasses fleuries autour d'une serre et d'une petite folie du XVIIIe siècle, le pavillon de l'Audience. Formant l'une des sections des jardins à la française aménagés au XVIIIe siècle, Michel-Ange de Castellane y « donnait audience » aux fermiers et aux paysans qui travaillaient sur ses terres. Cette fabrique a été entièrement rénové en 2004.
Les fontaines et tonnelles du jardin ont été restaurées à partir de 1994. Les jardins forment un ensemble limité au nord par la route de Tours, au sud par le chemin rural de la Bergerie, à l'ouest par le mur de clôture longeant le labyrinthe végétal. Ils ont obtenu le label d'État Jardin remarquable. Une journée d’étude a été organisée le 8 février 2012 dans le cadre des Rendez-vous aux jardins 2012 par la direction générale des patrimoines et le conseil national des parcs et jardins. Enfin, un court de tennis en gazon a été ouvert en 2010.

## Galerie photo

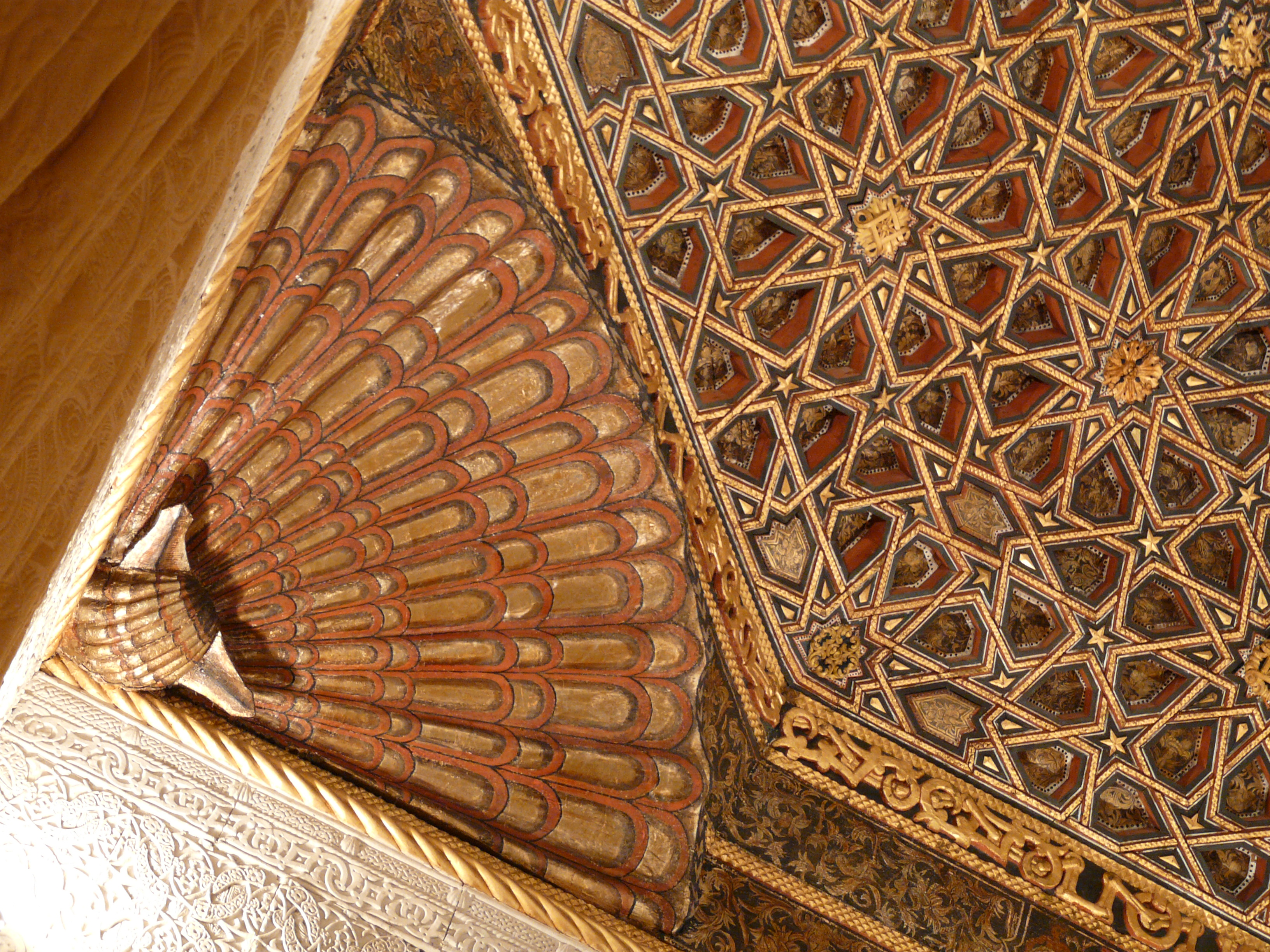
Plafond mudéjar du palais des ducs de Maqueda (Tolède, XIIIe siècle).
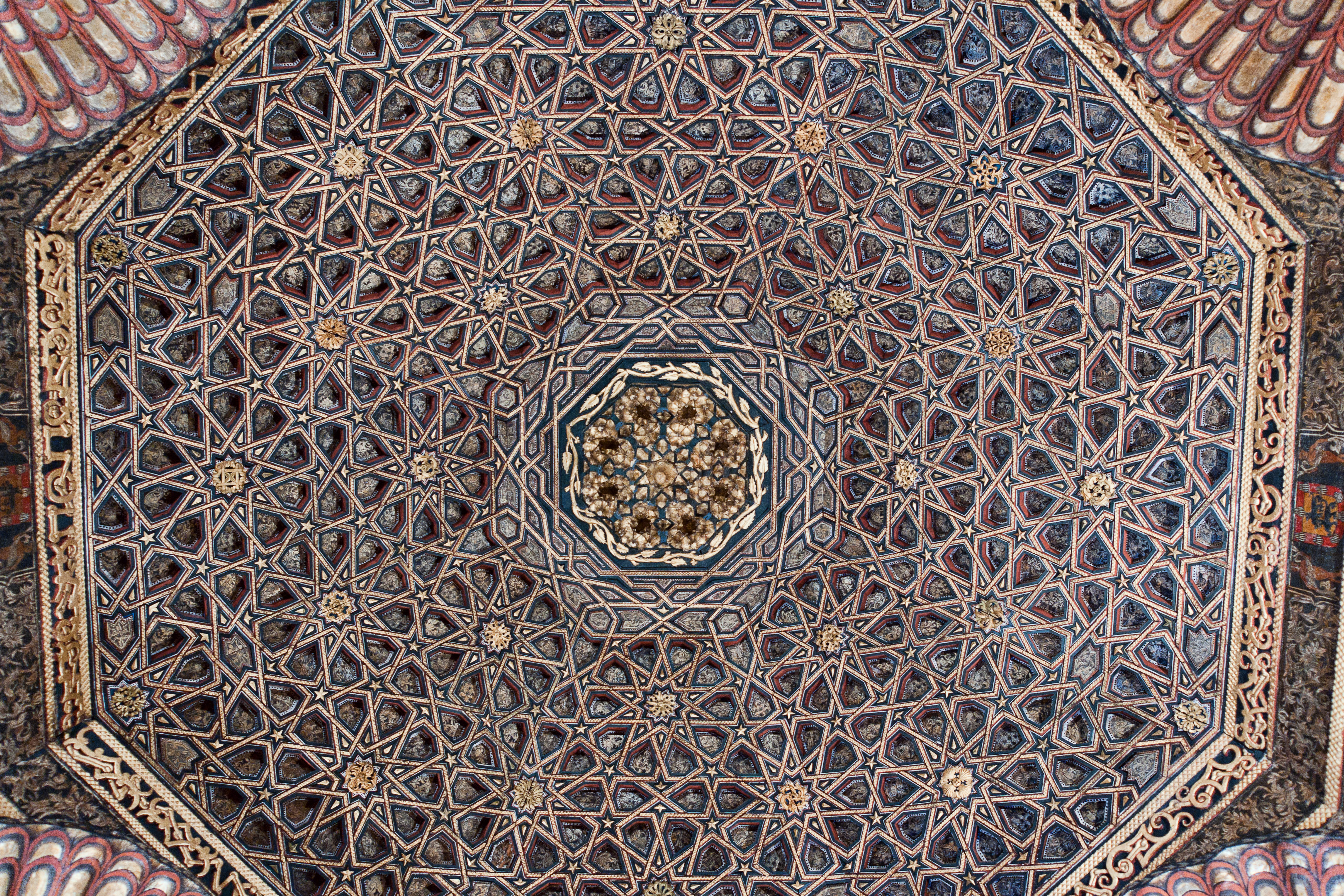
Plafond mudéjar du palais des ducs de Maqueda.
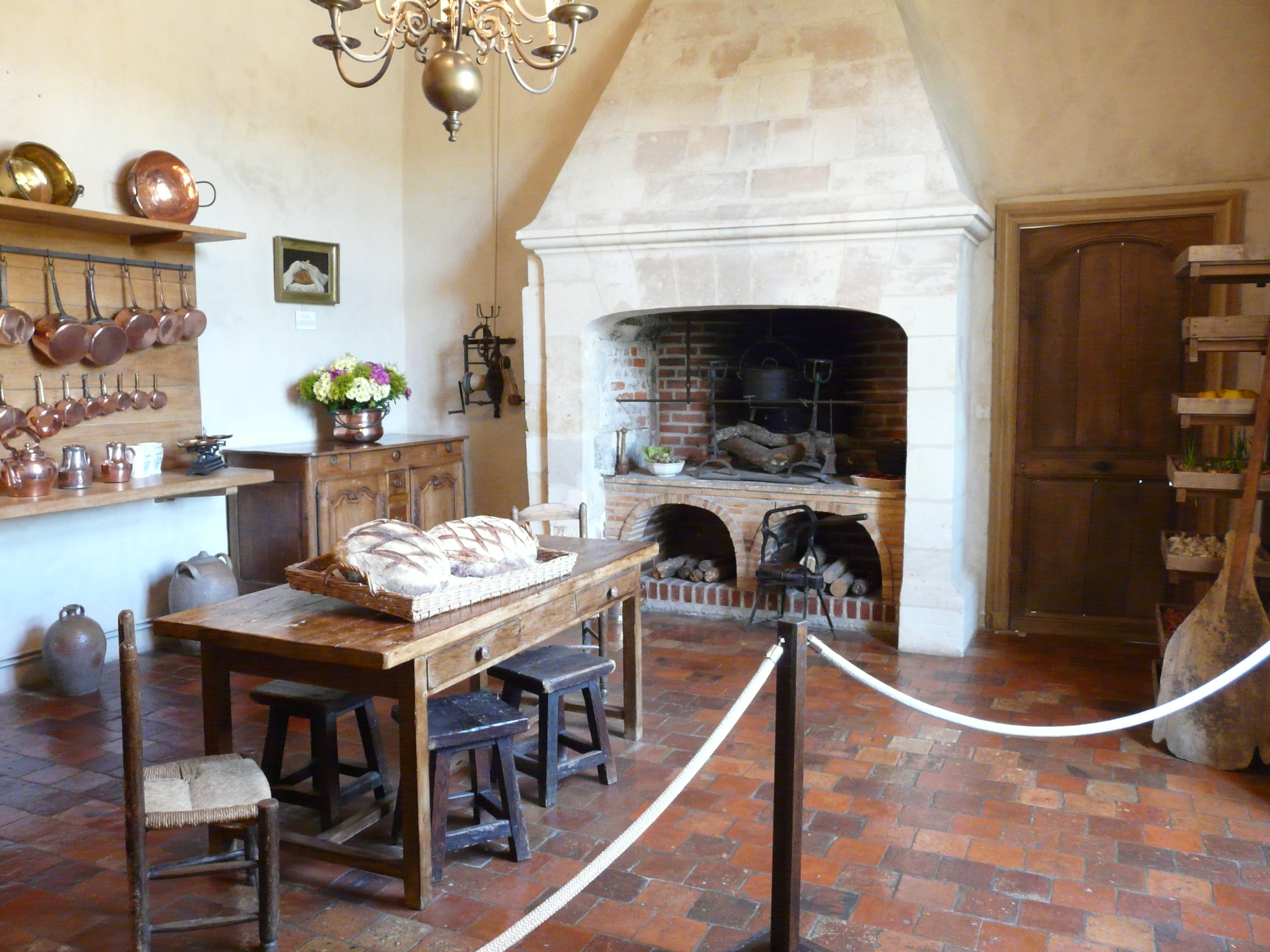
La cuisine du château, pièce rustique ornée de tomettes.
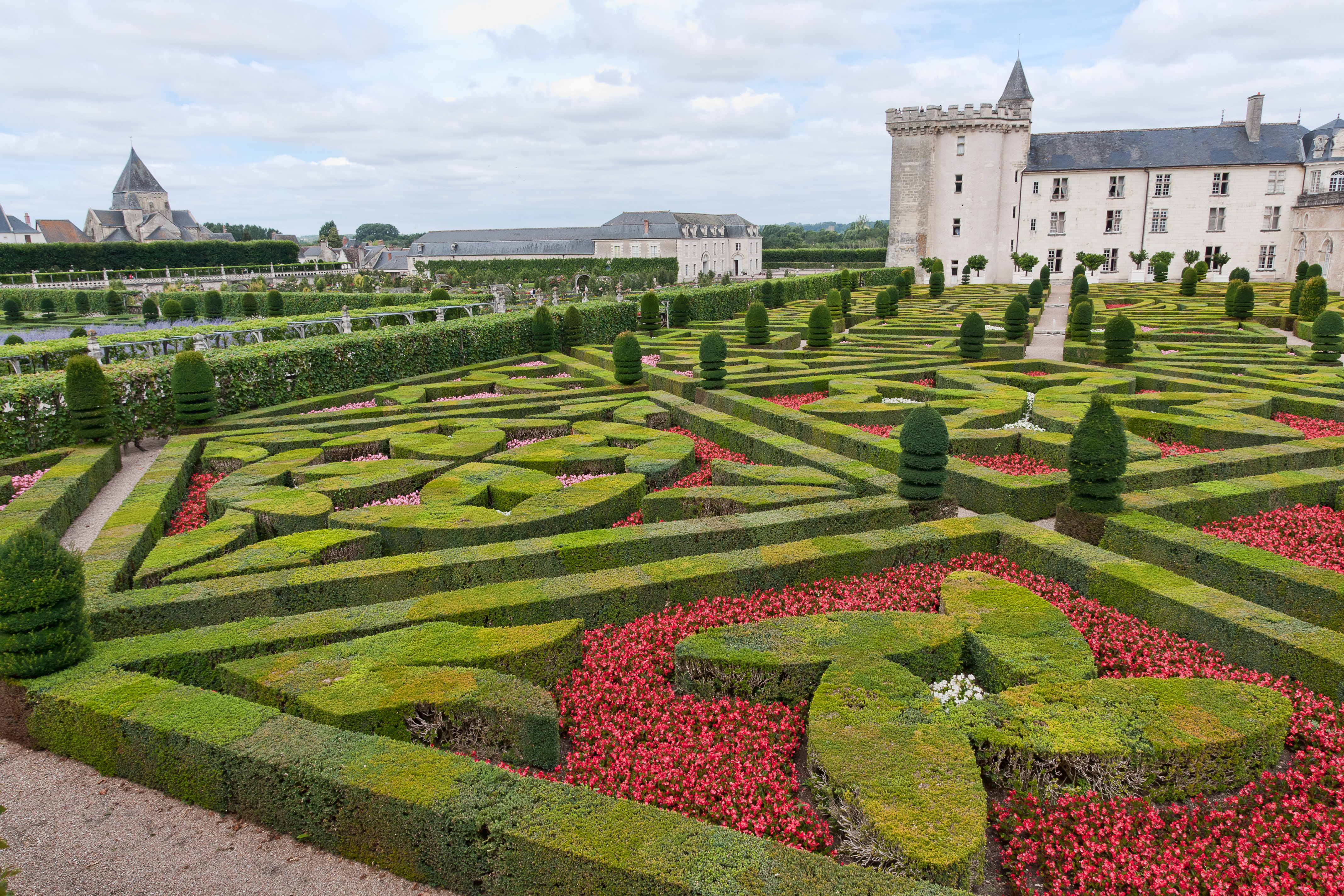
Parterre de l'Amour volage au jardin d'ornement (1908-1916).
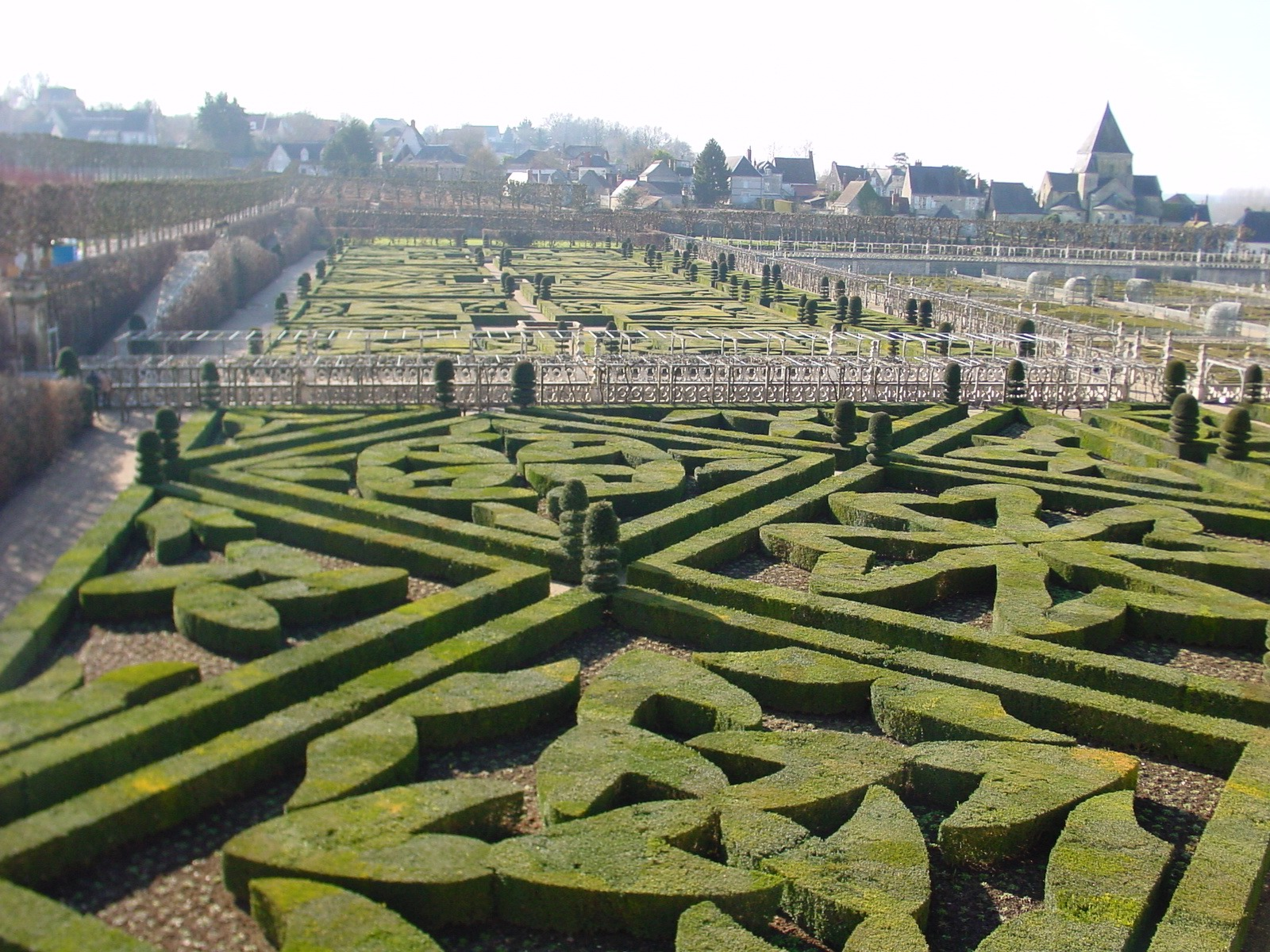
Parterre de l'Amour tragique au jardin d'ornement (1908-1916).
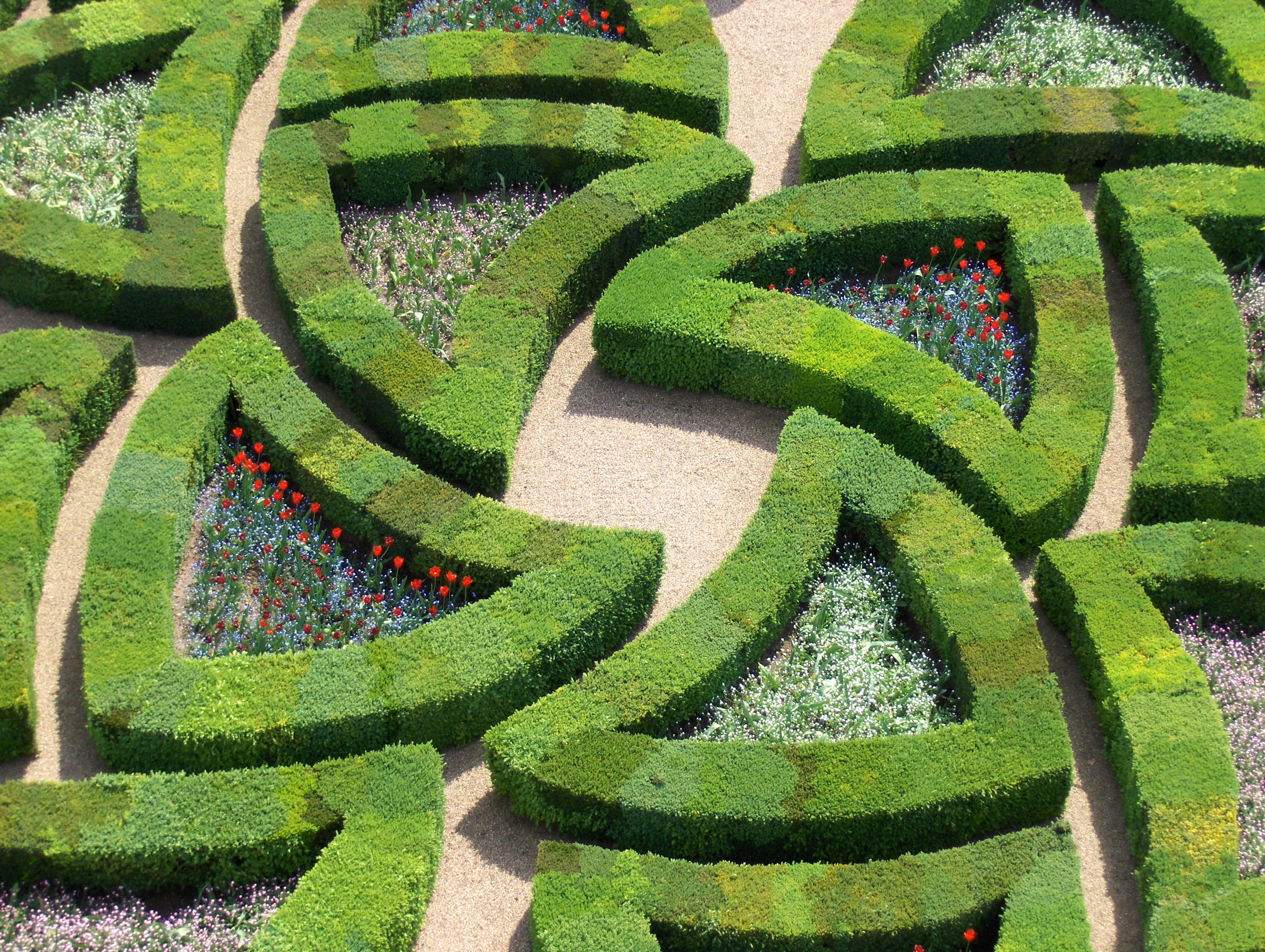
Parterre de l'Amour passionné au jardin d'ornement (1908-1916).
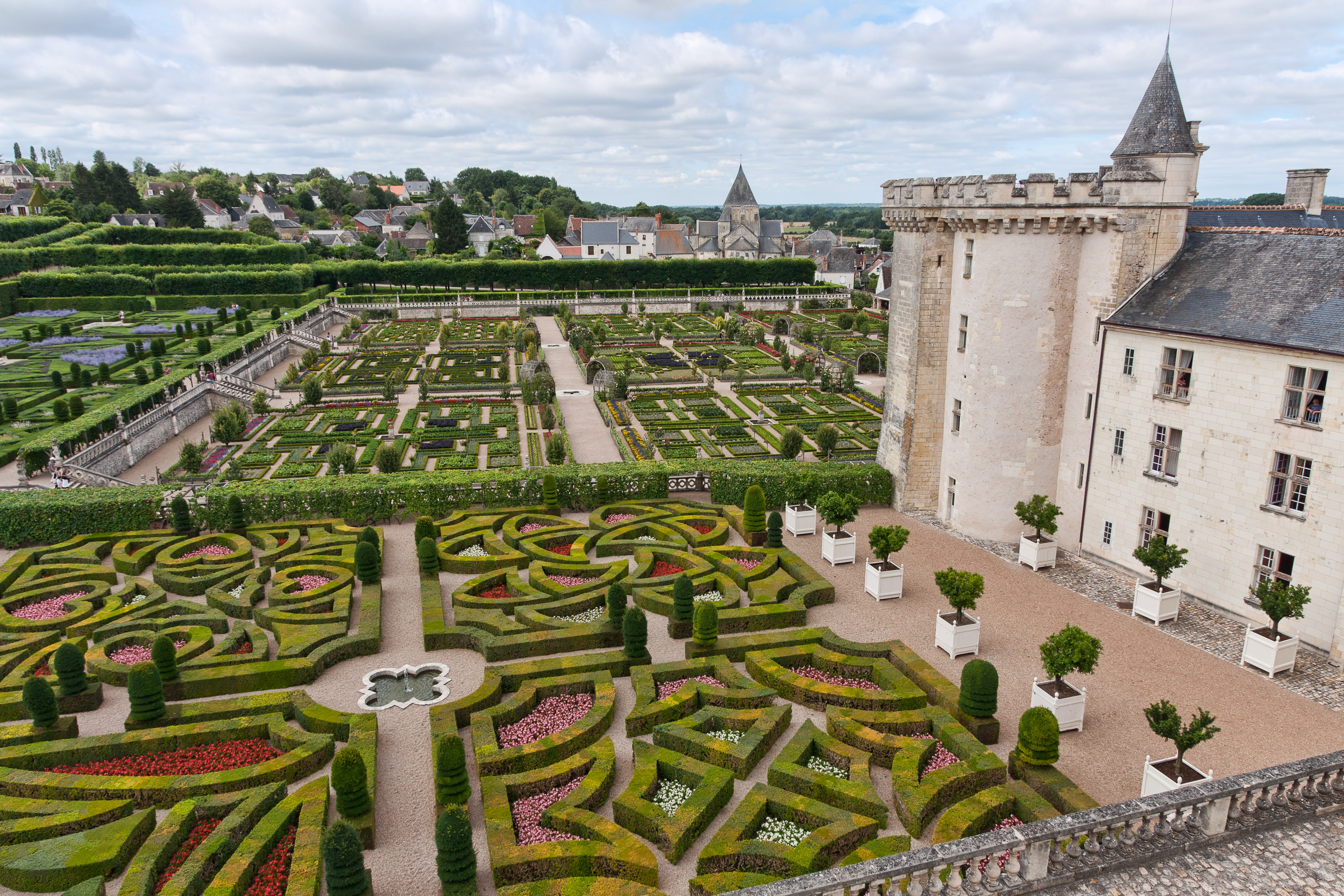
La succession des terrasses (1908-1916).
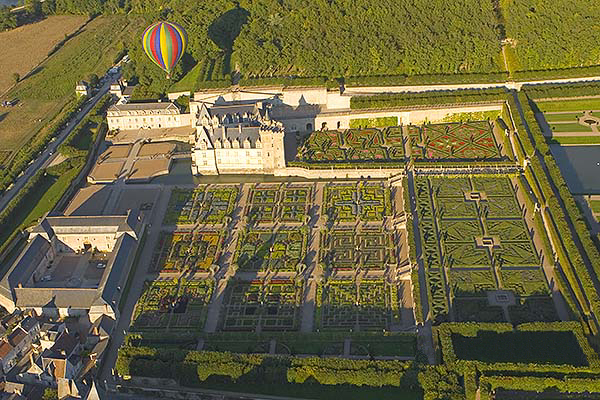
Vue aérienne oblique ouest des jardins reconstitués (1908-1916).